# Smilodon
Smilodon (Lund, 1842; letteralmente "dente a coltello") è un genere dell'estinta sottofamiglia dei machairodonti, all'interno della famiglia Felidae, comprendente felini in italiano conosciuti come smilodonti. Lo smilodonte rappresenta uno dei mammiferi preistorici più famosi, nonché il felino dai denti a sciabola meglio conosciuto. Sebbene venga comunemente chiamato anche tigre dai denti a sciabola, in realtà non era strettamente imparentato con le tigri o con altri grandi felini odierni. Lo smilodonte visse nelle Americhe durante il Pleistocene-Olocene, circa 2,5 milioni di anni fa, fino a 10 000 anni fa. Il genere Smilodon venne denominato per la prima volta nel 1842 sulla base di alcuni fossili provenienti dal Brasile. Il genere contiene tre specie riconosciute ufficialmente: S. gracilis, S. fatalis e S. populator. Le ultime due discendevano, probabilmente, da S. gracilis, che a sua volta si era, probabilmente, evoluto da Megantereon. Le centinaia di individui ritrovati nei pozzi di catrame di La Brea Tar Pits di Los Angeles, costituiscono la più grande collezione di fossili di smilodonte al mondo.
Lo smilodonte era più robusto di qualsiasi felino esistente, con arti anteriori particolarmente ben sviluppati e canini superiori eccezionalmente lunghi. La mandibola aveva un'apertura più ampia di quella dei felini moderni ed i suoi canini superiori nonostante la loro lunghezza erano sottili e fragili, essendosi adattati per uccisioni precise. S. gracilis era la specie più piccola, con un peso di 55–100 kg. S. fatalis aveva un peso di 160–280 kg ed un'altezza al garrese di 100 centimetri. I fossili di queste specie sono stati ritrovati principalmente in Nord America, sebbene siano stati ritrovati dei resti attribuibili ad entrambe anche in Sud America. S. populator, originario del Sud America, era la specie più grande, con un peso di 220–436 kg ed un'altezza al garrese di 1,20 metri, rappresentando uno dei più grandi felidi conosciuti. La colorazione ed i motivi del mantello dello smilodonte sono sconosciuti, sebbene sia stato ricostruito artisticamente in vari modi, sia con motivi e colorazioni semplici o a macchie.
In Nord America, lo smilodonte dava la caccia ai grandi erbivori dell'era glaciale, come bisonti e cammelli, riuscendo ad ambientarsi ed adattarsi anche alle nuove prede trovate in Sud America. Si pensa che lo smilodonte uccidesse le sue prede tenendole ferme con gli arti anteriori e mordendole, sebbene non sia chiaro in che modo il morso venisse effettuato. Gli studiosi non sono certi nemmeno se lo smilodonte vivesse in branco come gli odierni leoni o fosse un cacciatore solitario come tigri e leopardi; l'osservazione del comportamento dei predatori odierni e l'analisi dei resti fossili dell'animale, sembrerebbero sostenere entrambe le ipotesi. Gli smilodonti, probabilmente, vivevano in habitat boscosi, come le praterie ricche di alberi e cespugli, che avrebbe fornito una perfetta copertura per un'imboscata alle sue prede, essendo troppo robusto e pesantemente costruito per sostenere un inseguimento prolungato. Lo smilodonte si estinse insieme alla maggior parte della megafauna nordamericana e sudamericana, circa 10 000 anni fa. Una delle cause della sua estinzione potrebbe essere legata alla sparizione dei grandi animali di cui si nutriva, unita ai cambiamenti climatici e alla competizione con altre specie più opportunistiche.

## Descrizione

Dimensioni delle tre specie di Smilodon a confronto con un uomo

Lo smilodonte aveva dimensioni simili a quelle dei grandi felini odierni, ma era più robusto. Aveva una regione lombare ridotta, scapole alte, coda corta e arti larghi con piedi relativamente corti. Tuttavia, la caratteristica più distintiva dello smilodonte erano certamente i suoi lunghi canini superiori, i più lunghi mai ritrovati tra i felini dai denti a sciabola, con una lunghezza di circa 28 centimetri (11 pollici) nella specie più grande, S. populator. I canini erano relativamente sottili e presentavano una sottile dentellatura sul lato anteriore e posteriore. Il cranio era di proporzioni robuste ed il muso era corto e largo. Gli zigomi erano profondi e ampiamente arcuati, la cresta sagittale prominente e la regione frontale leggermente convessa. La mandibola presentava una flangia su ciascun lato della parte anteriore. Gli incisivi superiori erano grandi, affilati e inclinati in avanti. Nella mandibola, gli incisivi erano separati dai molari da un grande diastema. Gli incisivi inferiori erano ampi, ricurvi e disposti in linea retta. Il dente premolare p3 della mandibola era presente nella maggior parte dei primi esemplari rinvenuti, ma è andato perso negli esemplari successivi ed era presente solo nel 6% degli esemplari provenienti da La Brea. Non si conosce con certezza se lo smilodonte fosse sessualmente dimorfico. Alcuni studi sui fossili della specie S. fatalis mostrano poca differenza tra i sessi. Al contrario, uno studio del 2012 ha rilevato che, mentre i fossili di S. fatalis mostrano una minore variazione di dimensioni tra i vari individui rispetto alle specie del genere Panthera, sembrano presentare le stesse differenze tra i sessi in alcuni tratti.

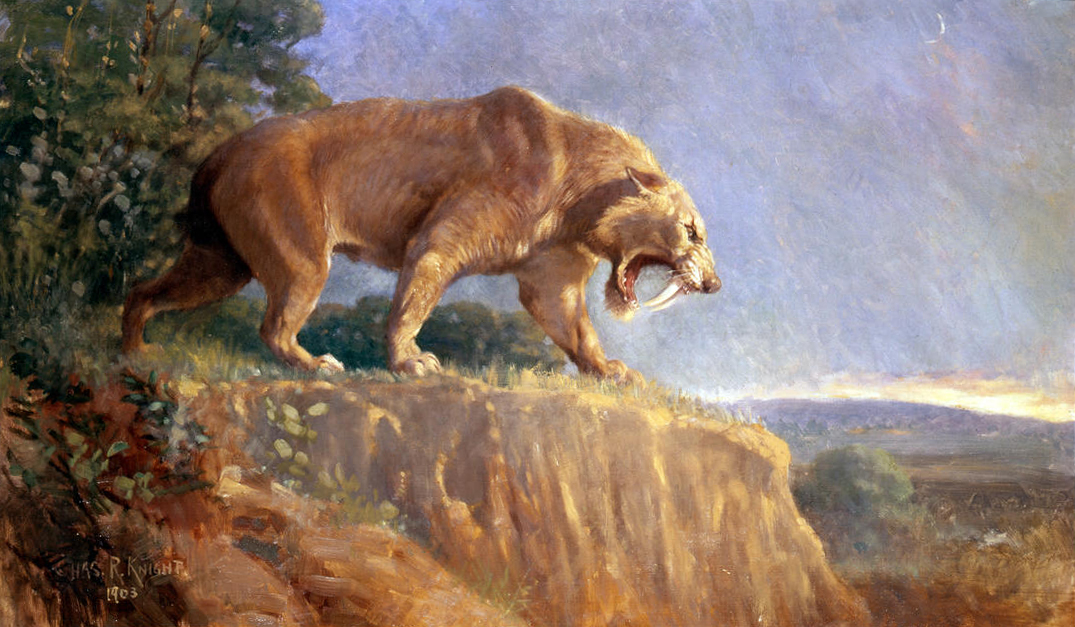
Ricostruzione di S. populator con un mantello uniforme, di Charles R. Knight, 1903

S. gracilis è la specie più piccola, con un peso stimato di 55–100 kg (da 120 a 220 libbre), ed aveva all'incirca le dimensioni di un giaguaro. Era simile al suo predecessore Megantereon, delle stesse dimensioni, ma la sua dentatura ed il cranio erano più specializzati, avvicinandosi a quelli di S. fatalis. S. fatalis era di dimensioni intermedie tra S. gracilis e S. populator, con un peso di 160–280 kg (da 350 a 620 libbre), un'altezza al garrese di 1 metro (39 pollici) ed una lunghezza corporea di 1,75 metri (69 pollici). Le sue dimensioni erano simile a quelle di un leone, ma era più robusto e muscoloso. Anche il suo cranio era simile a quello di Megantereon, anche se più massiccio e con canini più grandi. S. populator è uno dei più grandi felidi conosciuti, con un peso di 220–400 kg (da 490 a 880 libbre) ed una stima che suggeriva un peso massimo di 470 kg (1.040 libbre). Un cranio particolarmente grande di un S. populator proveniente dall'Uruguay che misura 39 centimetri (15 pollici) di lunghezza, indica che questo individuo potrebbe aver raggiunto un peso massimo di 436 kg (961 libbre). L'altezza al garrese, invece, era di circa 1,20 metri (47 pollici). Rispetto a S. fatalis, S. populator era più robusto e aveva un cranio più allungato e stretto con un profilo superiore più diritto, ossa nasali posizionate più in alto, un occipite più verticale, metapodiali più massicci e arti anteriori leggermente più lunghi rispetto agli arti posteriori. Una serie di grandi impronte, rinvenute in Argentina (per le quali è stato proposto il nome ichnotaxon Smilodonichium) sono state attribuite a S. populator e misurano 17,6 centimetri (6,9 pollici) per 19,2 centimetri (7,6 pollici), ben più grandi delle tracce lasciate dalla tigre del Bengala, a cui sono state confrontate.

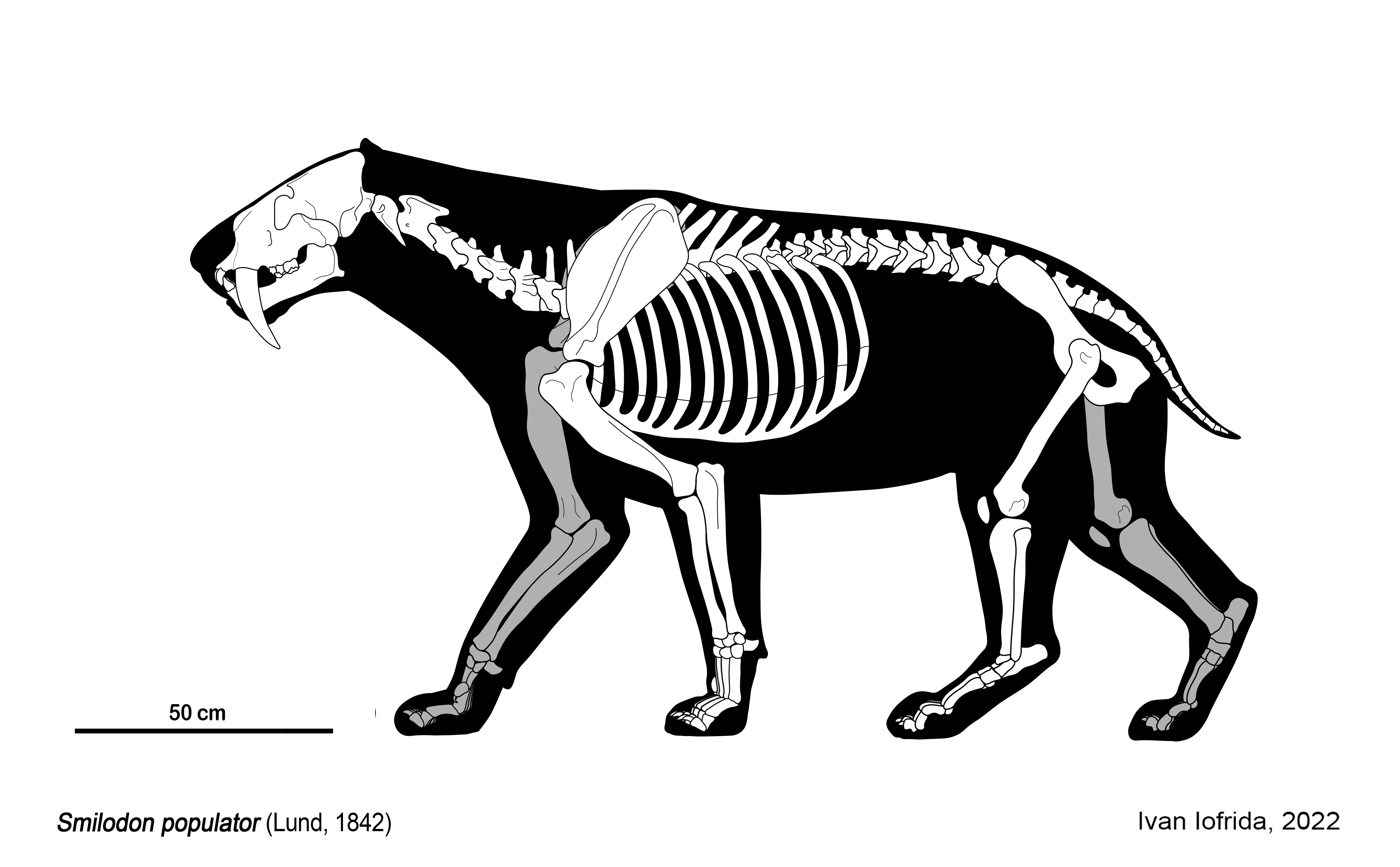
Ricostruzione scheletrica di Smilodon populator

Tradizionalmente, i felini dai denti a sciabola sono spesso ricostruiti artisticamente con caratteristiche esterne simili a quelle dei felini odierni, da artisti come Charles R. Knight in collaborazione con vari paleontologi all'inizio del XX secolo. Nel 1969, il paleontologo G. J. Miller propose invece che lo smilodonte sarebbe apparso molto diverso da un tipico felino e più simile nell'aspetto ad un bulldog, con una linea del labbro più bassa (per consentire alla sua bocca di spalancarsi senza lacerare i tessuti del viso), un naso arretrato e orecchie basse. Il paleoartista Mauricio Antón e coautori contestarono questa idea nel 1998, sostenendo che i tratti del volto dello smilodonte, nel complesso, non erano molto diversi da quelli degli altri felini. Antón fece notare che anche altri animali, come l'ippopotamo sono in grado di alloggiare denti molto grandi e lunghi senza lacerare il tessuto orale, grazie al moderato piegamento del muscolo orbicolare dell'oris e una tale configurazione muscolare esiste anche nei grandi felini moderni. Antón affermò inoltre che il metodo più affidabile per risalire all'aspetto in vita degli animali preistorici è il bracketing filogenetico esistente (dove le caratteristiche dei parenti più prossimi esistenti di un taxon fossile sono usati come riferimento) e che ricostruzioni come quelle di Knight sono ancora attendibili.

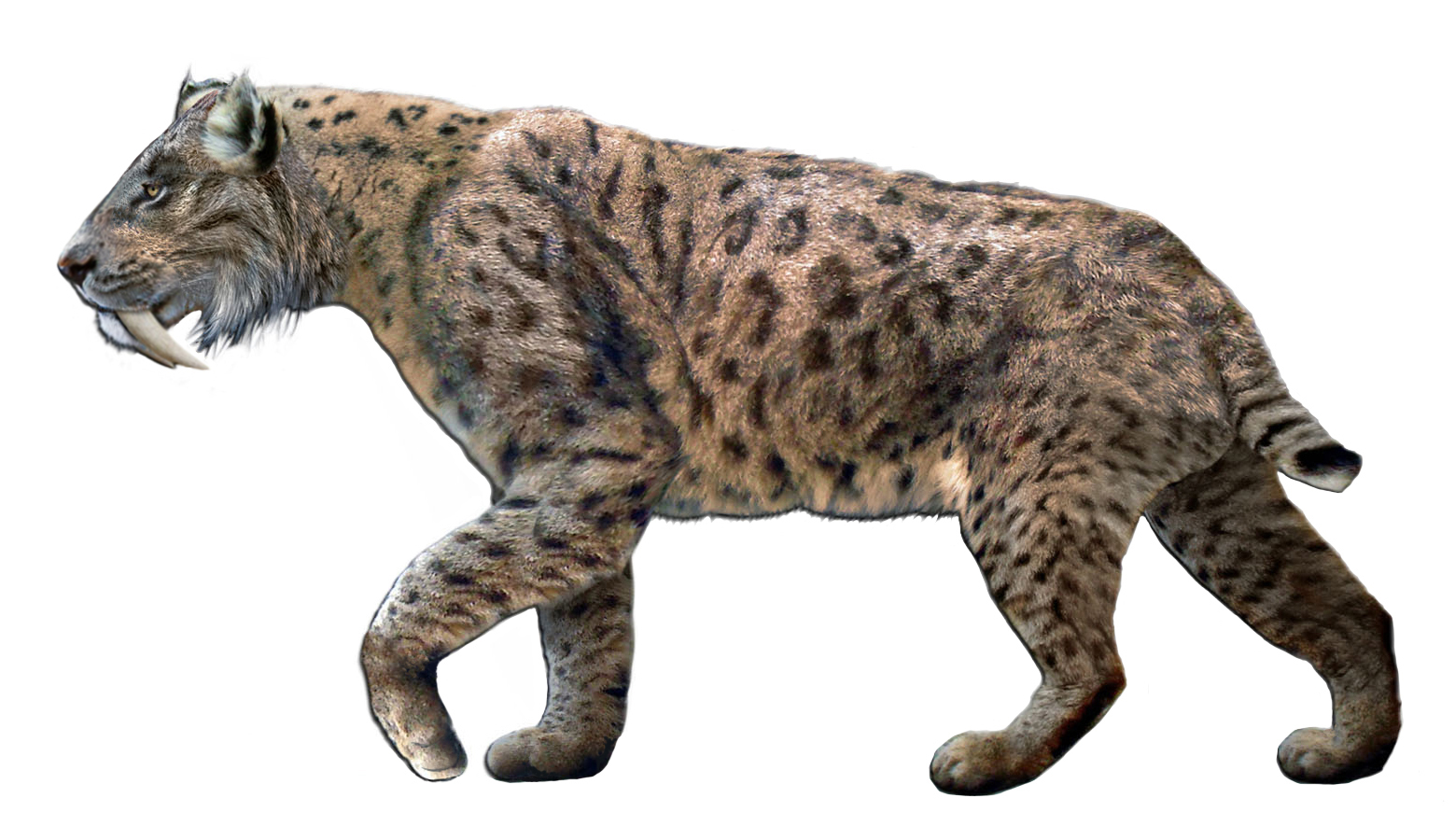
Ricostruzione di S. fatalis con un mantello a macchie

Negli anni, lo smilodonte e altri felini dai denti a sciabola sono stati ricostruiti sia con mantelli uniformi che con motivi maculati (che sembra essere la condizione ancestrale dei feliformi), entrambi considerati possibili. Studi sulle specie moderne hanno dimostrato che le specie che vivono all'aperto tendono ad avere mantelli uniformi, mentre quelle che vivono in habitat più forestali o ricchi d'ombra tendono ad avere mantelli a macchie, con alcune eccezioni. Alcune caratteristiche del mantello, come le criniere dei leoni maschi o le strisce della tigre, sono troppo insolite per essere dedotte dai fossili.

## Tassonomia

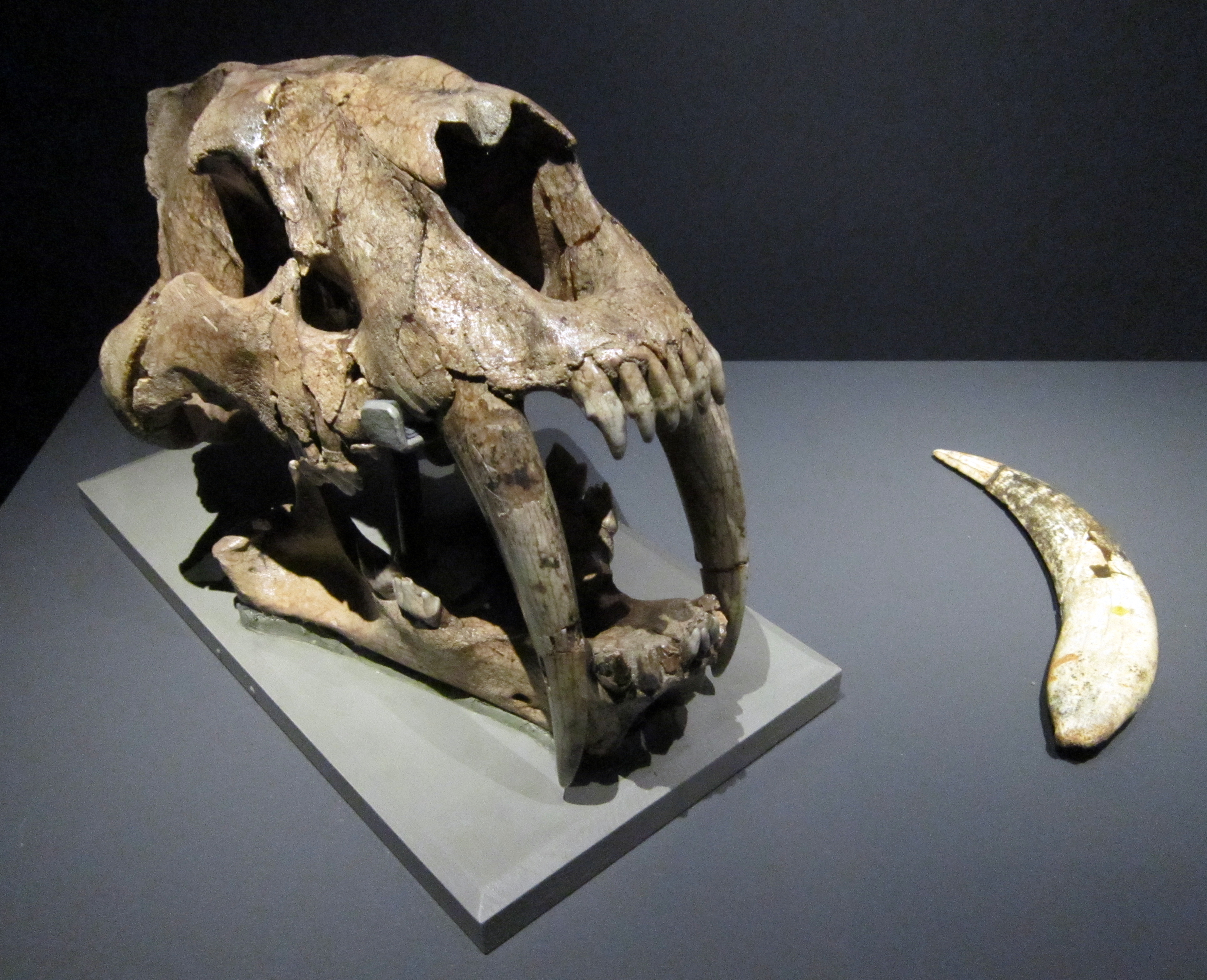
Cranio di S. populator ed il canino sintipo, dalla collezione di Lund, Zoological Museum, Copenaghen

Durante il 1830, il naturalista danese Peter Wilhelm Lund e i suoi assistenti raccolsero dei diversi fossili nelle grotte calcaree vicino alla piccola città di Lagoa Santa, Minas Gerais, Brasile. Tra le migliaia di fossili ritrovati, Lund riconobbe alcuni denti isolati come appartenenti a una iena, che nominò Hyaena neogaea, nel 1839. Dopo aver identificato altro materiale fossile (inclusi altri denti canini e delle ossa del piede), Lund concluse che i fossili dovevano appartenere invece a un genere estinto di felino, anche se di transizione alle iene. Dal poco materiale disponibile, Lund stimò che l'animale avrebbe eguagliato per dimensioni i più grandi predatori moderni ed era più robusto di qualsiasi felino moderno. Lund, originariamente, voleva chiamare il nuovo genere Hyaenodon, ma rendendosi conto che questo nome era già stato usato per un altro mammifero preistorico, decise di nominare l'animale Smilodon populator, nel 1842. Il nome del genere Smilodon deriva dal greco antico e deriva dall'unione delle parole σμίλη/smilē ossia "sciabola" o "coltello" e οδόντος/odontús ossia "dente". Il nome della specie, populator, significa invece "distruttore", anche se può essere tradotto anche come "colui che porta devastazione". Nel 1846, Lund aveva ormai collezionato quasi ogni parte dello scheletro (da individui diversi) e negli anni successivi altri collezionisti ne ritrovarono altri nei paesi vicini. Per quanto alcuni autori successivi abbiano usato il nome della specie originale di Lund, neogaea invece di populator, ora il primo è considerato un nomen nudum ("nome nudo") non valido, in quanto non era accompagnato da una descrizione adeguata e aveva alcun esemplare tipo designato. Alcuni esemplari sudamericani vennero assegnati ad altri generi, sottogeneri, specie e sottospecie, come Smilodontidion riggii, Smilodon (Prosmilodon) ensenadensis e S. bonaeriensis, sebbene oggi si pensa che tutti questi taxon siano sinonimi junior di S. populator.

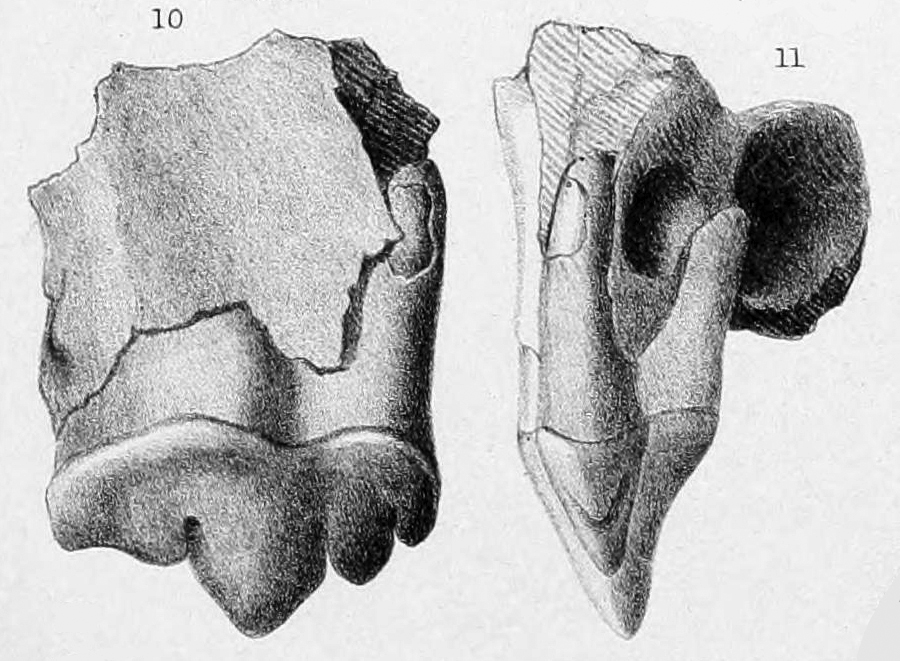
Litografia del 1869, di un molare e un frammento di mascella che costituiscono l'olotipo di S. fatalis

Ulteriori fossili appartenenti al genere Smilodon vennero in seguito scoperti in Nord America dalla seconda metà del XIX secolo in poi. Nel 1869, il paleontologo americano Joseph Leidy descrisse un frammento di una mascella con un molare, ritrovato in un letto di petrolio nella contea di Hardin, Texas. Leidy riferì l'esemplare al genere Felis (genere più volte utilizzato per la maggior parte dei felini, odierni ed estinti) sebbene l'esemplare fosse abbastanza distinto da far parte di un proprio sottogenere, ossia F. (Trucifelis) fatalis. Il nome della specie, fatalis, significa "fato" o "destino", ma si pensa che Leidy lo intendesse come "fatale". In un articolo del 1880, sui felini americani estinti, il paleontologo americano Edward Drinker Cope sottolineò che il molare di F. fatalis era identico a quello di Smilodon, proponendo la nuova combinazione S. fatalis. La maggior parte degli esemplari fossili nordamericani di Smilodon erano alquanto scarsi e frammentari, almeno fino all'inizio degli scavi a La Brea Tar Pits a Los Angeles, dove centinaia di individui di S. fatalis sono stati estratti dal 1875. Anche S. fatalis ha dei sinonimi junior, come S. mercerii, S. floridanus e S. californicus. La paleontologa americana Annalisa Berta considerava l'olotipo di S. fatalis troppo incompleto per essere un esemplare tipo adeguato e la specie è stata talvolta proposta come sinonimo junior di S. populator. I paleontologi scandinavi Björn Kurtén e Lars Werdelin sostennero la distinzione delle due specie, nel 1990. Un articolo del 2018 del paleontologo americano John P. Babiarz e colleghi ha concluso che S. californicus, rappresentato dagli esemplari di La Brea Tar Pits, era una specie distinta da S. fatalis dopotutto e che sono necessarie ulteriori ricerche per chiarire la tassonomia di questo lignaggio.
Nel suo articolo del 1880 sui felini estinti, Cope nominò anche una terza specie di Smilodon, S. gracilis. Questa specie si basava su un canino parziale, che era stato ritrovato in una grotta vicino al fiume Schuylkill in Pennsylvania. Cope notò che questo canino era diverso da quello delle altre specie di Smilodon a causa delle sue dimensioni più piccole e dalla base più compressa. Il nome della specie, gracilis, si riferisce alla corporatura più leggera della specie. Questa specie è nota per resti meno numerosi e completi degli altri membri del genere. La specie è stata talvolta considerata parte di altri generi come Megantereon e Ischyrosmilus. S. populator, S. fatalis e S. gracilis sono attualmente considerate le uniche specie valide del genere Smilodon e le caratteristiche utilizzate per definire la maggior parte dei loro sinonimi junior sono state liquidate come variazione individuali della stessa specie (variazione intraspecifica). Il suo aspetto distintivo e l'abbondanza dei suoi fossili, ha reso lo smilodonte uno dei più famosi mammiferi preistorici, venendo spesso descritto e ritratto in media popolari ed è il fossile di stato della California.

### Evoluzione

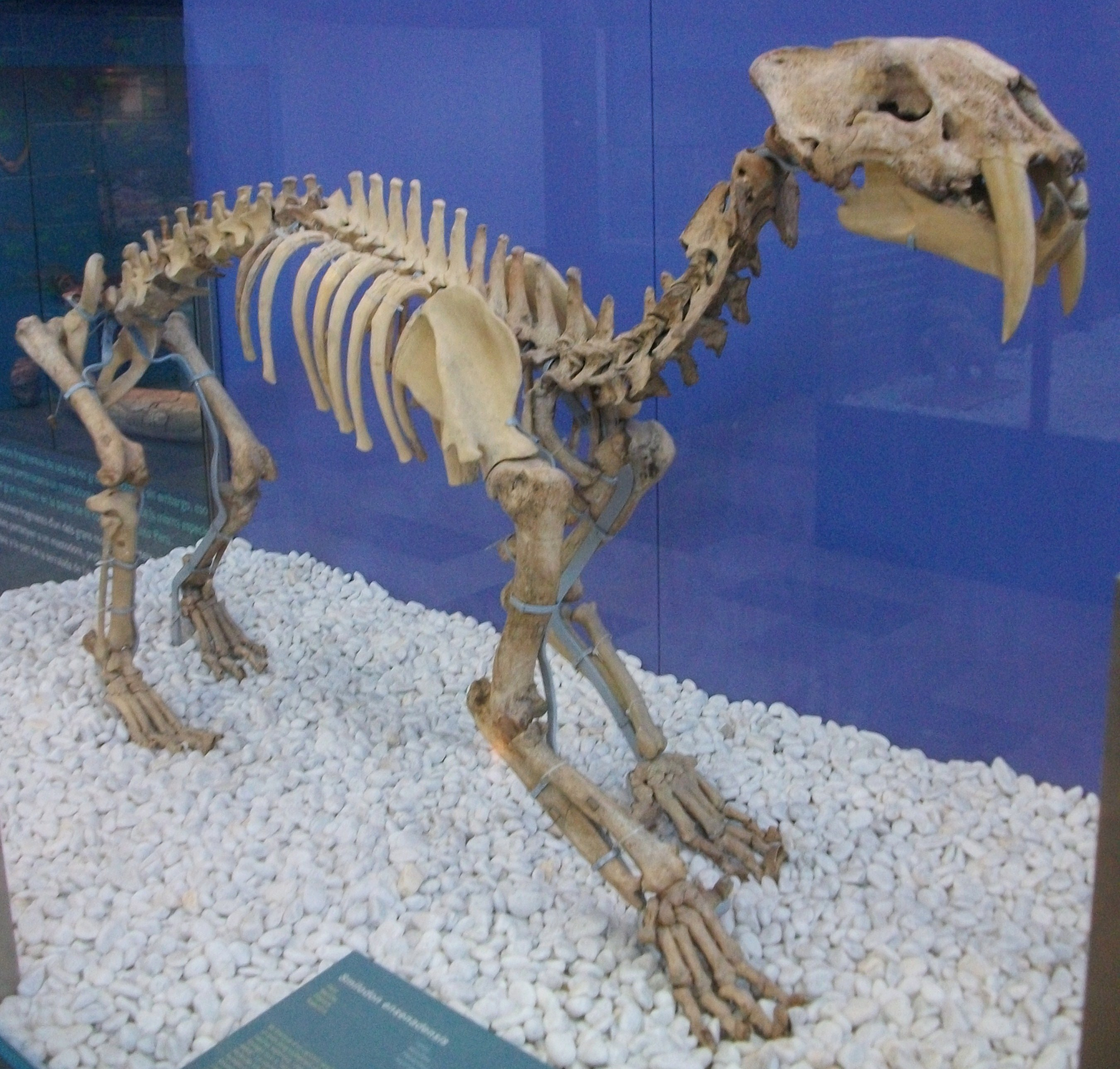
Scheletro di S. populator, al Natural Science Museum di Valencia, Spagna

A lungo considerato il felino dai denti a sciabola più completo conosciuto, lo smilodonte è ancora uno dei membri meglio conosciuti del suo gruppo, al punto che i due concetti sono spesso confusi. Il termine "dente a sciabola" si riferisce in realtà ad un ecomorfo costituito da vari gruppi di sinapsidi predatori estinti (mammiferi e parenti stretti), che hanno sviluppato convergentemente canini mascellari estremamente lunghi, nonché adattamenti al cranio e allo scheletro legati al loro utilizzo. Ciò include i membri di: Gorgonopsia, Thylacosmilidae, Machaeroidinae, Nimravidae, Barbourofelidae e Machairodontinae. All'interno della famiglia Felidae (veri felini), i membri della sottofamiglia Machairodontinae vengono spesso indicati come felini dai denti a sciabola e questo gruppo è a sua volta diviso in tre tribù: Metailurini (falsi denti a sciabola); Homotheriini (felini dai denti a scimitarra) e Smilodontini (felini dai denti a pugnale), a cui appartiene anche lo smilodonte. I membri di Smilodontini sono caratterizzati da canini lunghi e sottili con dentellature fini o assenti, mentre gli Homotherini sono caratterizzati da canini più corti, larghi e appiattiti, con dentellature più marcate. I membri di Metailurini erano meno specializzati e avevano canini più corti e meno appiattiti, ed alcuni ricercatori non li considerano nemmeno membri di Machairodontinae.

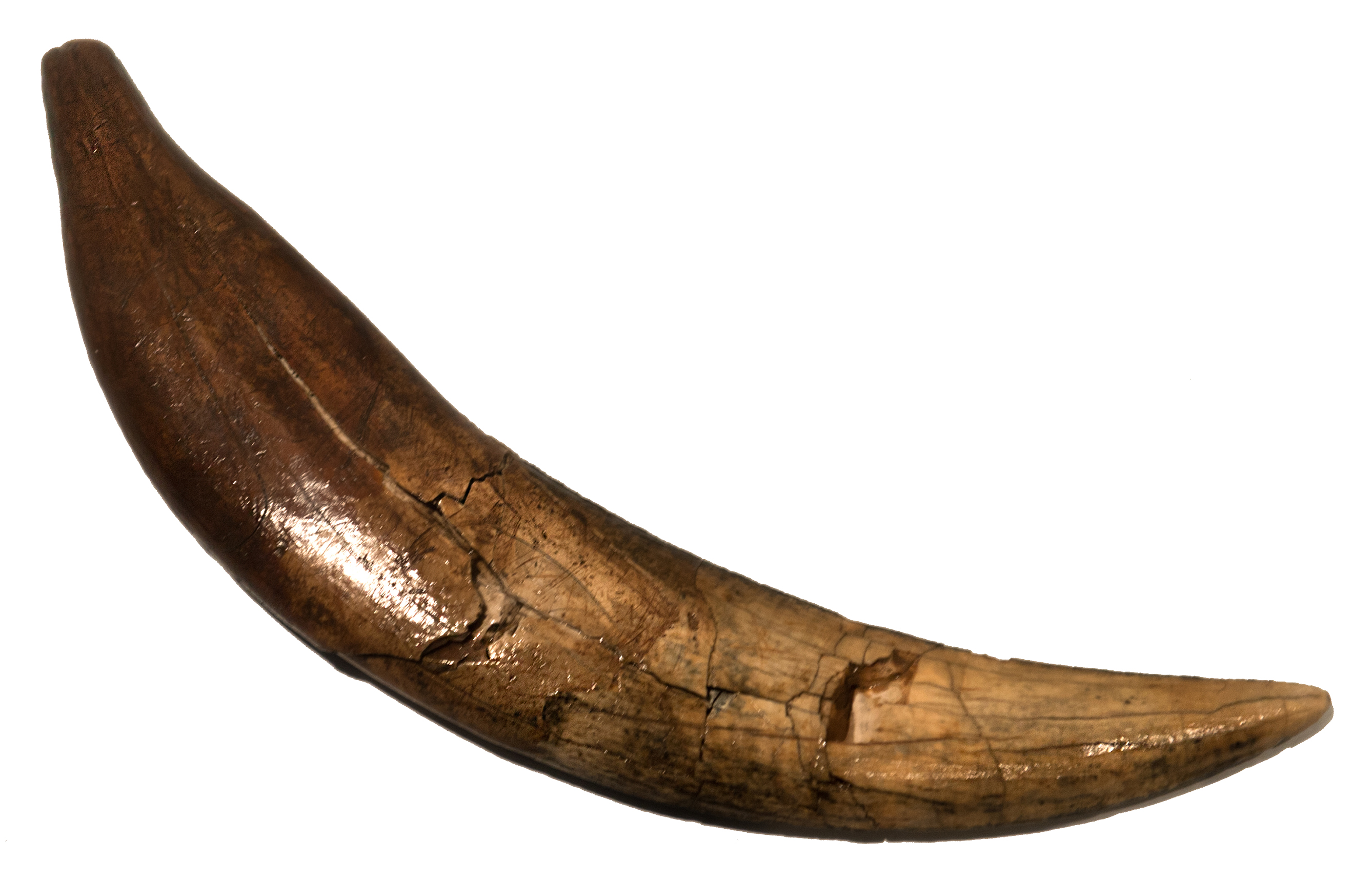
Dente canino di S. populator; la punta è a destra

I primi felidi conosciuti risalgono all'Oligocene d'Europa, come Proailurus e il primo ad esibire i caratteristici denti a sciabola è il genere miocenico Pseudaelurus. La morfologia del cranio e della mandibola dei primi felini dai denti a sciabola era simile a quella dei moderni leopardi nebulosi (Neofelis). Il lignaggio si è ulteriormente adattato all'uccisione di precisione di animali di grandi dimensioni sviluppando canini allungati e diastemi più ampi, sacrificando nel processo la forza del morso. Man mano che i loro canini si allungavano, il corpo di questi felini divenne più robusto per immobilizzare le prede. Negli smilodontini e homotheriini, la regione lombare della colonna vertebrale e la coda divennero più corti, così come gli arti posteriori. Sulla base delle sequenze di DNA mitocondriale estratte dai fossili, si stima che i lignaggi di Homotherium e Smilodon siano divergenti di circa 18 milioni di anni fa. La specie più antica del genere Smilodon è S. gracilis, che prosperò da 2,5 milioni di anni fa fino 500 000 anni fa, essendosi probabilmente evoluto da Megantereon in Nord America. Lo stesso Megantereon era arrivato in Nord America dall'Eurasia durante il Pliocene, insieme ad Homotherium. S. gracilis raggiunse le regioni settentrionali del Sud America nel Pleistocene inferiore come parte del Grande scambio americano. Le specie di Smilodon più recenti si sono probabilmente evolute da S. gracilis. La specie S. fatalis prosperò da 1,6 milioni di anni fa a 10 000 anni fa, sostituendo a sua volta S. gracilis in Nord America. La specie S. populator prosperò da 1 milione di anni fa a 10 000 anni fa, nelle zone orientali del Sud America.
Nonostante lo smilodonte venga colloquialmente chiamato anche "tigre dai denti a sciabola", in realtà non è strettamente imparentato con le tigri moderne (che appartengono alla sottofamiglia Pantherinae) o con qualsiasi altro felino esistente. Un'analisi del DNA antico del 1992 suggeriva che lo smilodonte doveva essere raggruppato con i felini moderni (sottofamiglie Felinae e Pantherinae), tuttavia uno studio del 2005 ha dimostrato che lo smilodonte apparteneva ad una stirpe separata. Uno studio pubblicato nel 2006 ha confermato quest'ultima teoria, dimostrando che i Machairodontinae si sono discostati presto dagli antenati dei felini moderni e non erano strettamente imparentati con nessuna specie vivente.
Il seguente cladogramma, basato su fossili e analisi del DNA, mostra il posizionamento dello smilodonte tra felidi estinti ed esistenti, sulla base degli studi di Rincón et al. (2011):
|  | Herpailurus (yaguarondi)                                                         |
|  |                                                                                  |
|  | \| \| Miracinonyx (ghepardo americano) \| \| \| \| \| \| Puma (puma) \| \| \| \| |
|  |                                                                                  |
|  | Miracinonyx (ghepardo americano)                                                 |
|  |                                                                                  |
|  | Puma (puma)                                                                      |
|  |                                                                                  |

|  | Miracinonyx (ghepardo americano) |
|  |                                  |
|  | Puma (puma)                      |
|  |                                  |

|  | Herpailurus (yaguarondi)                                                         |
|  |                                                                                  |
|  | \| \| Miracinonyx (ghepardo americano) \| \| \| \| \| \| Puma (puma) \| \| \| \| |
|  |                                                                                  |
|  | Miracinonyx (ghepardo americano)                                                 |
|  |                                                                                  |
|  | Puma (puma)                                                                      |
|  |                                                                                  |

|  | Miracinonyx (ghepardo americano) |
|  |                                  |
|  | Puma (puma)                      |
|  |                                  |

|  | Herpailurus (yaguarondi)                                                         |
|  |                                                                                  |
|  | \| \| Miracinonyx (ghepardo americano) \| \| \| \| \| \| Puma (puma) \| \| \| \| |
|  |                                                                                  |
|  | Miracinonyx (ghepardo americano)                                                 |
|  |                                                                                  |
|  | Puma (puma)                                                                      |
|  |                                                                                  |

|  | Miracinonyx (ghepardo americano) |
|  |                                  |
|  | Puma (puma)                      |
|  |                                  |

|  | Herpailurus (yaguarondi)                                                         |
|  |                                                                                  |
|  | \| \| Miracinonyx (ghepardo americano) \| \| \| \| \| \| Puma (puma) \| \| \| \| |
|  |                                                                                  |
|  | Miracinonyx (ghepardo americano)                                                 |
|  |                                                                                  |
|  | Puma (puma)                                                                      |
|  |                                                                                  |

|  | Miracinonyx (ghepardo americano) |
|  |                                  |
|  | Puma (puma)                      |
|  |                                  |

|  | Herpailurus (yaguarondi)                                                         |
|  |                                                                                  |
|  | \| \| Miracinonyx (ghepardo americano) \| \| \| \| \| \| Puma (puma) \| \| \| \| |
|  |                                                                                  |
|  | Miracinonyx (ghepardo americano)                                                 |
|  |                                                                                  |
|  | Puma (puma)                                                                      |
|  |                                                                                  |

|  | Miracinonyx (ghepardo americano) |
|  |                                  |
|  | Puma (puma)                      |
|  |                                  |

|  | Herpailurus (yaguarondi)                                                         |
|  |                                                                                  |
|  | \| \| Miracinonyx (ghepardo americano) \| \| \| \| \| \| Puma (puma) \| \| \| \| |
|  |                                                                                  |
|  | Miracinonyx (ghepardo americano)                                                 |
|  |                                                                                  |
|  | Puma (puma)                                                                      |
|  |                                                                                  |

|  | Miracinonyx (ghepardo americano) |
|  |                                  |
|  | Puma (puma)                      |
|  |                                  |

|  | Herpailurus (yaguarondi)                                                         |
|  |                                                                                  |
|  | \| \| Miracinonyx (ghepardo americano) \| \| \| \| \| \| Puma (puma) \| \| \| \| |
|  |                                                                                  |
|  | Miracinonyx (ghepardo americano)                                                 |
|  |                                                                                  |
|  | Puma (puma)                                                                      |
|  |                                                                                  |

|  | Miracinonyx (ghepardo americano) |
|  |                                  |
|  | Puma (puma)                      |
|  |                                  |

|  | Herpailurus (yaguarondi)                                                         |
|  |                                                                                  |
|  | \| \| Miracinonyx (ghepardo americano) \| \| \| \| \| \| Puma (puma) \| \| \| \| |
|  |                                                                                  |
|  | Miracinonyx (ghepardo americano)                                                 |
|  |                                                                                  |
|  | Puma (puma)                                                                      |
|  |                                                                                  |

|  | Miracinonyx (ghepardo americano) |
|  |                                  |
|  | Puma (puma)                      |
|  |                                  |

|  | Herpailurus (yaguarondi)                                                         |
|  |                                                                                  |
|  | \| \| Miracinonyx (ghepardo americano) \| \| \| \| \| \| Puma (puma) \| \| \| \| |
|  |                                                                                  |
|  | Miracinonyx (ghepardo americano)                                                 |
|  |                                                                                  |
|  | Puma (puma)                                                                      |
|  |                                                                                  |

|  | Miracinonyx (ghepardo americano) |
|  |                                  |
|  | Puma (puma)                      |
|  |                                  |

|  | Herpailurus (yaguarondi)                                                         |
|  |                                                                                  |
|  | \| \| Miracinonyx (ghepardo americano) \| \| \| \| \| \| Puma (puma) \| \| \| \| |
|  |                                                                                  |
|  | Miracinonyx (ghepardo americano)                                                 |
|  |                                                                                  |
|  | Puma (puma)                                                                      |
|  |                                                                                  |

|  | Miracinonyx (ghepardo americano) |
|  |                                  |
|  | Puma (puma)                      |
|  |                                  |

|  | Herpailurus (yaguarondi)                                                         |
|  |                                                                                  |
|  | \| \| Miracinonyx (ghepardo americano) \| \| \| \| \| \| Puma (puma) \| \| \| \| |
|  |                                                                                  |
|  | Miracinonyx (ghepardo americano)                                                 |
|  |                                                                                  |
|  | Puma (puma)                                                                      |
|  |                                                                                  |

|  | Miracinonyx (ghepardo americano) |
|  |                                  |
|  | Puma (puma)                      |
|  |                                  |

|  | Herpailurus (yaguarondi)                                                         |
|  |                                                                                  |
|  | \| \| Miracinonyx (ghepardo americano) \| \| \| \| \| \| Puma (puma) \| \| \| \| |
|  |                                                                                  |
|  | Miracinonyx (ghepardo americano)                                                 |
|  |                                                                                  |
|  | Puma (puma)                                                                      |
|  |                                                                                  |

|  | Miracinonyx (ghepardo americano) |
|  |                                  |
|  | Puma (puma)                      |
|  |                                  |

|  | Herpailurus (yaguarondi)                                                         |
|  |                                                                                  |
|  | \| \| Miracinonyx (ghepardo americano) \| \| \| \| \| \| Puma (puma) \| \| \| \| |
|  |                                                                                  |
|  | Miracinonyx (ghepardo americano)                                                 |
|  |                                                                                  |
|  | Puma (puma)                                                                      |
|  |                                                                                  |

|  | Miracinonyx (ghepardo americano) |
|  |                                  |
|  | Puma (puma)                      |
|  |                                  |

|  | Herpailurus (yaguarondi)                                                         |
|  |                                                                                  |
|  | \| \| Miracinonyx (ghepardo americano) \| \| \| \| \| \| Puma (puma) \| \| \| \| |
|  |                                                                                  |
|  | Miracinonyx (ghepardo americano)                                                 |
|  |                                                                                  |
|  | Puma (puma)                                                                      |
|  |                                                                                  |

|  | Miracinonyx (ghepardo americano) |
|  |                                  |
|  | Puma (puma)                      |
|  |                                  |

|  | Herpailurus (yaguarondi)                                                         |
|  |                                                                                  |
|  | \| \| Miracinonyx (ghepardo americano) \| \| \| \| \| \| Puma (puma) \| \| \| \| |
|  |                                                                                  |
|  | Miracinonyx (ghepardo americano)                                                 |
|  |                                                                                  |
|  | Puma (puma)                                                                      |
|  |                                                                                  |

|  | Miracinonyx (ghepardo americano) |
|  |                                  |
|  | Puma (puma)                      |
|  |                                  |

|  | Herpailurus (yaguarondi)                                                         |
|  |                                                                                  |
|  | \| \| Miracinonyx (ghepardo americano) \| \| \| \| \| \| Puma (puma) \| \| \| \| |
|  |                                                                                  |
|  | Miracinonyx (ghepardo americano)                                                 |
|  |                                                                                  |
|  | Puma (puma)                                                                      |
|  |                                                                                  |

|  | Miracinonyx (ghepardo americano) |
|  |                                  |
|  | Puma (puma)                      |
|  |                                  |

|  | Machairodus                                                |
|  |                                                            |
|  | \| \| Homotherium \| \| \| \| \| \| Xenosmilus \| \| \| \| |
|  |                                                            |
|  | Homotherium                                                |
|  |                                                            |
|  | Xenosmilus                                                 |
|  |                                                            |

|  | Homotherium |
|  |             |
|  | Xenosmilus  |
|  |             |

|  | Machairodus                                                |
|  |                                                            |
|  | \| \| Homotherium \| \| \| \| \| \| Xenosmilus \| \| \| \| |
|  |                                                            |
|  | Homotherium                                                |
|  |                                                            |
|  | Xenosmilus                                                 |
|  |                                                            |

|  | Homotherium |
|  |             |
|  | Xenosmilus  |
|  |             |

|  | Smilodon gracilis                                                       |
|  |                                                                         |
|  | \| \| Smilodon populator \| \| \| \| \| \| Smilodon fatalis \| \| \| \| |
|  |                                                                         |
|  | Smilodon populator                                                      |
|  |                                                                         |
|  | Smilodon fatalis                                                        |
|  |                                                                         |

|  | Smilodon populator |
|  |                    |
|  | Smilodon fatalis   |
|  |                    |

|  | Smilodon gracilis                                                       |
|  |                                                                         |
|  | \| \| Smilodon populator \| \| \| \| \| \| Smilodon fatalis \| \| \| \| |
|  |                                                                         |
|  | Smilodon populator                                                      |
|  |                                                                         |
|  | Smilodon fatalis                                                        |
|  |                                                                         |

|  | Smilodon populator |
|  |                    |
|  | Smilodon fatalis   |
|  |                    |

|  | Smilodon gracilis                                                       |
|  |                                                                         |
|  | \| \| Smilodon populator \| \| \| \| \| \| Smilodon fatalis \| \| \| \| |
|  |                                                                         |
|  | Smilodon populator                                                      |
|  |                                                                         |
|  | Smilodon fatalis                                                        |
|  |                                                                         |

|  | Smilodon populator |
|  |                    |
|  | Smilodon fatalis   |
|  |                    |

|  | Smilodon gracilis                                                       |
|  |                                                                         |
|  | \| \| Smilodon populator \| \| \| \| \| \| Smilodon fatalis \| \| \| \| |
|  |                                                                         |
|  | Smilodon populator                                                      |
|  |                                                                         |
|  | Smilodon fatalis                                                        |
|  |                                                                         |

|  | Smilodon populator |
|  |                    |
|  | Smilodon fatalis   |
|  |                    |

|  | Machairodus                                                |
|  |                                                            |
|  | \| \| Homotherium \| \| \| \| \| \| Xenosmilus \| \| \| \| |
|  |                                                            |
|  | Homotherium                                                |
|  |                                                            |
|  | Xenosmilus                                                 |
|  |                                                            |

|  | Homotherium |
|  |             |
|  | Xenosmilus  |
|  |             |

|  | Machairodus                                                |
|  |                                                            |
|  | \| \| Homotherium \| \| \| \| \| \| Xenosmilus \| \| \| \| |
|  |                                                            |
|  | Homotherium                                                |
|  |                                                            |
|  | Xenosmilus                                                 |
|  |                                                            |

|  | Homotherium |
|  |             |
|  | Xenosmilus  |
|  |             |

|  | Smilodon gracilis                                                       |
|  |                                                                         |
|  | \| \| Smilodon populator \| \| \| \| \| \| Smilodon fatalis \| \| \| \| |
|  |                                                                         |
|  | Smilodon populator                                                      |
|  |                                                                         |
|  | Smilodon fatalis                                                        |
|  |                                                                         |

|  | Smilodon populator |
|  |                    |
|  | Smilodon fatalis   |
|  |                    |

|  | Smilodon gracilis                                                       |
|  |                                                                         |
|  | \| \| Smilodon populator \| \| \| \| \| \| Smilodon fatalis \| \| \| \| |
|  |                                                                         |
|  | Smilodon populator                                                      |
|  |                                                                         |
|  | Smilodon fatalis                                                        |
|  |                                                                         |

|  | Smilodon populator |
|  |                    |
|  | Smilodon fatalis   |
|  |                    |

|  | Smilodon gracilis                                                       |
|  |                                                                         |
|  | \| \| Smilodon populator \| \| \| \| \| \| Smilodon fatalis \| \| \| \| |
|  |                                                                         |
|  | Smilodon populator                                                      |
|  |                                                                         |
|  | Smilodon fatalis                                                        |
|  |                                                                         |

|  | Smilodon populator |
|  |                    |
|  | Smilodon fatalis   |
|  |                    |

|  | Smilodon gracilis                                                       |
|  |                                                                         |
|  | \| \| Smilodon populator \| \| \| \| \| \| Smilodon fatalis \| \| \| \| |
|  |                                                                         |
|  | Smilodon populator                                                      |
|  |                                                                         |
|  | Smilodon fatalis                                                        |
|  |                                                                         |

|  | Smilodon populator |
|  |                    |
|  | Smilodon fatalis   |
|  |                    |

|  | Machairodus                                                |
|  |                                                            |
|  | \| \| Homotherium \| \| \| \| \| \| Xenosmilus \| \| \| \| |
|  |                                                            |
|  | Homotherium                                                |
|  |                                                            |
|  | Xenosmilus                                                 |
|  |                                                            |

|  | Homotherium |
|  |             |
|  | Xenosmilus  |
|  |             |

|  | Machairodus                                                |
|  |                                                            |
|  | \| \| Homotherium \| \| \| \| \| \| Xenosmilus \| \| \| \| |
|  |                                                            |
|  | Homotherium                                                |
|  |                                                            |
|  | Xenosmilus                                                 |
|  |                                                            |

|  | Homotherium |
|  |             |
|  | Xenosmilus  |
|  |             |

|  | Smilodon gracilis                                                       |
|  |                                                                         |
|  | \| \| Smilodon populator \| \| \| \| \| \| Smilodon fatalis \| \| \| \| |
|  |                                                                         |
|  | Smilodon populator                                                      |
|  |                                                                         |
|  | Smilodon fatalis                                                        |
|  |                                                                         |

|  | Smilodon populator |
|  |                    |
|  | Smilodon fatalis   |
|  |                    |

|  | Smilodon gracilis                                                       |
|  |                                                                         |
|  | \| \| Smilodon populator \| \| \| \| \| \| Smilodon fatalis \| \| \| \| |
|  |                                                                         |
|  | Smilodon populator                                                      |
|  |                                                                         |
|  | Smilodon fatalis                                                        |
|  |                                                                         |

|  | Smilodon populator |
|  |                    |
|  | Smilodon fatalis   |
|  |                    |

|  | Smilodon gracilis                                                       |
|  |                                                                         |
|  | \| \| Smilodon populator \| \| \| \| \| \| Smilodon fatalis \| \| \| \| |
|  |                                                                         |
|  | Smilodon populator                                                      |
|  |                                                                         |
|  | Smilodon fatalis                                                        |
|  |                                                                         |

|  | Smilodon populator |
|  |                    |
|  | Smilodon fatalis   |
|  |                    |

|  | Smilodon gracilis                                                       |
|  |                                                                         |
|  | \| \| Smilodon populator \| \| \| \| \| \| Smilodon fatalis \| \| \| \| |
|  |                                                                         |
|  | Smilodon populator                                                      |
|  |                                                                         |
|  | Smilodon fatalis                                                        |
|  |                                                                         |

|  | Smilodon populator |
|  |                    |
|  | Smilodon fatalis   |
|  |                    |

|  | Machairodus                                                |
|  |                                                            |
|  | \| \| Homotherium \| \| \| \| \| \| Xenosmilus \| \| \| \| |
|  |                                                            |
|  | Homotherium                                                |
|  |                                                            |
|  | Xenosmilus                                                 |
|  |                                                            |

|  | Homotherium |
|  |             |
|  | Xenosmilus  |
|  |             |

|  | Machairodus                                                |
|  |                                                            |
|  | \| \| Homotherium \| \| \| \| \| \| Xenosmilus \| \| \| \| |
|  |                                                            |
|  | Homotherium                                                |
|  |                                                            |
|  | Xenosmilus                                                 |
|  |                                                            |

|  | Homotherium |
|  |             |
|  | Xenosmilus  |
|  |             |

|  | Smilodon gracilis                                                       |
|  |                                                                         |
|  | \| \| Smilodon populator \| \| \| \| \| \| Smilodon fatalis \| \| \| \| |
|  |                                                                         |
|  | Smilodon populator                                                      |
|  |                                                                         |
|  | Smilodon fatalis                                                        |
|  |                                                                         |

|  | Smilodon populator |
|  |                    |
|  | Smilodon fatalis   |
|  |                    |

|  | Smilodon gracilis                                                       |
|  |                                                                         |
|  | \| \| Smilodon populator \| \| \| \| \| \| Smilodon fatalis \| \| \| \| |
|  |                                                                         |
|  | Smilodon populator                                                      |
|  |                                                                         |
|  | Smilodon fatalis                                                        |
|  |                                                                         |

|  | Smilodon populator |
|  |                    |
|  | Smilodon fatalis   |
|  |                    |

|  | Smilodon gracilis                                                       |
|  |                                                                         |
|  | \| \| Smilodon populator \| \| \| \| \| \| Smilodon fatalis \| \| \| \| |
|  |                                                                         |
|  | Smilodon populator                                                      |
|  |                                                                         |
|  | Smilodon fatalis                                                        |
|  |                                                                         |

|  | Smilodon populator |
|  |                    |
|  | Smilodon fatalis   |
|  |                    |

|  | Smilodon gracilis                                                       |
|  |                                                                         |
|  | \| \| Smilodon populator \| \| \| \| \| \| Smilodon fatalis \| \| \| \| |
|  |                                                                         |
|  | Smilodon populator                                                      |
|  |                                                                         |
|  | Smilodon fatalis                                                        |
|  |                                                                         |

|  | Smilodon populator |
|  |                    |
|  | Smilodon fatalis   |
|  |                    |

|  | Herpailurus (yaguarondi)                                                         |
|  |                                                                                  |
|  | \| \| Miracinonyx (ghepardo americano) \| \| \| \| \| \| Puma (puma) \| \| \| \| |
|  |                                                                                  |
|  | Miracinonyx (ghepardo americano)                                                 |
|  |                                                                                  |
|  | Puma (puma)                                                                      |
|  |                                                                                  |

|  | Miracinonyx (ghepardo americano) |
|  |                                  |
|  | Puma (puma)                      |
|  |                                  |

|  | Herpailurus (yaguarondi)                                                         |
|  |                                                                                  |
|  | \| \| Miracinonyx (ghepardo americano) \| \| \| \| \| \| Puma (puma) \| \| \| \| |
|  |                                                                                  |
|  | Miracinonyx (ghepardo americano)                                                 |
|  |                                                                                  |
|  | Puma (puma)                                                                      |
|  |                                                                                  |

|  | Miracinonyx (ghepardo americano) |
|  |                                  |
|  | Puma (puma)                      |
|  |                                  |

|  | Herpailurus (yaguarondi)                                                         |
|  |                                                                                  |
|  | \| \| Miracinonyx (ghepardo americano) \| \| \| \| \| \| Puma (puma) \| \| \| \| |
|  |                                                                                  |
|  | Miracinonyx (ghepardo americano)                                                 |
|  |                                                                                  |
|  | Puma (puma)                                                                      |
|  |                                                                                  |

|  | Miracinonyx (ghepardo americano) |
|  |                                  |
|  | Puma (puma)                      |
|  |                                  |

|  | Herpailurus (yaguarondi)                                                         |
|  |                                                                                  |
|  | \| \| Miracinonyx (ghepardo americano) \| \| \| \| \| \| Puma (puma) \| \| \| \| |
|  |                                                                                  |
|  | Miracinonyx (ghepardo americano)                                                 |
|  |                                                                                  |
|  | Puma (puma)                                                                      |
|  |                                                                                  |

|  | Miracinonyx (ghepardo americano) |
|  |                                  |
|  | Puma (puma)                      |
|  |                                  |

|  | Herpailurus (yaguarondi)                                                         |
|  |                                                                                  |
|  | \| \| Miracinonyx (ghepardo americano) \| \| \| \| \| \| Puma (puma) \| \| \| \| |
|  |                                                                                  |
|  | Miracinonyx (ghepardo americano)                                                 |
|  |                                                                                  |
|  | Puma (puma)                                                                      |
|  |                                                                                  |

|  | Miracinonyx (ghepardo americano) |
|  |                                  |
|  | Puma (puma)                      |
|  |                                  |

|  | Herpailurus (yaguarondi)                                                         |
|  |                                                                                  |
|  | \| \| Miracinonyx (ghepardo americano) \| \| \| \| \| \| Puma (puma) \| \| \| \| |
|  |                                                                                  |
|  | Miracinonyx (ghepardo americano)                                                 |
|  |                                                                                  |
|  | Puma (puma)                                                                      |
|  |                                                                                  |

|  | Miracinonyx (ghepardo americano) |
|  |                                  |
|  | Puma (puma)                      |
|  |                                  |

|  | Herpailurus (yaguarondi)                                                         |
|  |                                                                                  |
|  | \| \| Miracinonyx (ghepardo americano) \| \| \| \| \| \| Puma (puma) \| \| \| \| |
|  |                                                                                  |
|  | Miracinonyx (ghepardo americano)                                                 |
|  |                                                                                  |
|  | Puma (puma)                                                                      |
|  |                                                                                  |

|  | Miracinonyx (ghepardo americano) |
|  |                                  |
|  | Puma (puma)                      |
|  |                                  |

|  | Herpailurus (yaguarondi)                                                         |
|  |                                                                                  |
|  | \| \| Miracinonyx (ghepardo americano) \| \| \| \| \| \| Puma (puma) \| \| \| \| |
|  |                                                                                  |
|  | Miracinonyx (ghepardo americano)                                                 |
|  |                                                                                  |
|  | Puma (puma)                                                                      |
|  |                                                                                  |

|  | Miracinonyx (ghepardo americano) |
|  |                                  |
|  | Puma (puma)                      |
|  |                                  |

|  | Herpailurus (yaguarondi)                                                         |
|  |                                                                                  |
|  | \| \| Miracinonyx (ghepardo americano) \| \| \| \| \| \| Puma (puma) \| \| \| \| |
|  |                                                                                  |
|  | Miracinonyx (ghepardo americano)                                                 |
|  |                                                                                  |
|  | Puma (puma)                                                                      |
|  |                                                                                  |

|  | Miracinonyx (ghepardo americano) |
|  |                                  |
|  | Puma (puma)                      |
|  |                                  |

|  | Herpailurus (yaguarondi)                                                         |
|  |                                                                                  |
|  | \| \| Miracinonyx (ghepardo americano) \| \| \| \| \| \| Puma (puma) \| \| \| \| |
|  |                                                                                  |
|  | Miracinonyx (ghepardo americano)                                                 |
|  |                                                                                  |
|  | Puma (puma)                                                                      |
|  |                                                                                  |

|  | Miracinonyx (ghepardo americano) |
|  |                                  |
|  | Puma (puma)                      |
|  |                                  |

|  | Herpailurus (yaguarondi)                                                         |
|  |                                                                                  |
|  | \| \| Miracinonyx (ghepardo americano) \| \| \| \| \| \| Puma (puma) \| \| \| \| |
|  |                                                                                  |
|  | Miracinonyx (ghepardo americano)                                                 |
|  |                                                                                  |
|  | Puma (puma)                                                                      |
|  |                                                                                  |

|  | Miracinonyx (ghepardo americano) |
|  |                                  |
|  | Puma (puma)                      |
|  |                                  |

|  | Herpailurus (yaguarondi)                                                         |
|  |                                                                                  |
|  | \| \| Miracinonyx (ghepardo americano) \| \| \| \| \| \| Puma (puma) \| \| \| \| |
|  |                                                                                  |
|  | Miracinonyx (ghepardo americano)                                                 |
|  |                                                                                  |
|  | Puma (puma)                                                                      |
|  |                                                                                  |

|  | Miracinonyx (ghepardo americano) |
|  |                                  |
|  | Puma (puma)                      |
|  |                                  |

|  | Herpailurus (yaguarondi)                                                         |
|  |                                                                                  |
|  | \| \| Miracinonyx (ghepardo americano) \| \| \| \| \| \| Puma (puma) \| \| \| \| |
|  |                                                                                  |
|  | Miracinonyx (ghepardo americano)                                                 |
|  |                                                                                  |
|  | Puma (puma)                                                                      |
|  |                                                                                  |

|  | Miracinonyx (ghepardo americano) |
|  |                                  |
|  | Puma (puma)                      |
|  |                                  |

|  | Herpailurus (yaguarondi)                                                         |
|  |                                                                                  |
|  | \| \| Miracinonyx (ghepardo americano) \| \| \| \| \| \| Puma (puma) \| \| \| \| |
|  |                                                                                  |
|  | Miracinonyx (ghepardo americano)                                                 |
|  |                                                                                  |
|  | Puma (puma)                                                                      |
|  |                                                                                  |

|  | Miracinonyx (ghepardo americano) |
|  |                                  |
|  | Puma (puma)                      |
|  |                                  |

|  | Herpailurus (yaguarondi)                                                         |
|  |                                                                                  |
|  | \| \| Miracinonyx (ghepardo americano) \| \| \| \| \| \| Puma (puma) \| \| \| \| |
|  |                                                                                  |
|  | Miracinonyx (ghepardo americano)                                                 |
|  |                                                                                  |
|  | Puma (puma)                                                                      |
|  |                                                                                  |

|  | Miracinonyx (ghepardo americano) |
|  |                                  |
|  | Puma (puma)                      |
|  |                                  |

|  | Herpailurus (yaguarondi)                                                         |
|  |                                                                                  |
|  | \| \| Miracinonyx (ghepardo americano) \| \| \| \| \| \| Puma (puma) \| \| \| \| |
|  |                                                                                  |
|  | Miracinonyx (ghepardo americano)                                                 |
|  |                                                                                  |
|  | Puma (puma)                                                                      |
|  |                                                                                  |

|  | Miracinonyx (ghepardo americano) |
|  |                                  |
|  | Puma (puma)                      |
|  |                                  |

|  | Machairodus                                                |
|  |                                                            |
|  | \| \| Homotherium \| \| \| \| \| \| Xenosmilus \| \| \| \| |
|  |                                                            |
|  | Homotherium                                                |
|  |                                                            |
|  | Xenosmilus                                                 |
|  |                                                            |

|  | Homotherium |
|  |             |
|  | Xenosmilus  |
|  |             |

|  | Machairodus                                                |
|  |                                                            |
|  | \| \| Homotherium \| \| \| \| \| \| Xenosmilus \| \| \| \| |
|  |                                                            |
|  | Homotherium                                                |
|  |                                                            |
|  | Xenosmilus                                                 |
|  |                                                            |

|  | Homotherium |
|  |             |
|  | Xenosmilus  |
|  |             |

|  | Smilodon gracilis                                                       |
|  |                                                                         |
|  | \| \| Smilodon populator \| \| \| \| \| \| Smilodon fatalis \| \| \| \| |
|  |                                                                         |
|  | Smilodon populator                                                      |
|  |                                                                         |
|  | Smilodon fatalis                                                        |
|  |                                                                         |

|  | Smilodon populator |
|  |                    |
|  | Smilodon fatalis   |
|  |                    |

|  | Smilodon gracilis                                                       |
|  |                                                                         |
|  | \| \| Smilodon populator \| \| \| \| \| \| Smilodon fatalis \| \| \| \| |
|  |                                                                         |
|  | Smilodon populator                                                      |
|  |                                                                         |
|  | Smilodon fatalis                                                        |
|  |                                                                         |

|  | Smilodon populator |
|  |                    |
|  | Smilodon fatalis   |
|  |                    |

|  | Smilodon gracilis                                                       |
|  |                                                                         |
|  | \| \| Smilodon populator \| \| \| \| \| \| Smilodon fatalis \| \| \| \| |
|  |                                                                         |
|  | Smilodon populator                                                      |
|  |                                                                         |
|  | Smilodon fatalis                                                        |
|  |                                                                         |

|  | Smilodon populator |
|  |                    |
|  | Smilodon fatalis   |
|  |                    |

|  | Smilodon gracilis                                                       |
|  |                                                                         |
|  | \| \| Smilodon populator \| \| \| \| \| \| Smilodon fatalis \| \| \| \| |
|  |                                                                         |
|  | Smilodon populator                                                      |
|  |                                                                         |
|  | Smilodon fatalis                                                        |
|  |                                                                         |

|  | Smilodon populator |
|  |                    |
|  | Smilodon fatalis   |
|  |                    |

|  | Machairodus                                                |
|  |                                                            |
|  | \| \| Homotherium \| \| \| \| \| \| Xenosmilus \| \| \| \| |
|  |                                                            |
|  | Homotherium                                                |
|  |                                                            |
|  | Xenosmilus                                                 |
|  |                                                            |

|  | Homotherium |
|  |             |
|  | Xenosmilus  |
|  |             |

|  | Machairodus                                                |
|  |                                                            |
|  | \| \| Homotherium \| \| \| \| \| \| Xenosmilus \| \| \| \| |
|  |                                                            |
|  | Homotherium                                                |
|  |                                                            |
|  | Xenosmilus                                                 |
|  |                                                            |

|  | Homotherium |
|  |             |
|  | Xenosmilus  |
|  |             |

|  | Smilodon gracilis                                                       |
|  |                                                                         |
|  | \| \| Smilodon populator \| \| \| \| \| \| Smilodon fatalis \| \| \| \| |
|  |                                                                         |
|  | Smilodon populator                                                      |
|  |                                                                         |
|  | Smilodon fatalis                                                        |
|  |                                                                         |

|  | Smilodon populator |
|  |                    |
|  | Smilodon fatalis   |
|  |                    |

|  | Smilodon gracilis                                                       |
|  |                                                                         |
|  | \| \| Smilodon populator \| \| \| \| \| \| Smilodon fatalis \| \| \| \| |
|  |                                                                         |
|  | Smilodon populator                                                      |
|  |                                                                         |
|  | Smilodon fatalis                                                        |
|  |                                                                         |

|  | Smilodon populator |
|  |                    |
|  | Smilodon fatalis   |
|  |                    |

|  | Smilodon gracilis                                                       |
|  |                                                                         |
|  | \| \| Smilodon populator \| \| \| \| \| \| Smilodon fatalis \| \| \| \| |
|  |                                                                         |
|  | Smilodon populator                                                      |
|  |                                                                         |
|  | Smilodon fatalis                                                        |
|  |                                                                         |

|  | Smilodon populator |
|  |                    |
|  | Smilodon fatalis   |
|  |                    |

|  | Smilodon gracilis                                                       |
|  |                                                                         |
|  | \| \| Smilodon populator \| \| \| \| \| \| Smilodon fatalis \| \| \| \| |
|  |                                                                         |
|  | Smilodon populator                                                      |
|  |                                                                         |
|  | Smilodon fatalis                                                        |
|  |                                                                         |

|  | Smilodon populator |
|  |                    |
|  | Smilodon fatalis   |
|  |                    |

|  | Machairodus                                                |
|  |                                                            |
|  | \| \| Homotherium \| \| \| \| \| \| Xenosmilus \| \| \| \| |
|  |                                                            |
|  | Homotherium                                                |
|  |                                                            |
|  | Xenosmilus                                                 |
|  |                                                            |

|  | Homotherium |
|  |             |
|  | Xenosmilus  |
|  |             |

|  | Machairodus                                                |
|  |                                                            |
|  | \| \| Homotherium \| \| \| \| \| \| Xenosmilus \| \| \| \| |
|  |                                                            |
|  | Homotherium                                                |
|  |                                                            |
|  | Xenosmilus                                                 |
|  |                                                            |

|  | Homotherium |
|  |             |
|  | Xenosmilus  |
|  |             |

|  | Smilodon gracilis                                                       |
|  |                                                                         |
|  | \| \| Smilodon populator \| \| \| \| \| \| Smilodon fatalis \| \| \| \| |
|  |                                                                         |
|  | Smilodon populator                                                      |
|  |                                                                         |
|  | Smilodon fatalis                                                        |
|  |                                                                         |

|  | Smilodon populator |
|  |                    |
|  | Smilodon fatalis   |
|  |                    |

|  | Smilodon gracilis                                                       |
|  |                                                                         |
|  | \| \| Smilodon populator \| \| \| \| \| \| Smilodon fatalis \| \| \| \| |
|  |                                                                         |
|  | Smilodon populator                                                      |
|  |                                                                         |
|  | Smilodon fatalis                                                        |
|  |                                                                         |

|  | Smilodon populator |
|  |                    |
|  | Smilodon fatalis   |
|  |                    |

|  | Smilodon gracilis                                                       |
|  |                                                                         |
|  | \| \| Smilodon populator \| \| \| \| \| \| Smilodon fatalis \| \| \| \| |
|  |                                                                         |
|  | Smilodon populator                                                      |
|  |                                                                         |
|  | Smilodon fatalis                                                        |
|  |                                                                         |

|  | Smilodon populator |
|  |                    |
|  | Smilodon fatalis   |
|  |                    |

|  | Smilodon gracilis                                                       |
|  |                                                                         |
|  | \| \| Smilodon populator \| \| \| \| \| \| Smilodon fatalis \| \| \| \| |
|  |                                                                         |
|  | Smilodon populator                                                      |
|  |                                                                         |
|  | Smilodon fatalis                                                        |
|  |                                                                         |

|  | Smilodon populator |
|  |                    |
|  | Smilodon fatalis   |
|  |                    |

|  | Machairodus                                                |
|  |                                                            |
|  | \| \| Homotherium \| \| \| \| \| \| Xenosmilus \| \| \| \| |
|  |                                                            |
|  | Homotherium                                                |
|  |                                                            |
|  | Xenosmilus                                                 |
|  |                                                            |

|  | Homotherium |
|  |             |
|  | Xenosmilus  |
|  |             |

|  | Machairodus                                                |
|  |                                                            |
|  | \| \| Homotherium \| \| \| \| \| \| Xenosmilus \| \| \| \| |
|  |                                                            |
|  | Homotherium                                                |
|  |                                                            |
|  | Xenosmilus                                                 |
|  |                                                            |

|  | Homotherium |
|  |             |
|  | Xenosmilus  |
|  |             |

|  | Smilodon gracilis                                                       |
|  |                                                                         |
|  | \| \| Smilodon populator \| \| \| \| \| \| Smilodon fatalis \| \| \| \| |
|  |                                                                         |
|  | Smilodon populator                                                      |
|  |                                                                         |
|  | Smilodon fatalis                                                        |
|  |                                                                         |

|  | Smilodon populator |
|  |                    |
|  | Smilodon fatalis   |
|  |                    |

|  | Smilodon gracilis                                                       |
|  |                                                                         |
|  | \| \| Smilodon populator \| \| \| \| \| \| Smilodon fatalis \| \| \| \| |
|  |                                                                         |
|  | Smilodon populator                                                      |
|  |                                                                         |
|  | Smilodon fatalis                                                        |
|  |                                                                         |

|  | Smilodon populator |
|  |                    |
|  | Smilodon fatalis   |
|  |                    |

|  | Smilodon gracilis                                                       |
|  |                                                                         |
|  | \| \| Smilodon populator \| \| \| \| \| \| Smilodon fatalis \| \| \| \| |
|  |                                                                         |
|  | Smilodon populator                                                      |
|  |                                                                         |
|  | Smilodon fatalis                                                        |
|  |                                                                         |

|  | Smilodon populator |
|  |                    |
|  | Smilodon fatalis   |
|  |                    |

|  | Smilodon gracilis                                                       |
|  |                                                                         |
|  | \| \| Smilodon populator \| \| \| \| \| \| Smilodon fatalis \| \| \| \| |
|  |                                                                         |
|  | Smilodon populator                                                      |
|  |                                                                         |
|  | Smilodon fatalis                                                        |
|  |                                                                         |

|  | Smilodon populator |
|  |                    |
|  | Smilodon fatalis   |
|  |                    |

|  | Herpailurus (yaguarondi)                                                         |
|  |                                                                                  |
|  | \| \| Miracinonyx (ghepardo americano) \| \| \| \| \| \| Puma (puma) \| \| \| \| |
|  |                                                                                  |
|  | Miracinonyx (ghepardo americano)                                                 |
|  |                                                                                  |
|  | Puma (puma)                                                                      |
|  |                                                                                  |

|  | Miracinonyx (ghepardo americano) |
|  |                                  |
|  | Puma (puma)                      |
|  |                                  |

|  | Herpailurus (yaguarondi)                                                         |
|  |                                                                                  |
|  | \| \| Miracinonyx (ghepardo americano) \| \| \| \| \| \| Puma (puma) \| \| \| \| |
|  |                                                                                  |
|  | Miracinonyx (ghepardo americano)                                                 |
|  |                                                                                  |
|  | Puma (puma)                                                                      |
|  |                                                                                  |

|  | Miracinonyx (ghepardo americano) |
|  |                                  |
|  | Puma (puma)                      |
|  |                                  |

|  | Herpailurus (yaguarondi)                                                         |
|  |                                                                                  |
|  | \| \| Miracinonyx (ghepardo americano) \| \| \| \| \| \| Puma (puma) \| \| \| \| |
|  |                                                                                  |
|  | Miracinonyx (ghepardo americano)                                                 |
|  |                                                                                  |
|  | Puma (puma)                                                                      |
|  |                                                                                  |

|  | Miracinonyx (ghepardo americano) |
|  |                                  |
|  | Puma (puma)                      |
|  |                                  |

|  | Herpailurus (yaguarondi)                                                         |
|  |                                                                                  |
|  | \| \| Miracinonyx (ghepardo americano) \| \| \| \| \| \| Puma (puma) \| \| \| \| |
|  |                                                                                  |
|  | Miracinonyx (ghepardo americano)                                                 |
|  |                                                                                  |
|  | Puma (puma)                                                                      |
|  |                                                                                  |

|  | Miracinonyx (ghepardo americano) |
|  |                                  |
|  | Puma (puma)                      |
|  |                                  |

|  | Herpailurus (yaguarondi)                                                         |
|  |                                                                                  |
|  | \| \| Miracinonyx (ghepardo americano) \| \| \| \| \| \| Puma (puma) \| \| \| \| |
|  |                                                                                  |
|  | Miracinonyx (ghepardo americano)                                                 |
|  |                                                                                  |
|  | Puma (puma)                                                                      |
|  |                                                                                  |

|  | Miracinonyx (ghepardo americano) |
|  |                                  |
|  | Puma (puma)                      |
|  |                                  |

|  | Herpailurus (yaguarondi)                                                         |
|  |                                                                                  |
|  | \| \| Miracinonyx (ghepardo americano) \| \| \| \| \| \| Puma (puma) \| \| \| \| |
|  |                                                                                  |
|  | Miracinonyx (ghepardo americano)                                                 |
|  |                                                                                  |
|  | Puma (puma)                                                                      |
|  |                                                                                  |

|  | Miracinonyx (ghepardo americano) |
|  |                                  |
|  | Puma (puma)                      |
|  |                                  |

|  | Herpailurus (yaguarondi)                                                         |
|  |                                                                                  |
|  | \| \| Miracinonyx (ghepardo americano) \| \| \| \| \| \| Puma (puma) \| \| \| \| |
|  |                                                                                  |
|  | Miracinonyx (ghepardo americano)                                                 |
|  |                                                                                  |
|  | Puma (puma)                                                                      |
|  |                                                                                  |

|  | Miracinonyx (ghepardo americano) |
|  |                                  |
|  | Puma (puma)                      |
|  |                                  |

|  | Herpailurus (yaguarondi)                                                         |
|  |                                                                                  |
|  | \| \| Miracinonyx (ghepardo americano) \| \| \| \| \| \| Puma (puma) \| \| \| \| |
|  |                                                                                  |
|  | Miracinonyx (ghepardo americano)                                                 |
|  |                                                                                  |
|  | Puma (puma)                                                                      |
|  |                                                                                  |

|  | Miracinonyx (ghepardo americano) |
|  |                                  |
|  | Puma (puma)                      |
|  |                                  |

|  | Herpailurus (yaguarondi)                                                         |
|  |                                                                                  |
|  | \| \| Miracinonyx (ghepardo americano) \| \| \| \| \| \| Puma (puma) \| \| \| \| |
|  |                                                                                  |
|  | Miracinonyx (ghepardo americano)                                                 |
|  |                                                                                  |
|  | Puma (puma)                                                                      |
|  |                                                                                  |

|  | Miracinonyx (ghepardo americano) |
|  |                                  |
|  | Puma (puma)                      |
|  |                                  |

|  | Herpailurus (yaguarondi)                                                         |
|  |                                                                                  |
|  | \| \| Miracinonyx (ghepardo americano) \| \| \| \| \| \| Puma (puma) \| \| \| \| |
|  |                                                                                  |
|  | Miracinonyx (ghepardo americano)                                                 |
|  |                                                                                  |
|  | Puma (puma)                                                                      |
|  |                                                                                  |

|  | Miracinonyx (ghepardo americano) |
|  |                                  |
|  | Puma (puma)                      |
|  |                                  |

|  | Herpailurus (yaguarondi)                                                         |
|  |                                                                                  |
|  | \| \| Miracinonyx (ghepardo americano) \| \| \| \| \| \| Puma (puma) \| \| \| \| |
|  |                                                                                  |
|  | Miracinonyx (ghepardo americano)                                                 |
|  |                                                                                  |
|  | Puma (puma)                                                                      |
|  |                                                                                  |

|  | Miracinonyx (ghepardo americano) |
|  |                                  |
|  | Puma (puma)                      |
|  |                                  |

|  | Herpailurus (yaguarondi)                                                         |
|  |                                                                                  |
|  | \| \| Miracinonyx (ghepardo americano) \| \| \| \| \| \| Puma (puma) \| \| \| \| |
|  |                                                                                  |
|  | Miracinonyx (ghepardo americano)                                                 |
|  |                                                                                  |
|  | Puma (puma)                                                                      |
|  |                                                                                  |

|  | Miracinonyx (ghepardo americano) |
|  |                                  |
|  | Puma (puma)                      |
|  |                                  |

|  | Herpailurus (yaguarondi)                                                         |
|  |                                                                                  |
|  | \| \| Miracinonyx (ghepardo americano) \| \| \| \| \| \| Puma (puma) \| \| \| \| |
|  |                                                                                  |
|  | Miracinonyx (ghepardo americano)                                                 |
|  |                                                                                  |
|  | Puma (puma)                                                                      |
|  |                                                                                  |

|  | Miracinonyx (ghepardo americano) |
|  |                                  |
|  | Puma (puma)                      |
|  |                                  |

|  | Herpailurus (yaguarondi)                                                         |
|  |                                                                                  |
|  | \| \| Miracinonyx (ghepardo americano) \| \| \| \| \| \| Puma (puma) \| \| \| \| |
|  |                                                                                  |
|  | Miracinonyx (ghepardo americano)                                                 |
|  |                                                                                  |
|  | Puma (puma)                                                                      |
|  |                                                                                  |

|  | Miracinonyx (ghepardo americano) |
|  |                                  |
|  | Puma (puma)                      |
|  |                                  |

|  | Herpailurus (yaguarondi)                                                         |
|  |                                                                                  |
|  | \| \| Miracinonyx (ghepardo americano) \| \| \| \| \| \| Puma (puma) \| \| \| \| |
|  |                                                                                  |
|  | Miracinonyx (ghepardo americano)                                                 |
|  |                                                                                  |
|  | Puma (puma)                                                                      |
|  |                                                                                  |

|  | Miracinonyx (ghepardo americano) |
|  |                                  |
|  | Puma (puma)                      |
|  |                                  |

|  | Herpailurus (yaguarondi)                                                         |
|  |                                                                                  |
|  | \| \| Miracinonyx (ghepardo americano) \| \| \| \| \| \| Puma (puma) \| \| \| \| |
|  |                                                                                  |
|  | Miracinonyx (ghepardo americano)                                                 |
|  |                                                                                  |
|  | Puma (puma)                                                                      |
|  |                                                                                  |

|  | Miracinonyx (ghepardo americano) |
|  |                                  |
|  | Puma (puma)                      |
|  |                                  |

|  | Machairodus                                                |
|  |                                                            |
|  | \| \| Homotherium \| \| \| \| \| \| Xenosmilus \| \| \| \| |
|  |                                                            |
|  | Homotherium                                                |
|  |                                                            |
|  | Xenosmilus                                                 |
|  |                                                            |

|  | Homotherium |
|  |             |
|  | Xenosmilus  |
|  |             |

|  | Machairodus                                                |
|  |                                                            |
|  | \| \| Homotherium \| \| \| \| \| \| Xenosmilus \| \| \| \| |
|  |                                                            |
|  | Homotherium                                                |
|  |                                                            |
|  | Xenosmilus                                                 |
|  |                                                            |

|  | Homotherium |
|  |             |
|  | Xenosmilus  |
|  |             |

|  | Smilodon gracilis                                                       |
|  |                                                                         |
|  | \| \| Smilodon populator \| \| \| \| \| \| Smilodon fatalis \| \| \| \| |
|  |                                                                         |
|  | Smilodon populator                                                      |
|  |                                                                         |
|  | Smilodon fatalis                                                        |
|  |                                                                         |

|  | Smilodon populator |
|  |                    |
|  | Smilodon fatalis   |
|  |                    |

|  | Smilodon gracilis                                                       |
|  |                                                                         |
|  | \| \| Smilodon populator \| \| \| \| \| \| Smilodon fatalis \| \| \| \| |
|  |                                                                         |
|  | Smilodon populator                                                      |
|  |                                                                         |
|  | Smilodon fatalis                                                        |
|  |                                                                         |

|  | Smilodon populator |
|  |                    |
|  | Smilodon fatalis   |
|  |                    |

|  | Smilodon gracilis                                                       |
|  |                                                                         |
|  | \| \| Smilodon populator \| \| \| \| \| \| Smilodon fatalis \| \| \| \| |
|  |                                                                         |
|  | Smilodon populator                                                      |
|  |                                                                         |
|  | Smilodon fatalis                                                        |
|  |                                                                         |

|  | Smilodon populator |
|  |                    |
|  | Smilodon fatalis   |
|  |                    |

|  | Smilodon gracilis                                                       |
|  |                                                                         |
|  | \| \| Smilodon populator \| \| \| \| \| \| Smilodon fatalis \| \| \| \| |
|  |                                                                         |
|  | Smilodon populator                                                      |
|  |                                                                         |
|  | Smilodon fatalis                                                        |
|  |                                                                         |

|  | Smilodon populator |
|  |                    |
|  | Smilodon fatalis   |
|  |                    |

|  | Machairodus                                                |
|  |                                                            |
|  | \| \| Homotherium \| \| \| \| \| \| Xenosmilus \| \| \| \| |
|  |                                                            |
|  | Homotherium                                                |
|  |                                                            |
|  | Xenosmilus                                                 |
|  |                                                            |

|  | Homotherium |
|  |             |
|  | Xenosmilus  |
|  |             |

|  | Machairodus                                                |
|  |                                                            |
|  | \| \| Homotherium \| \| \| \| \| \| Xenosmilus \| \| \| \| |
|  |                                                            |
|  | Homotherium                                                |
|  |                                                            |
|  | Xenosmilus                                                 |
|  |                                                            |

|  | Homotherium |
|  |             |
|  | Xenosmilus  |
|  |             |

|  | Smilodon gracilis                                                       |
|  |                                                                         |
|  | \| \| Smilodon populator \| \| \| \| \| \| Smilodon fatalis \| \| \| \| |
|  |                                                                         |
|  | Smilodon populator                                                      |
|  |                                                                         |
|  | Smilodon fatalis                                                        |
|  |                                                                         |

|  | Smilodon populator |
|  |                    |
|  | Smilodon fatalis   |
|  |                    |

|  | Smilodon gracilis                                                       |
|  |                                                                         |
|  | \| \| Smilodon populator \| \| \| \| \| \| Smilodon fatalis \| \| \| \| |
|  |                                                                         |
|  | Smilodon populator                                                      |
|  |                                                                         |
|  | Smilodon fatalis                                                        |
|  |                                                                         |

|  | Smilodon populator |
|  |                    |
|  | Smilodon fatalis   |
|  |                    |

|  | Smilodon gracilis                                                       |
|  |                                                                         |
|  | \| \| Smilodon populator \| \| \| \| \| \| Smilodon fatalis \| \| \| \| |
|  |                                                                         |
|  | Smilodon populator                                                      |
|  |                                                                         |
|  | Smilodon fatalis                                                        |
|  |                                                                         |

|  | Smilodon populator |
|  |                    |
|  | Smilodon fatalis   |
|  |                    |

|  | Smilodon gracilis                                                       |
|  |                                                                         |
|  | \| \| Smilodon populator \| \| \| \| \| \| Smilodon fatalis \| \| \| \| |
|  |                                                                         |
|  | Smilodon populator                                                      |
|  |                                                                         |
|  | Smilodon fatalis                                                        |
|  |                                                                         |

|  | Smilodon populator |
|  |                    |
|  | Smilodon fatalis   |
|  |                    |

|  | Machairodus                                                |
|  |                                                            |
|  | \| \| Homotherium \| \| \| \| \| \| Xenosmilus \| \| \| \| |
|  |                                                            |
|  | Homotherium                                                |
|  |                                                            |
|  | Xenosmilus                                                 |
|  |                                                            |

|  | Homotherium |
|  |             |
|  | Xenosmilus  |
|  |             |

|  | Machairodus                                                |
|  |                                                            |
|  | \| \| Homotherium \| \| \| \| \| \| Xenosmilus \| \| \| \| |
|  |                                                            |
|  | Homotherium                                                |
|  |                                                            |
|  | Xenosmilus                                                 |
|  |                                                            |

|  | Homotherium |
|  |             |
|  | Xenosmilus  |
|  |             |

|  | Smilodon gracilis                                                       |
|  |                                                                         |
|  | \| \| Smilodon populator \| \| \| \| \| \| Smilodon fatalis \| \| \| \| |
|  |                                                                         |
|  | Smilodon populator                                                      |
|  |                                                                         |
|  | Smilodon fatalis                                                        |
|  |                                                                         |

|  | Smilodon populator |
|  |                    |
|  | Smilodon fatalis   |
|  |                    |

|  | Smilodon gracilis                                                       |
|  |                                                                         |
|  | \| \| Smilodon populator \| \| \| \| \| \| Smilodon fatalis \| \| \| \| |
|  |                                                                         |
|  | Smilodon populator                                                      |
|  |                                                                         |
|  | Smilodon fatalis                                                        |
|  |                                                                         |

|  | Smilodon populator |
|  |                    |
|  | Smilodon fatalis   |
|  |                    |

|  | Smilodon gracilis                                                       |
|  |                                                                         |
|  | \| \| Smilodon populator \| \| \| \| \| \| Smilodon fatalis \| \| \| \| |
|  |                                                                         |
|  | Smilodon populator                                                      |
|  |                                                                         |
|  | Smilodon fatalis                                                        |
|  |                                                                         |

|  | Smilodon populator |
|  |                    |
|  | Smilodon fatalis   |
|  |                    |

|  | Smilodon gracilis                                                       |
|  |                                                                         |
|  | \| \| Smilodon populator \| \| \| \| \| \| Smilodon fatalis \| \| \| \| |
|  |                                                                         |
|  | Smilodon populator                                                      |
|  |                                                                         |
|  | Smilodon fatalis                                                        |
|  |                                                                         |

|  | Smilodon populator |
|  |                    |
|  | Smilodon fatalis   |
|  |                    |

|  | Machairodus                                                |
|  |                                                            |
|  | \| \| Homotherium \| \| \| \| \| \| Xenosmilus \| \| \| \| |
|  |                                                            |
|  | Homotherium                                                |
|  |                                                            |
|  | Xenosmilus                                                 |
|  |                                                            |

|  | Homotherium |
|  |             |
|  | Xenosmilus  |
|  |             |

|  | Machairodus                                                |
|  |                                                            |
|  | \| \| Homotherium \| \| \| \| \| \| Xenosmilus \| \| \| \| |
|  |                                                            |
|  | Homotherium                                                |
|  |                                                            |
|  | Xenosmilus                                                 |
|  |                                                            |

|  | Homotherium |
|  |             |
|  | Xenosmilus  |
|  |             |

|  | Smilodon gracilis                                                       |
|  |                                                                         |
|  | \| \| Smilodon populator \| \| \| \| \| \| Smilodon fatalis \| \| \| \| |
|  |                                                                         |
|  | Smilodon populator                                                      |
|  |                                                                         |
|  | Smilodon fatalis                                                        |
|  |                                                                         |

|  | Smilodon populator |
|  |                    |
|  | Smilodon fatalis   |
|  |                    |

|  | Smilodon gracilis                                                       |
|  |                                                                         |
|  | \| \| Smilodon populator \| \| \| \| \| \| Smilodon fatalis \| \| \| \| |
|  |                                                                         |
|  | Smilodon populator                                                      |
|  |                                                                         |
|  | Smilodon fatalis                                                        |
|  |                                                                         |

|  | Smilodon populator |
|  |                    |
|  | Smilodon fatalis   |
|  |                    |

|  | Smilodon gracilis                                                       |
|  |                                                                         |
|  | \| \| Smilodon populator \| \| \| \| \| \| Smilodon fatalis \| \| \| \| |
|  |                                                                         |
|  | Smilodon populator                                                      |
|  |                                                                         |
|  | Smilodon fatalis                                                        |
|  |                                                                         |

|  | Smilodon populator |
|  |                    |
|  | Smilodon fatalis   |
|  |                    |

|  | Smilodon gracilis                                                       |
|  |                                                                         |
|  | \| \| Smilodon populator \| \| \| \| \| \| Smilodon fatalis \| \| \| \| |
|  |                                                                         |
|  | Smilodon populator                                                      |
|  |                                                                         |
|  | Smilodon fatalis                                                        |
|  |                                                                         |

|  | Smilodon populator |
|  |                    |
|  | Smilodon fatalis   |
|  |                    |

|  | Herpailurus (yaguarondi)                                                         |
|  |                                                                                  |
|  | \| \| Miracinonyx (ghepardo americano) \| \| \| \| \| \| Puma (puma) \| \| \| \| |
|  |                                                                                  |
|  | Miracinonyx (ghepardo americano)                                                 |
|  |                                                                                  |
|  | Puma (puma)                                                                      |
|  |                                                                                  |

|  | Miracinonyx (ghepardo americano) |
|  |                                  |
|  | Puma (puma)                      |
|  |                                  |

|  | Herpailurus (yaguarondi)                                                         |
|  |                                                                                  |
|  | \| \| Miracinonyx (ghepardo americano) \| \| \| \| \| \| Puma (puma) \| \| \| \| |
|  |                                                                                  |
|  | Miracinonyx (ghepardo americano)                                                 |
|  |                                                                                  |
|  | Puma (puma)                                                                      |
|  |                                                                                  |

|  | Miracinonyx (ghepardo americano) |
|  |                                  |
|  | Puma (puma)                      |
|  |                                  |

|  | Herpailurus (yaguarondi)                                                         |
|  |                                                                                  |
|  | \| \| Miracinonyx (ghepardo americano) \| \| \| \| \| \| Puma (puma) \| \| \| \| |
|  |                                                                                  |
|  | Miracinonyx (ghepardo americano)                                                 |
|  |                                                                                  |
|  | Puma (puma)                                                                      |
|  |                                                                                  |

|  | Miracinonyx (ghepardo americano) |
|  |                                  |
|  | Puma (puma)                      |
|  |                                  |

|  | Herpailurus (yaguarondi)                                                         |
|  |                                                                                  |
|  | \| \| Miracinonyx (ghepardo americano) \| \| \| \| \| \| Puma (puma) \| \| \| \| |
|  |                                                                                  |
|  | Miracinonyx (ghepardo americano)                                                 |
|  |                                                                                  |
|  | Puma (puma)                                                                      |
|  |                                                                                  |

|  | Miracinonyx (ghepardo americano) |
|  |                                  |
|  | Puma (puma)                      |
|  |                                  |

|  | Herpailurus (yaguarondi)                                                         |
|  |                                                                                  |
|  | \| \| Miracinonyx (ghepardo americano) \| \| \| \| \| \| Puma (puma) \| \| \| \| |
|  |                                                                                  |
|  | Miracinonyx (ghepardo americano)                                                 |
|  |                                                                                  |
|  | Puma (puma)                                                                      |
|  |                                                                                  |

|  | Miracinonyx (ghepardo americano) |
|  |                                  |
|  | Puma (puma)                      |
|  |                                  |

|  | Herpailurus (yaguarondi)                                                         |
|  |                                                                                  |
|  | \| \| Miracinonyx (ghepardo americano) \| \| \| \| \| \| Puma (puma) \| \| \| \| |
|  |                                                                                  |
|  | Miracinonyx (ghepardo americano)                                                 |
|  |                                                                                  |
|  | Puma (puma)                                                                      |
|  |                                                                                  |

|  | Miracinonyx (ghepardo americano) |
|  |                                  |
|  | Puma (puma)                      |
|  |                                  |

|  | Herpailurus (yaguarondi)                                                         |
|  |                                                                                  |
|  | \| \| Miracinonyx (ghepardo americano) \| \| \| \| \| \| Puma (puma) \| \| \| \| |
|  |                                                                                  |
|  | Miracinonyx (ghepardo americano)                                                 |
|  |                                                                                  |
|  | Puma (puma)                                                                      |
|  |                                                                                  |

|  | Miracinonyx (ghepardo americano) |
|  |                                  |
|  | Puma (puma)                      |
|  |                                  |

|  | Herpailurus (yaguarondi)                                                         |
|  |                                                                                  |
|  | \| \| Miracinonyx (ghepardo americano) \| \| \| \| \| \| Puma (puma) \| \| \| \| |
|  |                                                                                  |
|  | Miracinonyx (ghepardo americano)                                                 |
|  |                                                                                  |
|  | Puma (puma)                                                                      |
|  |                                                                                  |

|  | Miracinonyx (ghepardo americano) |
|  |                                  |
|  | Puma (puma)                      |
|  |                                  |

|  | Herpailurus (yaguarondi)                                                         |
|  |                                                                                  |
|  | \| \| Miracinonyx (ghepardo americano) \| \| \| \| \| \| Puma (puma) \| \| \| \| |
|  |                                                                                  |
|  | Miracinonyx (ghepardo americano)                                                 |
|  |                                                                                  |
|  | Puma (puma)                                                                      |
|  |                                                                                  |

|  | Miracinonyx (ghepardo americano) |
|  |                                  |
|  | Puma (puma)                      |
|  |                                  |

|  | Herpailurus (yaguarondi)                                                         |
|  |                                                                                  |
|  | \| \| Miracinonyx (ghepardo americano) \| \| \| \| \| \| Puma (puma) \| \| \| \| |
|  |                                                                                  |
|  | Miracinonyx (ghepardo americano)                                                 |
|  |                                                                                  |
|  | Puma (puma)                                                                      |
|  |                                                                                  |

|  | Miracinonyx (ghepardo americano) |
|  |                                  |
|  | Puma (puma)                      |
|  |                                  |

|  | Herpailurus (yaguarondi)                                                         |
|  |                                                                                  |
|  | \| \| Miracinonyx (ghepardo americano) \| \| \| \| \| \| Puma (puma) \| \| \| \| |
|  |                                                                                  |
|  | Miracinonyx (ghepardo americano)                                                 |
|  |                                                                                  |
|  | Puma (puma)                                                                      |
|  |                                                                                  |

|  | Miracinonyx (ghepardo americano) |
|  |                                  |
|  | Puma (puma)                      |
|  |                                  |

|  | Herpailurus (yaguarondi)                                                         |
|  |                                                                                  |
|  | \| \| Miracinonyx (ghepardo americano) \| \| \| \| \| \| Puma (puma) \| \| \| \| |
|  |                                                                                  |
|  | Miracinonyx (ghepardo americano)                                                 |
|  |                                                                                  |
|  | Puma (puma)                                                                      |
|  |                                                                                  |

|  | Miracinonyx (ghepardo americano) |
|  |                                  |
|  | Puma (puma)                      |
|  |                                  |

|  | Herpailurus (yaguarondi)                                                         |
|  |                                                                                  |
|  | \| \| Miracinonyx (ghepardo americano) \| \| \| \| \| \| Puma (puma) \| \| \| \| |
|  |                                                                                  |
|  | Miracinonyx (ghepardo americano)                                                 |
|  |                                                                                  |
|  | Puma (puma)                                                                      |
|  |                                                                                  |

|  | Miracinonyx (ghepardo americano) |
|  |                                  |
|  | Puma (puma)                      |
|  |                                  |

|  | Herpailurus (yaguarondi)                                                         |
|  |                                                                                  |
|  | \| \| Miracinonyx (ghepardo americano) \| \| \| \| \| \| Puma (puma) \| \| \| \| |
|  |                                                                                  |
|  | Miracinonyx (ghepardo americano)                                                 |
|  |                                                                                  |
|  | Puma (puma)                                                                      |
|  |                                                                                  |

|  | Miracinonyx (ghepardo americano) |
|  |                                  |
|  | Puma (puma)                      |
|  |                                  |

|  | Herpailurus (yaguarondi)                                                         |
|  |                                                                                  |
|  | \| \| Miracinonyx (ghepardo americano) \| \| \| \| \| \| Puma (puma) \| \| \| \| |
|  |                                                                                  |
|  | Miracinonyx (ghepardo americano)                                                 |
|  |                                                                                  |
|  | Puma (puma)                                                                      |
|  |                                                                                  |

|  | Miracinonyx (ghepardo americano) |
|  |                                  |
|  | Puma (puma)                      |
|  |                                  |

|  | Herpailurus (yaguarondi)                                                         |
|  |                                                                                  |
|  | \| \| Miracinonyx (ghepardo americano) \| \| \| \| \| \| Puma (puma) \| \| \| \| |
|  |                                                                                  |
|  | Miracinonyx (ghepardo americano)                                                 |
|  |                                                                                  |
|  | Puma (puma)                                                                      |
|  |                                                                                  |

|  | Miracinonyx (ghepardo americano) |
|  |                                  |
|  | Puma (puma)                      |
|  |                                  |

|  | Machairodus                                                |
|  |                                                            |
|  | \| \| Homotherium \| \| \| \| \| \| Xenosmilus \| \| \| \| |
|  |                                                            |
|  | Homotherium                                                |
|  |                                                            |
|  | Xenosmilus                                                 |
|  |                                                            |

|  | Homotherium |
|  |             |
|  | Xenosmilus  |
|  |             |

|  | Machairodus                                                |
|  |                                                            |
|  | \| \| Homotherium \| \| \| \| \| \| Xenosmilus \| \| \| \| |
|  |                                                            |
|  | Homotherium                                                |
|  |                                                            |
|  | Xenosmilus                                                 |
|  |                                                            |

|  | Homotherium |
|  |             |
|  | Xenosmilus  |
|  |             |

|  | Smilodon gracilis                                                       |
|  |                                                                         |
|  | \| \| Smilodon populator \| \| \| \| \| \| Smilodon fatalis \| \| \| \| |
|  |                                                                         |
|  | Smilodon populator                                                      |
|  |                                                                         |
|  | Smilodon fatalis                                                        |
|  |                                                                         |

|  | Smilodon populator |
|  |                    |
|  | Smilodon fatalis   |
|  |                    |

|  | Smilodon gracilis                                                       |
|  |                                                                         |
|  | \| \| Smilodon populator \| \| \| \| \| \| Smilodon fatalis \| \| \| \| |
|  |                                                                         |
|  | Smilodon populator                                                      |
|  |                                                                         |
|  | Smilodon fatalis                                                        |
|  |                                                                         |

|  | Smilodon populator |
|  |                    |
|  | Smilodon fatalis   |
|  |                    |

|  | Smilodon gracilis                                                       |
|  |                                                                         |
|  | \| \| Smilodon populator \| \| \| \| \| \| Smilodon fatalis \| \| \| \| |
|  |                                                                         |
|  | Smilodon populator                                                      |
|  |                                                                         |
|  | Smilodon fatalis                                                        |
|  |                                                                         |

|  | Smilodon populator |
|  |                    |
|  | Smilodon fatalis   |
|  |                    |

|  | Smilodon gracilis                                                       |
|  |                                                                         |
|  | \| \| Smilodon populator \| \| \| \| \| \| Smilodon fatalis \| \| \| \| |
|  |                                                                         |
|  | Smilodon populator                                                      |
|  |                                                                         |
|  | Smilodon fatalis                                                        |
|  |                                                                         |

|  | Smilodon populator |
|  |                    |
|  | Smilodon fatalis   |
|  |                    |

|  | Machairodus                                                |
|  |                                                            |
|  | \| \| Homotherium \| \| \| \| \| \| Xenosmilus \| \| \| \| |
|  |                                                            |
|  | Homotherium                                                |
|  |                                                            |
|  | Xenosmilus                                                 |
|  |                                                            |

|  | Homotherium |
|  |             |
|  | Xenosmilus  |
|  |             |

|  | Machairodus                                                |
|  |                                                            |
|  | \| \| Homotherium \| \| \| \| \| \| Xenosmilus \| \| \| \| |
|  |                                                            |
|  | Homotherium                                                |
|  |                                                            |
|  | Xenosmilus                                                 |
|  |                                                            |

|  | Homotherium |
|  |             |
|  | Xenosmilus  |
|  |             |

|  | Smilodon gracilis                                                       |
|  |                                                                         |
|  | \| \| Smilodon populator \| \| \| \| \| \| Smilodon fatalis \| \| \| \| |
|  |                                                                         |
|  | Smilodon populator                                                      |
|  |                                                                         |
|  | Smilodon fatalis                                                        |
|  |                                                                         |

|  | Smilodon populator |
|  |                    |
|  | Smilodon fatalis   |
|  |                    |

|  | Smilodon gracilis                                                       |
|  |                                                                         |
|  | \| \| Smilodon populator \| \| \| \| \| \| Smilodon fatalis \| \| \| \| |
|  |                                                                         |
|  | Smilodon populator                                                      |
|  |                                                                         |
|  | Smilodon fatalis                                                        |
|  |                                                                         |

|  | Smilodon populator |
|  |                    |
|  | Smilodon fatalis   |
|  |                    |

|  | Smilodon gracilis                                                       |
|  |                                                                         |
|  | \| \| Smilodon populator \| \| \| \| \| \| Smilodon fatalis \| \| \| \| |
|  |                                                                         |
|  | Smilodon populator                                                      |
|  |                                                                         |
|  | Smilodon fatalis                                                        |
|  |                                                                         |

|  | Smilodon populator |
|  |                    |
|  | Smilodon fatalis   |
|  |                    |

|  | Smilodon gracilis                                                       |
|  |                                                                         |
|  | \| \| Smilodon populator \| \| \| \| \| \| Smilodon fatalis \| \| \| \| |
|  |                                                                         |
|  | Smilodon populator                                                      |
|  |                                                                         |
|  | Smilodon fatalis                                                        |
|  |                                                                         |

|  | Smilodon populator |
|  |                    |
|  | Smilodon fatalis   |
|  |                    |

|  | Machairodus                                                |
|  |                                                            |
|  | \| \| Homotherium \| \| \| \| \| \| Xenosmilus \| \| \| \| |
|  |                                                            |
|  | Homotherium                                                |
|  |                                                            |
|  | Xenosmilus                                                 |
|  |                                                            |

|  | Homotherium |
|  |             |
|  | Xenosmilus  |
|  |             |

|  | Machairodus                                                |
|  |                                                            |
|  | \| \| Homotherium \| \| \| \| \| \| Xenosmilus \| \| \| \| |
|  |                                                            |
|  | Homotherium                                                |
|  |                                                            |
|  | Xenosmilus                                                 |
|  |                                                            |

|  | Homotherium |
|  |             |
|  | Xenosmilus  |
|  |             |

|  | Smilodon gracilis                                                       |
|  |                                                                         |
|  | \| \| Smilodon populator \| \| \| \| \| \| Smilodon fatalis \| \| \| \| |
|  |                                                                         |
|  | Smilodon populator                                                      |
|  |                                                                         |
|  | Smilodon fatalis                                                        |
|  |                                                                         |

|  | Smilodon populator |
|  |                    |
|  | Smilodon fatalis   |
|  |                    |

|  | Smilodon gracilis                                                       |
|  |                                                                         |
|  | \| \| Smilodon populator \| \| \| \| \| \| Smilodon fatalis \| \| \| \| |
|  |                                                                         |
|  | Smilodon populator                                                      |
|  |                                                                         |
|  | Smilodon fatalis                                                        |
|  |                                                                         |

|  | Smilodon populator |
|  |                    |
|  | Smilodon fatalis   |
|  |                    |

|  | Smilodon gracilis                                                       |
|  |                                                                         |
|  | \| \| Smilodon populator \| \| \| \| \| \| Smilodon fatalis \| \| \| \| |
|  |                                                                         |
|  | Smilodon populator                                                      |
|  |                                                                         |
|  | Smilodon fatalis                                                        |
|  |                                                                         |

|  | Smilodon populator |
|  |                    |
|  | Smilodon fatalis   |
|  |                    |

|  | Smilodon gracilis                                                       |
|  |                                                                         |
|  | \| \| Smilodon populator \| \| \| \| \| \| Smilodon fatalis \| \| \| \| |
|  |                                                                         |
|  | Smilodon populator                                                      |
|  |                                                                         |
|  | Smilodon fatalis                                                        |
|  |                                                                         |

|  | Smilodon populator |
|  |                    |
|  | Smilodon fatalis   |
|  |                    |

|  | Machairodus                                                |
|  |                                                            |
|  | \| \| Homotherium \| \| \| \| \| \| Xenosmilus \| \| \| \| |
|  |                                                            |
|  | Homotherium                                                |
|  |                                                            |
|  | Xenosmilus                                                 |
|  |                                                            |

|  | Homotherium |
|  |             |
|  | Xenosmilus  |
|  |             |

|  | Machairodus                                                |
|  |                                                            |
|  | \| \| Homotherium \| \| \| \| \| \| Xenosmilus \| \| \| \| |
|  |                                                            |
|  | Homotherium                                                |
|  |                                                            |
|  | Xenosmilus                                                 |
|  |                                                            |

|  | Homotherium |
|  |             |
|  | Xenosmilus  |
|  |             |

|  | Smilodon gracilis                                                       |
|  |                                                                         |
|  | \| \| Smilodon populator \| \| \| \| \| \| Smilodon fatalis \| \| \| \| |
|  |                                                                         |
|  | Smilodon populator                                                      |
|  |                                                                         |
|  | Smilodon fatalis                                                        |
|  |                                                                         |

|  | Smilodon populator |
|  |                    |
|  | Smilodon fatalis   |
|  |                    |

|  | Smilodon gracilis                                                       |
|  |                                                                         |
|  | \| \| Smilodon populator \| \| \| \| \| \| Smilodon fatalis \| \| \| \| |
|  |                                                                         |
|  | Smilodon populator                                                      |
|  |                                                                         |
|  | Smilodon fatalis                                                        |
|  |                                                                         |

|  | Smilodon populator |
|  |                    |
|  | Smilodon fatalis   |
|  |                    |

|  | Smilodon gracilis                                                       |
|  |                                                                         |
|  | \| \| Smilodon populator \| \| \| \| \| \| Smilodon fatalis \| \| \| \| |
|  |                                                                         |
|  | Smilodon populator                                                      |
|  |                                                                         |
|  | Smilodon fatalis                                                        |
|  |                                                                         |

|  | Smilodon populator |
|  |                    |
|  | Smilodon fatalis   |
|  |                    |

|  | Smilodon gracilis                                                       |
|  |                                                                         |
|  | \| \| Smilodon populator \| \| \| \| \| \| Smilodon fatalis \| \| \| \| |
|  |                                                                         |
|  | Smilodon populator                                                      |
|  |                                                                         |
|  | Smilodon fatalis                                                        |
|  |                                                                         |

|  | Smilodon populator |
|  |                    |
|  | Smilodon fatalis   |
|  |                    |

|  | Herpailurus (yaguarondi)                                                         |
|  |                                                                                  |
|  | \| \| Miracinonyx (ghepardo americano) \| \| \| \| \| \| Puma (puma) \| \| \| \| |
|  |                                                                                  |
|  | Miracinonyx (ghepardo americano)                                                 |
|  |                                                                                  |
|  | Puma (puma)                                                                      |
|  |                                                                                  |

|  | Miracinonyx (ghepardo americano) |
|  |                                  |
|  | Puma (puma)                      |
|  |                                  |

|  | Herpailurus (yaguarondi)                                                         |
|  |                                                                                  |
|  | \| \| Miracinonyx (ghepardo americano) \| \| \| \| \| \| Puma (puma) \| \| \| \| |
|  |                                                                                  |
|  | Miracinonyx (ghepardo americano)                                                 |
|  |                                                                                  |
|  | Puma (puma)                                                                      |
|  |                                                                                  |

|  | Miracinonyx (ghepardo americano) |
|  |                                  |
|  | Puma (puma)                      |
|  |                                  |

|  | Herpailurus (yaguarondi)                                                         |
|  |                                                                                  |
|  | \| \| Miracinonyx (ghepardo americano) \| \| \| \| \| \| Puma (puma) \| \| \| \| |
|  |                                                                                  |
|  | Miracinonyx (ghepardo americano)                                                 |
|  |                                                                                  |
|  | Puma (puma)                                                                      |
|  |                                                                                  |

|  | Miracinonyx (ghepardo americano) |
|  |                                  |
|  | Puma (puma)                      |
|  |                                  |

|  | Herpailurus (yaguarondi)                                                         |
|  |                                                                                  |
|  | \| \| Miracinonyx (ghepardo americano) \| \| \| \| \| \| Puma (puma) \| \| \| \| |
|  |                                                                                  |
|  | Miracinonyx (ghepardo americano)                                                 |
|  |                                                                                  |
|  | Puma (puma)                                                                      |
|  |                                                                                  |

|  | Miracinonyx (ghepardo americano) |
|  |                                  |
|  | Puma (puma)                      |
|  |                                  |

|  | Herpailurus (yaguarondi)                                                         |
|  |                                                                                  |
|  | \| \| Miracinonyx (ghepardo americano) \| \| \| \| \| \| Puma (puma) \| \| \| \| |
|  |                                                                                  |
|  | Miracinonyx (ghepardo americano)                                                 |
|  |                                                                                  |
|  | Puma (puma)                                                                      |
|  |                                                                                  |

|  | Miracinonyx (ghepardo americano) |
|  |                                  |
|  | Puma (puma)                      |
|  |                                  |

|  | Herpailurus (yaguarondi)                                                         |
|  |                                                                                  |
|  | \| \| Miracinonyx (ghepardo americano) \| \| \| \| \| \| Puma (puma) \| \| \| \| |
|  |                                                                                  |
|  | Miracinonyx (ghepardo americano)                                                 |
|  |                                                                                  |
|  | Puma (puma)                                                                      |
|  |                                                                                  |

|  | Miracinonyx (ghepardo americano) |
|  |                                  |
|  | Puma (puma)                      |
|  |                                  |

|  | Herpailurus (yaguarondi)                                                         |
|  |                                                                                  |
|  | \| \| Miracinonyx (ghepardo americano) \| \| \| \| \| \| Puma (puma) \| \| \| \| |
|  |                                                                                  |
|  | Miracinonyx (ghepardo americano)                                                 |
|  |                                                                                  |
|  | Puma (puma)                                                                      |
|  |                                                                                  |

|  | Miracinonyx (ghepardo americano) |
|  |                                  |
|  | Puma (puma)                      |
|  |                                  |

|  | Herpailurus (yaguarondi)                                                         |
|  |                                                                                  |
|  | \| \| Miracinonyx (ghepardo americano) \| \| \| \| \| \| Puma (puma) \| \| \| \| |
|  |                                                                                  |
|  | Miracinonyx (ghepardo americano)                                                 |
|  |                                                                                  |
|  | Puma (puma)                                                                      |
|  |                                                                                  |

|  | Miracinonyx (ghepardo americano) |
|  |                                  |
|  | Puma (puma)                      |
|  |                                  |

|  | Herpailurus (yaguarondi)                                                         |
|  |                                                                                  |
|  | \| \| Miracinonyx (ghepardo americano) \| \| \| \| \| \| Puma (puma) \| \| \| \| |
|  |                                                                                  |
|  | Miracinonyx (ghepardo americano)                                                 |
|  |                                                                                  |
|  | Puma (puma)                                                                      |
|  |                                                                                  |

|  | Miracinonyx (ghepardo americano) |
|  |                                  |
|  | Puma (puma)                      |
|  |                                  |

|  | Herpailurus (yaguarondi)                                                         |
|  |                                                                                  |
|  | \| \| Miracinonyx (ghepardo americano) \| \| \| \| \| \| Puma (puma) \| \| \| \| |
|  |                                                                                  |
|  | Miracinonyx (ghepardo americano)                                                 |
|  |                                                                                  |
|  | Puma (puma)                                                                      |
|  |                                                                                  |

|  | Miracinonyx (ghepardo americano) |
|  |                                  |
|  | Puma (puma)                      |
|  |                                  |

|  | Herpailurus (yaguarondi)                                                         |
|  |                                                                                  |
|  | \| \| Miracinonyx (ghepardo americano) \| \| \| \| \| \| Puma (puma) \| \| \| \| |
|  |                                                                                  |
|  | Miracinonyx (ghepardo americano)                                                 |
|  |                                                                                  |
|  | Puma (puma)                                                                      |
|  |                                                                                  |

|  | Miracinonyx (ghepardo americano) |
|  |                                  |
|  | Puma (puma)                      |
|  |                                  |

|  | Herpailurus (yaguarondi)                                                         |
|  |                                                                                  |
|  | \| \| Miracinonyx (ghepardo americano) \| \| \| \| \| \| Puma (puma) \| \| \| \| |
|  |                                                                                  |
|  | Miracinonyx (ghepardo americano)                                                 |
|  |                                                                                  |
|  | Puma (puma)                                                                      |
|  |                                                                                  |

|  | Miracinonyx (ghepardo americano) |
|  |                                  |
|  | Puma (puma)                      |
|  |                                  |

|  | Herpailurus (yaguarondi)                                                         |
|  |                                                                                  |
|  | \| \| Miracinonyx (ghepardo americano) \| \| \| \| \| \| Puma (puma) \| \| \| \| |
|  |                                                                                  |
|  | Miracinonyx (ghepardo americano)                                                 |
|  |                                                                                  |
|  | Puma (puma)                                                                      |
|  |                                                                                  |

|  | Miracinonyx (ghepardo americano) |
|  |                                  |
|  | Puma (puma)                      |
|  |                                  |

|  | Herpailurus (yaguarondi)                                                         |
|  |                                                                                  |
|  | \| \| Miracinonyx (ghepardo americano) \| \| \| \| \| \| Puma (puma) \| \| \| \| |
|  |                                                                                  |
|  | Miracinonyx (ghepardo americano)                                                 |
|  |                                                                                  |
|  | Puma (puma)                                                                      |
|  |                                                                                  |

|  | Miracinonyx (ghepardo americano) |
|  |                                  |
|  | Puma (puma)                      |
|  |                                  |

|  | Herpailurus (yaguarondi)                                                         |
|  |                                                                                  |
|  | \| \| Miracinonyx (ghepardo americano) \| \| \| \| \| \| Puma (puma) \| \| \| \| |
|  |                                                                                  |
|  | Miracinonyx (ghepardo americano)                                                 |
|  |                                                                                  |
|  | Puma (puma)                                                                      |
|  |                                                                                  |

|  | Miracinonyx (ghepardo americano) |
|  |                                  |
|  | Puma (puma)                      |
|  |                                  |

|  | Herpailurus (yaguarondi)                                                         |
|  |                                                                                  |
|  | \| \| Miracinonyx (ghepardo americano) \| \| \| \| \| \| Puma (puma) \| \| \| \| |
|  |                                                                                  |
|  | Miracinonyx (ghepardo americano)                                                 |
|  |                                                                                  |
|  | Puma (puma)                                                                      |
|  |                                                                                  |

|  | Miracinonyx (ghepardo americano) |
|  |                                  |
|  | Puma (puma)                      |
|  |                                  |

|  | Machairodus                                                |
|  |                                                            |
|  | \| \| Homotherium \| \| \| \| \| \| Xenosmilus \| \| \| \| |
|  |                                                            |
|  | Homotherium                                                |
|  |                                                            |
|  | Xenosmilus                                                 |
|  |                                                            |

|  | Homotherium |
|  |             |
|  | Xenosmilus  |
|  |             |

|  | Machairodus                                                |
|  |                                                            |
|  | \| \| Homotherium \| \| \| \| \| \| Xenosmilus \| \| \| \| |
|  |                                                            |
|  | Homotherium                                                |
|  |                                                            |
|  | Xenosmilus                                                 |
|  |                                                            |

|  | Homotherium |
|  |             |
|  | Xenosmilus  |
|  |             |

|  | Smilodon gracilis                                                       |
|  |                                                                         |
|  | \| \| Smilodon populator \| \| \| \| \| \| Smilodon fatalis \| \| \| \| |
|  |                                                                         |
|  | Smilodon populator                                                      |
|  |                                                                         |
|  | Smilodon fatalis                                                        |
|  |                                                                         |

|  | Smilodon populator |
|  |                    |
|  | Smilodon fatalis   |
|  |                    |

|  | Smilodon gracilis                                                       |
|  |                                                                         |
|  | \| \| Smilodon populator \| \| \| \| \| \| Smilodon fatalis \| \| \| \| |
|  |                                                                         |
|  | Smilodon populator                                                      |
|  |                                                                         |
|  | Smilodon fatalis                                                        |
|  |                                                                         |

|  | Smilodon populator |
|  |                    |
|  | Smilodon fatalis   |
|  |                    |

|  | Smilodon gracilis                                                       |
|  |                                                                         |
|  | \| \| Smilodon populator \| \| \| \| \| \| Smilodon fatalis \| \| \| \| |
|  |                                                                         |
|  | Smilodon populator                                                      |
|  |                                                                         |
|  | Smilodon fatalis                                                        |
|  |                                                                         |

|  | Smilodon populator |
|  |                    |
|  | Smilodon fatalis   |
|  |                    |

|  | Smilodon gracilis                                                       |
|  |                                                                         |
|  | \| \| Smilodon populator \| \| \| \| \| \| Smilodon fatalis \| \| \| \| |
|  |                                                                         |
|  | Smilodon populator                                                      |
|  |                                                                         |
|  | Smilodon fatalis                                                        |
|  |                                                                         |

|  | Smilodon populator |
|  |                    |
|  | Smilodon fatalis   |
|  |                    |

|  | Machairodus                                                |
|  |                                                            |
|  | \| \| Homotherium \| \| \| \| \| \| Xenosmilus \| \| \| \| |
|  |                                                            |
|  | Homotherium                                                |
|  |                                                            |
|  | Xenosmilus                                                 |
|  |                                                            |

|  | Homotherium |
|  |             |
|  | Xenosmilus  |
|  |             |

|  | Machairodus                                                |
|  |                                                            |
|  | \| \| Homotherium \| \| \| \| \| \| Xenosmilus \| \| \| \| |
|  |                                                            |
|  | Homotherium                                                |
|  |                                                            |
|  | Xenosmilus                                                 |
|  |                                                            |

|  | Homotherium |
|  |             |
|  | Xenosmilus  |
|  |             |

|  | Smilodon gracilis                                                       |
|  |                                                                         |
|  | \| \| Smilodon populator \| \| \| \| \| \| Smilodon fatalis \| \| \| \| |
|  |                                                                         |
|  | Smilodon populator                                                      |
|  |                                                                         |
|  | Smilodon fatalis                                                        |
|  |                                                                         |

|  | Smilodon populator |
|  |                    |
|  | Smilodon fatalis   |
|  |                    |

|  | Smilodon gracilis                                                       |
|  |                                                                         |
|  | \| \| Smilodon populator \| \| \| \| \| \| Smilodon fatalis \| \| \| \| |
|  |                                                                         |
|  | Smilodon populator                                                      |
|  |                                                                         |
|  | Smilodon fatalis                                                        |
|  |                                                                         |

|  | Smilodon populator |
|  |                    |
|  | Smilodon fatalis   |
|  |                    |

|  | Smilodon gracilis                                                       |
|  |                                                                         |
|  | \| \| Smilodon populator \| \| \| \| \| \| Smilodon fatalis \| \| \| \| |
|  |                                                                         |
|  | Smilodon populator                                                      |
|  |                                                                         |
|  | Smilodon fatalis                                                        |
|  |                                                                         |

|  | Smilodon populator |
|  |                    |
|  | Smilodon fatalis   |
|  |                    |

|  | Smilodon gracilis                                                       |
|  |                                                                         |
|  | \| \| Smilodon populator \| \| \| \| \| \| Smilodon fatalis \| \| \| \| |
|  |                                                                         |
|  | Smilodon populator                                                      |
|  |                                                                         |
|  | Smilodon fatalis                                                        |
|  |                                                                         |

|  | Smilodon populator |
|  |                    |
|  | Smilodon fatalis   |
|  |                    |

|  | Machairodus                                                |
|  |                                                            |
|  | \| \| Homotherium \| \| \| \| \| \| Xenosmilus \| \| \| \| |
|  |                                                            |
|  | Homotherium                                                |
|  |                                                            |
|  | Xenosmilus                                                 |
|  |                                                            |

|  | Homotherium |
|  |             |
|  | Xenosmilus  |
|  |             |

|  | Machairodus                                                |
|  |                                                            |
|  | \| \| Homotherium \| \| \| \| \| \| Xenosmilus \| \| \| \| |
|  |                                                            |
|  | Homotherium                                                |
|  |                                                            |
|  | Xenosmilus                                                 |
|  |                                                            |

|  | Homotherium |
|  |             |
|  | Xenosmilus  |
|  |             |

|  | Smilodon gracilis                                                       |
|  |                                                                         |
|  | \| \| Smilodon populator \| \| \| \| \| \| Smilodon fatalis \| \| \| \| |
|  |                                                                         |
|  | Smilodon populator                                                      |
|  |                                                                         |
|  | Smilodon fatalis                                                        |
|  |                                                                         |

|  | Smilodon populator |
|  |                    |
|  | Smilodon fatalis   |
|  |                    |

|  | Smilodon gracilis                                                       |
|  |                                                                         |
|  | \| \| Smilodon populator \| \| \| \| \| \| Smilodon fatalis \| \| \| \| |
|  |                                                                         |
|  | Smilodon populator                                                      |
|  |                                                                         |
|  | Smilodon fatalis                                                        |
|  |                                                                         |

|  | Smilodon populator |
|  |                    |
|  | Smilodon fatalis   |
|  |                    |

|  | Smilodon gracilis                                                       |
|  |                                                                         |
|  | \| \| Smilodon populator \| \| \| \| \| \| Smilodon fatalis \| \| \| \| |
|  |                                                                         |
|  | Smilodon populator                                                      |
|  |                                                                         |
|  | Smilodon fatalis                                                        |
|  |                                                                         |

|  | Smilodon populator |
|  |                    |
|  | Smilodon fatalis   |
|  |                    |

|  | Smilodon gracilis                                                       |
|  |                                                                         |
|  | \| \| Smilodon populator \| \| \| \| \| \| Smilodon fatalis \| \| \| \| |
|  |                                                                         |
|  | Smilodon populator                                                      |
|  |                                                                         |
|  | Smilodon fatalis                                                        |
|  |                                                                         |

|  | Smilodon populator |
|  |                    |
|  | Smilodon fatalis   |
|  |                    |

|  | Machairodus                                                |
|  |                                                            |
|  | \| \| Homotherium \| \| \| \| \| \| Xenosmilus \| \| \| \| |
|  |                                                            |
|  | Homotherium                                                |
|  |                                                            |
|  | Xenosmilus                                                 |
|  |                                                            |

|  | Homotherium |
|  |             |
|  | Xenosmilus  |
|  |             |

|  | Machairodus                                                |
|  |                                                            |
|  | \| \| Homotherium \| \| \| \| \| \| Xenosmilus \| \| \| \| |
|  |                                                            |
|  | Homotherium                                                |
|  |                                                            |
|  | Xenosmilus                                                 |
|  |                                                            |

|  | Homotherium |
|  |             |
|  | Xenosmilus  |
|  |             |

|  | Smilodon gracilis                                                       |
|  |                                                                         |
|  | \| \| Smilodon populator \| \| \| \| \| \| Smilodon fatalis \| \| \| \| |
|  |                                                                         |
|  | Smilodon populator                                                      |
|  |                                                                         |
|  | Smilodon fatalis                                                        |
|  |                                                                         |

|  | Smilodon populator |
|  |                    |
|  | Smilodon fatalis   |
|  |                    |

|  | Smilodon gracilis                                                       |
|  |                                                                         |
|  | \| \| Smilodon populator \| \| \| \| \| \| Smilodon fatalis \| \| \| \| |
|  |                                                                         |
|  | Smilodon populator                                                      |
|  |                                                                         |
|  | Smilodon fatalis                                                        |
|  |                                                                         |

|  | Smilodon populator |
|  |                    |
|  | Smilodon fatalis   |
|  |                    |

|  | Smilodon gracilis                                                       |
|  |                                                                         |
|  | \| \| Smilodon populator \| \| \| \| \| \| Smilodon fatalis \| \| \| \| |
|  |                                                                         |
|  | Smilodon populator                                                      |
|  |                                                                         |
|  | Smilodon fatalis                                                        |
|  |                                                                         |

|  | Smilodon populator |
|  |                    |
|  | Smilodon fatalis   |
|  |                    |

|  | Smilodon gracilis                                                       |
|  |                                                                         |
|  | \| \| Smilodon populator \| \| \| \| \| \| Smilodon fatalis \| \| \| \| |
|  |                                                                         |
|  | Smilodon populator                                                      |
|  |                                                                         |
|  | Smilodon fatalis                                                        |
|  |                                                                         |

|  | Smilodon populator |
|  |                    |
|  | Smilodon fatalis   |
|  |                    |

|  | Herpailurus (yaguarondi)                                                         |
|  |                                                                                  |
|  | \| \| Miracinonyx (ghepardo americano) \| \| \| \| \| \| Puma (puma) \| \| \| \| |
|  |                                                                                  |
|  | Miracinonyx (ghepardo americano)                                                 |
|  |                                                                                  |
|  | Puma (puma)                                                                      |
|  |                                                                                  |

|  | Miracinonyx (ghepardo americano) |
|  |                                  |
|  | Puma (puma)                      |
|  |                                  |

|  | Herpailurus (yaguarondi)                                                         |
|  |                                                                                  |
|  | \| \| Miracinonyx (ghepardo americano) \| \| \| \| \| \| Puma (puma) \| \| \| \| |
|  |                                                                                  |
|  | Miracinonyx (ghepardo americano)                                                 |
|  |                                                                                  |
|  | Puma (puma)                                                                      |
|  |                                                                                  |

|  | Miracinonyx (ghepardo americano) |
|  |                                  |
|  | Puma (puma)                      |
|  |                                  |

|  | Herpailurus (yaguarondi)                                                         |
|  |                                                                                  |
|  | \| \| Miracinonyx (ghepardo americano) \| \| \| \| \| \| Puma (puma) \| \| \| \| |
|  |                                                                                  |
|  | Miracinonyx (ghepardo americano)                                                 |
|  |                                                                                  |
|  | Puma (puma)                                                                      |
|  |                                                                                  |

|  | Miracinonyx (ghepardo americano) |
|  |                                  |
|  | Puma (puma)                      |
|  |                                  |

|  | Herpailurus (yaguarondi)                                                         |
|  |                                                                                  |
|  | \| \| Miracinonyx (ghepardo americano) \| \| \| \| \| \| Puma (puma) \| \| \| \| |
|  |                                                                                  |
|  | Miracinonyx (ghepardo americano)                                                 |
|  |                                                                                  |
|  | Puma (puma)                                                                      |
|  |                                                                                  |

|  | Miracinonyx (ghepardo americano) |
|  |                                  |
|  | Puma (puma)                      |
|  |                                  |

|  | Herpailurus (yaguarondi)                                                         |
|  |                                                                                  |
|  | \| \| Miracinonyx (ghepardo americano) \| \| \| \| \| \| Puma (puma) \| \| \| \| |
|  |                                                                                  |
|  | Miracinonyx (ghepardo americano)                                                 |
|  |                                                                                  |
|  | Puma (puma)                                                                      |
|  |                                                                                  |

|  | Miracinonyx (ghepardo americano) |
|  |                                  |
|  | Puma (puma)                      |
|  |                                  |

|  | Herpailurus (yaguarondi)                                                         |
|  |                                                                                  |
|  | \| \| Miracinonyx (ghepardo americano) \| \| \| \| \| \| Puma (puma) \| \| \| \| |
|  |                                                                                  |
|  | Miracinonyx (ghepardo americano)                                                 |
|  |                                                                                  |
|  | Puma (puma)                                                                      |
|  |                                                                                  |

|  | Miracinonyx (ghepardo americano) |
|  |                                  |
|  | Puma (puma)                      |
|  |                                  |

|  | Herpailurus (yaguarondi)                                                         |
|  |                                                                                  |
|  | \| \| Miracinonyx (ghepardo americano) \| \| \| \| \| \| Puma (puma) \| \| \| \| |
|  |                                                                                  |
|  | Miracinonyx (ghepardo americano)                                                 |
|  |                                                                                  |
|  | Puma (puma)                                                                      |
|  |                                                                                  |

|  | Miracinonyx (ghepardo americano) |
|  |                                  |
|  | Puma (puma)                      |
|  |                                  |

|  | Herpailurus (yaguarondi)                                                         |
|  |                                                                                  |
|  | \| \| Miracinonyx (ghepardo americano) \| \| \| \| \| \| Puma (puma) \| \| \| \| |
|  |                                                                                  |
|  | Miracinonyx (ghepardo americano)                                                 |
|  |                                                                                  |
|  | Puma (puma)                                                                      |
|  |                                                                                  |

|  | Miracinonyx (ghepardo americano) |
|  |                                  |
|  | Puma (puma)                      |
|  |                                  |

|  | Herpailurus (yaguarondi)                                                         |
|  |                                                                                  |
|  | \| \| Miracinonyx (ghepardo americano) \| \| \| \| \| \| Puma (puma) \| \| \| \| |
|  |                                                                                  |
|  | Miracinonyx (ghepardo americano)                                                 |
|  |                                                                                  |
|  | Puma (puma)                                                                      |
|  |                                                                                  |

|  | Miracinonyx (ghepardo americano) |
|  |                                  |
|  | Puma (puma)                      |
|  |                                  |

|  | Herpailurus (yaguarondi)                                                         |
|  |                                                                                  |
|  | \| \| Miracinonyx (ghepardo americano) \| \| \| \| \| \| Puma (puma) \| \| \| \| |
|  |                                                                                  |
|  | Miracinonyx (ghepardo americano)                                                 |
|  |                                                                                  |
|  | Puma (puma)                                                                      |
|  |                                                                                  |

|  | Miracinonyx (ghepardo americano) |
|  |                                  |
|  | Puma (puma)                      |
|  |                                  |

|  | Herpailurus (yaguarondi)                                                         |
|  |                                                                                  |
|  | \| \| Miracinonyx (ghepardo americano) \| \| \| \| \| \| Puma (puma) \| \| \| \| |
|  |                                                                                  |
|  | Miracinonyx (ghepardo americano)                                                 |
|  |                                                                                  |
|  | Puma (puma)                                                                      |
|  |                                                                                  |

|  | Miracinonyx (ghepardo americano) |
|  |                                  |
|  | Puma (puma)                      |
|  |                                  |

|  | Herpailurus (yaguarondi)                                                         |
|  |                                                                                  |
|  | \| \| Miracinonyx (ghepardo americano) \| \| \| \| \| \| Puma (puma) \| \| \| \| |
|  |                                                                                  |
|  | Miracinonyx (ghepardo americano)                                                 |
|  |                                                                                  |
|  | Puma (puma)                                                                      |
|  |                                                                                  |

|  | Miracinonyx (ghepardo americano) |
|  |                                  |
|  | Puma (puma)                      |
|  |                                  |

|  | Herpailurus (yaguarondi)                                                         |
|  |                                                                                  |
|  | \| \| Miracinonyx (ghepardo americano) \| \| \| \| \| \| Puma (puma) \| \| \| \| |
|  |                                                                                  |
|  | Miracinonyx (ghepardo americano)                                                 |
|  |                                                                                  |
|  | Puma (puma)                                                                      |
|  |                                                                                  |

|  | Miracinonyx (ghepardo americano) |
|  |                                  |
|  | Puma (puma)                      |
|  |                                  |

|  | Herpailurus (yaguarondi)                                                         |
|  |                                                                                  |
|  | \| \| Miracinonyx (ghepardo americano) \| \| \| \| \| \| Puma (puma) \| \| \| \| |
|  |                                                                                  |
|  | Miracinonyx (ghepardo americano)                                                 |
|  |                                                                                  |
|  | Puma (puma)                                                                      |
|  |                                                                                  |

|  | Miracinonyx (ghepardo americano) |
|  |                                  |
|  | Puma (puma)                      |
|  |                                  |

|  | Herpailurus (yaguarondi)                                                         |
|  |                                                                                  |
|  | \| \| Miracinonyx (ghepardo americano) \| \| \| \| \| \| Puma (puma) \| \| \| \| |
|  |                                                                                  |
|  | Miracinonyx (ghepardo americano)                                                 |
|  |                                                                                  |
|  | Puma (puma)                                                                      |
|  |                                                                                  |

|  | Miracinonyx (ghepardo americano) |
|  |                                  |
|  | Puma (puma)                      |
|  |                                  |

|  | Herpailurus (yaguarondi)                                                         |
|  |                                                                                  |
|  | \| \| Miracinonyx (ghepardo americano) \| \| \| \| \| \| Puma (puma) \| \| \| \| |
|  |                                                                                  |
|  | Miracinonyx (ghepardo americano)                                                 |
|  |                                                                                  |
|  | Puma (puma)                                                                      |
|  |                                                                                  |

|  | Miracinonyx (ghepardo americano) |
|  |                                  |
|  | Puma (puma)                      |
|  |                                  |

|  | Machairodus                                                |
|  |                                                            |
|  | \| \| Homotherium \| \| \| \| \| \| Xenosmilus \| \| \| \| |
|  |                                                            |
|  | Homotherium                                                |
|  |                                                            |
|  | Xenosmilus                                                 |
|  |                                                            |

|  | Homotherium |
|  |             |
|  | Xenosmilus  |
|  |             |

|  | Machairodus                                                |
|  |                                                            |
|  | \| \| Homotherium \| \| \| \| \| \| Xenosmilus \| \| \| \| |
|  |                                                            |
|  | Homotherium                                                |
|  |                                                            |
|  | Xenosmilus                                                 |
|  |                                                            |

|  | Homotherium |
|  |             |
|  | Xenosmilus  |
|  |             |

|  | Smilodon gracilis                                                       |
|  |                                                                         |
|  | \| \| Smilodon populator \| \| \| \| \| \| Smilodon fatalis \| \| \| \| |
|  |                                                                         |
|  | Smilodon populator                                                      |
|  |                                                                         |
|  | Smilodon fatalis                                                        |
|  |                                                                         |

|  | Smilodon populator |
|  |                    |
|  | Smilodon fatalis   |
|  |                    |

|  | Smilodon gracilis                                                       |
|  |                                                                         |
|  | \| \| Smilodon populator \| \| \| \| \| \| Smilodon fatalis \| \| \| \| |
|  |                                                                         |
|  | Smilodon populator                                                      |
|  |                                                                         |
|  | Smilodon fatalis                                                        |
|  |                                                                         |

|  | Smilodon populator |
|  |                    |
|  | Smilodon fatalis   |
|  |                    |

|  | Smilodon gracilis                                                       |
|  |                                                                         |
|  | \| \| Smilodon populator \| \| \| \| \| \| Smilodon fatalis \| \| \| \| |
|  |                                                                         |
|  | Smilodon populator                                                      |
|  |                                                                         |
|  | Smilodon fatalis                                                        |
|  |                                                                         |

|  | Smilodon populator |
|  |                    |
|  | Smilodon fatalis   |
|  |                    |

|  | Smilodon gracilis                                                       |
|  |                                                                         |
|  | \| \| Smilodon populator \| \| \| \| \| \| Smilodon fatalis \| \| \| \| |
|  |                                                                         |
|  | Smilodon populator                                                      |
|  |                                                                         |
|  | Smilodon fatalis                                                        |
|  |                                                                         |

|  | Smilodon populator |
|  |                    |
|  | Smilodon fatalis   |
|  |                    |

|  | Machairodus                                                |
|  |                                                            |
|  | \| \| Homotherium \| \| \| \| \| \| Xenosmilus \| \| \| \| |
|  |                                                            |
|  | Homotherium                                                |
|  |                                                            |
|  | Xenosmilus                                                 |
|  |                                                            |

|  | Homotherium |
|  |             |
|  | Xenosmilus  |
|  |             |

|  | Machairodus                                                |
|  |                                                            |
|  | \| \| Homotherium \| \| \| \| \| \| Xenosmilus \| \| \| \| |
|  |                                                            |
|  | Homotherium                                                |
|  |                                                            |
|  | Xenosmilus                                                 |
|  |                                                            |

|  | Homotherium |
|  |             |
|  | Xenosmilus  |
|  |             |

|  | Smilodon gracilis                                                       |
|  |                                                                         |
|  | \| \| Smilodon populator \| \| \| \| \| \| Smilodon fatalis \| \| \| \| |
|  |                                                                         |
|  | Smilodon populator                                                      |
|  |                                                                         |
|  | Smilodon fatalis                                                        |
|  |                                                                         |

|  | Smilodon populator |
|  |                    |
|  | Smilodon fatalis   |
|  |                    |

|  | Smilodon gracilis                                                       |
|  |                                                                         |
|  | \| \| Smilodon populator \| \| \| \| \| \| Smilodon fatalis \| \| \| \| |
|  |                                                                         |
|  | Smilodon populator                                                      |
|  |                                                                         |
|  | Smilodon fatalis                                                        |
|  |                                                                         |

|  | Smilodon populator |
|  |                    |
|  | Smilodon fatalis   |
|  |                    |

|  | Smilodon gracilis                                                       |
|  |                                                                         |
|  | \| \| Smilodon populator \| \| \| \| \| \| Smilodon fatalis \| \| \| \| |
|  |                                                                         |
|  | Smilodon populator                                                      |
|  |                                                                         |
|  | Smilodon fatalis                                                        |
|  |                                                                         |

|  | Smilodon populator |
|  |                    |
|  | Smilodon fatalis   |
|  |                    |

|  | Smilodon gracilis                                                       |
|  |                                                                         |
|  | \| \| Smilodon populator \| \| \| \| \| \| Smilodon fatalis \| \| \| \| |
|  |                                                                         |
|  | Smilodon populator                                                      |
|  |                                                                         |
|  | Smilodon fatalis                                                        |
|  |                                                                         |

|  | Smilodon populator |
|  |                    |
|  | Smilodon fatalis   |
|  |                    |

|  | Machairodus                                                |
|  |                                                            |
|  | \| \| Homotherium \| \| \| \| \| \| Xenosmilus \| \| \| \| |
|  |                                                            |
|  | Homotherium                                                |
|  |                                                            |
|  | Xenosmilus                                                 |
|  |                                                            |

|  | Homotherium |
|  |             |
|  | Xenosmilus  |
|  |             |

|  | Machairodus                                                |
|  |                                                            |
|  | \| \| Homotherium \| \| \| \| \| \| Xenosmilus \| \| \| \| |
|  |                                                            |
|  | Homotherium                                                |
|  |                                                            |
|  | Xenosmilus                                                 |
|  |                                                            |

|  | Homotherium |
|  |             |
|  | Xenosmilus  |
|  |             |

|  | Smilodon gracilis                                                       |
|  |                                                                         |
|  | \| \| Smilodon populator \| \| \| \| \| \| Smilodon fatalis \| \| \| \| |
|  |                                                                         |
|  | Smilodon populator                                                      |
|  |                                                                         |
|  | Smilodon fatalis                                                        |
|  |                                                                         |

|  | Smilodon populator |
|  |                    |
|  | Smilodon fatalis   |
|  |                    |

|  | Smilodon gracilis                                                       |
|  |                                                                         |
|  | \| \| Smilodon populator \| \| \| \| \| \| Smilodon fatalis \| \| \| \| |
|  |                                                                         |
|  | Smilodon populator                                                      |
|  |                                                                         |
|  | Smilodon fatalis                                                        |
|  |                                                                         |

|  | Smilodon populator |
|  |                    |
|  | Smilodon fatalis   |
|  |                    |

|  | Smilodon gracilis                                                       |
|  |                                                                         |
|  | \| \| Smilodon populator \| \| \| \| \| \| Smilodon fatalis \| \| \| \| |
|  |                                                                         |
|  | Smilodon populator                                                      |
|  |                                                                         |
|  | Smilodon fatalis                                                        |
|  |                                                                         |

|  | Smilodon populator |
|  |                    |
|  | Smilodon fatalis   |
|  |                    |

|  | Smilodon gracilis                                                       |
|  |                                                                         |
|  | \| \| Smilodon populator \| \| \| \| \| \| Smilodon fatalis \| \| \| \| |
|  |                                                                         |
|  | Smilodon populator                                                      |
|  |                                                                         |
|  | Smilodon fatalis                                                        |
|  |                                                                         |

|  | Smilodon populator |
|  |                    |
|  | Smilodon fatalis   |
|  |                    |

|  | Machairodus                                                |
|  |                                                            |
|  | \| \| Homotherium \| \| \| \| \| \| Xenosmilus \| \| \| \| |
|  |                                                            |
|  | Homotherium                                                |
|  |                                                            |
|  | Xenosmilus                                                 |
|  |                                                            |

|  | Homotherium |
|  |             |
|  | Xenosmilus  |
|  |             |

|  | Machairodus                                                |
|  |                                                            |
|  | \| \| Homotherium \| \| \| \| \| \| Xenosmilus \| \| \| \| |
|  |                                                            |
|  | Homotherium                                                |
|  |                                                            |
|  | Xenosmilus                                                 |
|  |                                                            |

|  | Homotherium |
|  |             |
|  | Xenosmilus  |
|  |             |

|  | Smilodon gracilis                                                       |
|  |                                                                         |
|  | \| \| Smilodon populator \| \| \| \| \| \| Smilodon fatalis \| \| \| \| |
|  |                                                                         |
|  | Smilodon populator                                                      |
|  |                                                                         |
|  | Smilodon fatalis                                                        |
|  |                                                                         |

|  | Smilodon populator |
|  |                    |
|  | Smilodon fatalis   |
|  |                    |

|  | Smilodon gracilis                                                       |
|  |                                                                         |
|  | \| \| Smilodon populator \| \| \| \| \| \| Smilodon fatalis \| \| \| \| |
|  |                                                                         |
|  | Smilodon populator                                                      |
|  |                                                                         |
|  | Smilodon fatalis                                                        |
|  |                                                                         |

|  | Smilodon populator |
|  |                    |
|  | Smilodon fatalis   |
|  |                    |

|  | Smilodon gracilis                                                       |
|  |                                                                         |
|  | \| \| Smilodon populator \| \| \| \| \| \| Smilodon fatalis \| \| \| \| |
|  |                                                                         |
|  | Smilodon populator                                                      |
|  |                                                                         |
|  | Smilodon fatalis                                                        |
|  |                                                                         |

|  | Smilodon populator |
|  |                    |
|  | Smilodon fatalis   |
|  |                    |

|  | Smilodon gracilis                                                       |
|  |                                                                         |
|  | \| \| Smilodon populator \| \| \| \| \| \| Smilodon fatalis \| \| \| \| |
|  |                                                                         |
|  | Smilodon populator                                                      |
|  |                                                                         |
|  | Smilodon fatalis                                                        |
|  |                                                                         |

|  | Smilodon populator |
|  |                    |
|  | Smilodon fatalis   |
|  |                    |

|  | Herpailurus (yaguarondi)                                                         |
|  |                                                                                  |
|  | \| \| Miracinonyx (ghepardo americano) \| \| \| \| \| \| Puma (puma) \| \| \| \| |
|  |                                                                                  |
|  | Miracinonyx (ghepardo americano)                                                 |
|  |                                                                                  |
|  | Puma (puma)                                                                      |
|  |                                                                                  |

|  | Miracinonyx (ghepardo americano) |
|  |                                  |
|  | Puma (puma)                      |
|  |                                  |

|  | Herpailurus (yaguarondi)                                                         |
|  |                                                                                  |
|  | \| \| Miracinonyx (ghepardo americano) \| \| \| \| \| \| Puma (puma) \| \| \| \| |
|  |                                                                                  |
|  | Miracinonyx (ghepardo americano)                                                 |
|  |                                                                                  |
|  | Puma (puma)                                                                      |
|  |                                                                                  |

|  | Miracinonyx (ghepardo americano) |
|  |                                  |
|  | Puma (puma)                      |
|  |                                  |

|  | Herpailurus (yaguarondi)                                                         |
|  |                                                                                  |
|  | \| \| Miracinonyx (ghepardo americano) \| \| \| \| \| \| Puma (puma) \| \| \| \| |
|  |                                                                                  |
|  | Miracinonyx (ghepardo americano)                                                 |
|  |                                                                                  |
|  | Puma (puma)                                                                      |
|  |                                                                                  |

|  | Miracinonyx (ghepardo americano) |
|  |                                  |
|  | Puma (puma)                      |
|  |                                  |

|  | Herpailurus (yaguarondi)                                                         |
|  |                                                                                  |
|  | \| \| Miracinonyx (ghepardo americano) \| \| \| \| \| \| Puma (puma) \| \| \| \| |
|  |                                                                                  |
|  | Miracinonyx (ghepardo americano)                                                 |
|  |                                                                                  |
|  | Puma (puma)                                                                      |
|  |                                                                                  |

|  | Miracinonyx (ghepardo americano) |
|  |                                  |
|  | Puma (puma)                      |
|  |                                  |

|  | Herpailurus (yaguarondi)                                                         |
|  |                                                                                  |
|  | \| \| Miracinonyx (ghepardo americano) \| \| \| \| \| \| Puma (puma) \| \| \| \| |
|  |                                                                                  |
|  | Miracinonyx (ghepardo americano)                                                 |
|  |                                                                                  |
|  | Puma (puma)                                                                      |
|  |                                                                                  |

|  | Miracinonyx (ghepardo americano) |
|  |                                  |
|  | Puma (puma)                      |
|  |                                  |

|  | Herpailurus (yaguarondi)                                                         |
|  |                                                                                  |
|  | \| \| Miracinonyx (ghepardo americano) \| \| \| \| \| \| Puma (puma) \| \| \| \| |
|  |                                                                                  |
|  | Miracinonyx (ghepardo americano)                                                 |
|  |                                                                                  |
|  | Puma (puma)                                                                      |
|  |                                                                                  |

|  | Miracinonyx (ghepardo americano) |
|  |                                  |
|  | Puma (puma)                      |
|  |                                  |

|  | Herpailurus (yaguarondi)                                                         |
|  |                                                                                  |
|  | \| \| Miracinonyx (ghepardo americano) \| \| \| \| \| \| Puma (puma) \| \| \| \| |
|  |                                                                                  |
|  | Miracinonyx (ghepardo americano)                                                 |
|  |                                                                                  |
|  | Puma (puma)                                                                      |
|  |                                                                                  |

|  | Miracinonyx (ghepardo americano) |
|  |                                  |
|  | Puma (puma)                      |
|  |                                  |

|  | Herpailurus (yaguarondi)                                                         |
|  |                                                                                  |
|  | \| \| Miracinonyx (ghepardo americano) \| \| \| \| \| \| Puma (puma) \| \| \| \| |
|  |                                                                                  |
|  | Miracinonyx (ghepardo americano)                                                 |
|  |                                                                                  |
|  | Puma (puma)                                                                      |
|  |                                                                                  |

|  | Miracinonyx (ghepardo americano) |
|  |                                  |
|  | Puma (puma)                      |
|  |                                  |

|  | Herpailurus (yaguarondi)                                                         |
|  |                                                                                  |
|  | \| \| Miracinonyx (ghepardo americano) \| \| \| \| \| \| Puma (puma) \| \| \| \| |
|  |                                                                                  |
|  | Miracinonyx (ghepardo americano)                                                 |
|  |                                                                                  |
|  | Puma (puma)                                                                      |
|  |                                                                                  |

|  | Miracinonyx (ghepardo americano) |
|  |                                  |
|  | Puma (puma)                      |
|  |                                  |

|  | Herpailurus (yaguarondi)                                                         |
|  |                                                                                  |
|  | \| \| Miracinonyx (ghepardo americano) \| \| \| \| \| \| Puma (puma) \| \| \| \| |
|  |                                                                                  |
|  | Miracinonyx (ghepardo americano)                                                 |
|  |                                                                                  |
|  | Puma (puma)                                                                      |
|  |                                                                                  |

|  | Miracinonyx (ghepardo americano) |
|  |                                  |
|  | Puma (puma)                      |
|  |                                  |

|  | Herpailurus (yaguarondi)                                                         |
|  |                                                                                  |
|  | \| \| Miracinonyx (ghepardo americano) \| \| \| \| \| \| Puma (puma) \| \| \| \| |
|  |                                                                                  |
|  | Miracinonyx (ghepardo americano)                                                 |
|  |                                                                                  |
|  | Puma (puma)                                                                      |
|  |                                                                                  |

|  | Miracinonyx (ghepardo americano) |
|  |                                  |
|  | Puma (puma)                      |
|  |                                  |

|  | Herpailurus (yaguarondi)                                                         |
|  |                                                                                  |
|  | \| \| Miracinonyx (ghepardo americano) \| \| \| \| \| \| Puma (puma) \| \| \| \| |
|  |                                                                                  |
|  | Miracinonyx (ghepardo americano)                                                 |
|  |                                                                                  |
|  | Puma (puma)                                                                      |
|  |                                                                                  |

|  | Miracinonyx (ghepardo americano) |
|  |                                  |
|  | Puma (puma)                      |
|  |                                  |

|  | Herpailurus (yaguarondi)                                                         |
|  |                                                                                  |
|  | \| \| Miracinonyx (ghepardo americano) \| \| \| \| \| \| Puma (puma) \| \| \| \| |
|  |                                                                                  |
|  | Miracinonyx (ghepardo americano)                                                 |
|  |                                                                                  |
|  | Puma (puma)                                                                      |
|  |                                                                                  |

|  | Miracinonyx (ghepardo americano) |
|  |                                  |
|  | Puma (puma)                      |
|  |                                  |

|  | Herpailurus (yaguarondi)                                                         |
|  |                                                                                  |
|  | \| \| Miracinonyx (ghepardo americano) \| \| \| \| \| \| Puma (puma) \| \| \| \| |
|  |                                                                                  |
|  | Miracinonyx (ghepardo americano)                                                 |
|  |                                                                                  |
|  | Puma (puma)                                                                      |
|  |                                                                                  |

|  | Miracinonyx (ghepardo americano) |
|  |                                  |
|  | Puma (puma)                      |
|  |                                  |

|  | Herpailurus (yaguarondi)                                                         |
|  |                                                                                  |
|  | \| \| Miracinonyx (ghepardo americano) \| \| \| \| \| \| Puma (puma) \| \| \| \| |
|  |                                                                                  |
|  | Miracinonyx (ghepardo americano)                                                 |
|  |                                                                                  |
|  | Puma (puma)                                                                      |
|  |                                                                                  |

|  | Miracinonyx (ghepardo americano) |
|  |                                  |
|  | Puma (puma)                      |
|  |                                  |

|  | Herpailurus (yaguarondi)                                                         |
|  |                                                                                  |
|  | \| \| Miracinonyx (ghepardo americano) \| \| \| \| \| \| Puma (puma) \| \| \| \| |
|  |                                                                                  |
|  | Miracinonyx (ghepardo americano)                                                 |
|  |                                                                                  |
|  | Puma (puma)                                                                      |
|  |                                                                                  |

|  | Miracinonyx (ghepardo americano) |
|  |                                  |
|  | Puma (puma)                      |
|  |                                  |

|  | Machairodus                                                |
|  |                                                            |
|  | \| \| Homotherium \| \| \| \| \| \| Xenosmilus \| \| \| \| |
|  |                                                            |
|  | Homotherium                                                |
|  |                                                            |
|  | Xenosmilus                                                 |
|  |                                                            |

|  | Homotherium |
|  |             |
|  | Xenosmilus  |
|  |             |

|  | Machairodus                                                |
|  |                                                            |
|  | \| \| Homotherium \| \| \| \| \| \| Xenosmilus \| \| \| \| |
|  |                                                            |
|  | Homotherium                                                |
|  |                                                            |
|  | Xenosmilus                                                 |
|  |                                                            |

|  | Homotherium |
|  |             |
|  | Xenosmilus  |
|  |             |

|  | Smilodon gracilis                                                       |
|  |                                                                         |
|  | \| \| Smilodon populator \| \| \| \| \| \| Smilodon fatalis \| \| \| \| |
|  |                                                                         |
|  | Smilodon populator                                                      |
|  |                                                                         |
|  | Smilodon fatalis                                                        |
|  |                                                                         |

|  | Smilodon populator |
|  |                    |
|  | Smilodon fatalis   |
|  |                    |

|  | Smilodon gracilis                                                       |
|  |                                                                         |
|  | \| \| Smilodon populator \| \| \| \| \| \| Smilodon fatalis \| \| \| \| |
|  |                                                                         |
|  | Smilodon populator                                                      |
|  |                                                                         |
|  | Smilodon fatalis                                                        |
|  |                                                                         |

|  | Smilodon populator |
|  |                    |
|  | Smilodon fatalis   |
|  |                    |

|  | Smilodon gracilis                                                       |
|  |                                                                         |
|  | \| \| Smilodon populator \| \| \| \| \| \| Smilodon fatalis \| \| \| \| |
|  |                                                                         |
|  | Smilodon populator                                                      |
|  |                                                                         |
|  | Smilodon fatalis                                                        |
|  |                                                                         |

|  | Smilodon populator |
|  |                    |
|  | Smilodon fatalis   |
|  |                    |

|  | Smilodon gracilis                                                       |
|  |                                                                         |
|  | \| \| Smilodon populator \| \| \| \| \| \| Smilodon fatalis \| \| \| \| |
|  |                                                                         |
|  | Smilodon populator                                                      |
|  |                                                                         |
|  | Smilodon fatalis                                                        |
|  |                                                                         |

|  | Smilodon populator |
|  |                    |
|  | Smilodon fatalis   |
|  |                    |

|  | Machairodus                                                |
|  |                                                            |
|  | \| \| Homotherium \| \| \| \| \| \| Xenosmilus \| \| \| \| |
|  |                                                            |
|  | Homotherium                                                |
|  |                                                            |
|  | Xenosmilus                                                 |
|  |                                                            |

|  | Homotherium |
|  |             |
|  | Xenosmilus  |
|  |             |

|  | Machairodus                                                |
|  |                                                            |
|  | \| \| Homotherium \| \| \| \| \| \| Xenosmilus \| \| \| \| |
|  |                                                            |
|  | Homotherium                                                |
|  |                                                            |
|  | Xenosmilus                                                 |
|  |                                                            |

|  | Homotherium |
|  |             |
|  | Xenosmilus  |
|  |             |

|  | Smilodon gracilis                                                       |
|  |                                                                         |
|  | \| \| Smilodon populator \| \| \| \| \| \| Smilodon fatalis \| \| \| \| |
|  |                                                                         |
|  | Smilodon populator                                                      |
|  |                                                                         |
|  | Smilodon fatalis                                                        |
|  |                                                                         |

|  | Smilodon populator |
|  |                    |
|  | Smilodon fatalis   |
|  |                    |

|  | Smilodon gracilis                                                       |
|  |                                                                         |
|  | \| \| Smilodon populator \| \| \| \| \| \| Smilodon fatalis \| \| \| \| |
|  |                                                                         |
|  | Smilodon populator                                                      |
|  |                                                                         |
|  | Smilodon fatalis                                                        |
|  |                                                                         |

|  | Smilodon populator |
|  |                    |
|  | Smilodon fatalis   |
|  |                    |

|  | Smilodon gracilis                                                       |
|  |                                                                         |
|  | \| \| Smilodon populator \| \| \| \| \| \| Smilodon fatalis \| \| \| \| |
|  |                                                                         |
|  | Smilodon populator                                                      |
|  |                                                                         |
|  | Smilodon fatalis                                                        |
|  |                                                                         |

|  | Smilodon populator |
|  |                    |
|  | Smilodon fatalis   |
|  |                    |

|  | Smilodon gracilis                                                       |
|  |                                                                         |
|  | \| \| Smilodon populator \| \| \| \| \| \| Smilodon fatalis \| \| \| \| |
|  |                                                                         |
|  | Smilodon populator                                                      |
|  |                                                                         |
|  | Smilodon fatalis                                                        |
|  |                                                                         |

|  | Smilodon populator |
|  |                    |
|  | Smilodon fatalis   |
|  |                    |

|  | Machairodus                                                |
|  |                                                            |
|  | \| \| Homotherium \| \| \| \| \| \| Xenosmilus \| \| \| \| |
|  |                                                            |
|  | Homotherium                                                |
|  |                                                            |
|  | Xenosmilus                                                 |
|  |                                                            |

|  | Homotherium |
|  |             |
|  | Xenosmilus  |
|  |             |

|  | Machairodus                                                |
|  |                                                            |
|  | \| \| Homotherium \| \| \| \| \| \| Xenosmilus \| \| \| \| |
|  |                                                            |
|  | Homotherium                                                |
|  |                                                            |
|  | Xenosmilus                                                 |
|  |                                                            |

|  | Homotherium |
|  |             |
|  | Xenosmilus  |
|  |             |

|  | Smilodon gracilis                                                       |
|  |                                                                         |
|  | \| \| Smilodon populator \| \| \| \| \| \| Smilodon fatalis \| \| \| \| |
|  |                                                                         |
|  | Smilodon populator                                                      |
|  |                                                                         |
|  | Smilodon fatalis                                                        |
|  |                                                                         |

|  | Smilodon populator |
|  |                    |
|  | Smilodon fatalis   |
|  |                    |

|  | Smilodon gracilis                                                       |
|  |                                                                         |
|  | \| \| Smilodon populator \| \| \| \| \| \| Smilodon fatalis \| \| \| \| |
|  |                                                                         |
|  | Smilodon populator                                                      |
|  |                                                                         |
|  | Smilodon fatalis                                                        |
|  |                                                                         |

|  | Smilodon populator |
|  |                    |
|  | Smilodon fatalis   |
|  |                    |

|  | Smilodon gracilis                                                       |
|  |                                                                         |
|  | \| \| Smilodon populator \| \| \| \| \| \| Smilodon fatalis \| \| \| \| |
|  |                                                                         |
|  | Smilodon populator                                                      |
|  |                                                                         |
|  | Smilodon fatalis                                                        |
|  |                                                                         |

|  | Smilodon populator |
|  |                    |
|  | Smilodon fatalis   |
|  |                    |

|  | Smilodon gracilis                                                       |
|  |                                                                         |
|  | \| \| Smilodon populator \| \| \| \| \| \| Smilodon fatalis \| \| \| \| |
|  |                                                                         |
|  | Smilodon populator                                                      |
|  |                                                                         |
|  | Smilodon fatalis                                                        |
|  |                                                                         |

|  | Smilodon populator |
|  |                    |
|  | Smilodon fatalis   |
|  |                    |

|  | Machairodus                                                |
|  |                                                            |
|  | \| \| Homotherium \| \| \| \| \| \| Xenosmilus \| \| \| \| |
|  |                                                            |
|  | Homotherium                                                |
|  |                                                            |
|  | Xenosmilus                                                 |
|  |                                                            |

|  | Homotherium |
|  |             |
|  | Xenosmilus  |
|  |             |

|  | Machairodus                                                |
|  |                                                            |
|  | \| \| Homotherium \| \| \| \| \| \| Xenosmilus \| \| \| \| |
|  |                                                            |
|  | Homotherium                                                |
|  |                                                            |
|  | Xenosmilus                                                 |
|  |                                                            |

|  | Homotherium |
|  |             |
|  | Xenosmilus  |
|  |             |

|  | Smilodon gracilis                                                       |
|  |                                                                         |
|  | \| \| Smilodon populator \| \| \| \| \| \| Smilodon fatalis \| \| \| \| |
|  |                                                                         |
|  | Smilodon populator                                                      |
|  |                                                                         |
|  | Smilodon fatalis                                                        |
|  |                                                                         |

|  | Smilodon populator |
|  |                    |
|  | Smilodon fatalis   |
|  |                    |

|  | Smilodon gracilis                                                       |
|  |                                                                         |
|  | \| \| Smilodon populator \| \| \| \| \| \| Smilodon fatalis \| \| \| \| |
|  |                                                                         |
|  | Smilodon populator                                                      |
|  |                                                                         |
|  | Smilodon fatalis                                                        |
|  |                                                                         |

|  | Smilodon populator |
|  |                    |
|  | Smilodon fatalis   |
|  |                    |

|  | Smilodon gracilis                                                       |
|  |                                                                         |
|  | \| \| Smilodon populator \| \| \| \| \| \| Smilodon fatalis \| \| \| \| |
|  |                                                                         |
|  | Smilodon populator                                                      |
|  |                                                                         |
|  | Smilodon fatalis                                                        |
|  |                                                                         |

|  | Smilodon populator |
|  |                    |
|  | Smilodon fatalis   |
|  |                    |

|  | Smilodon gracilis                                                       |
|  |                                                                         |
|  | \| \| Smilodon populator \| \| \| \| \| \| Smilodon fatalis \| \| \| \| |
|  |                                                                         |
|  | Smilodon populator                                                      |
|  |                                                                         |
|  | Smilodon fatalis                                                        |
|  |                                                                         |

|  | Smilodon populator |
|  |                    |
|  | Smilodon fatalis   |
|  |                    |

|  | Herpailurus (yaguarondi)                                                         |
|  |                                                                                  |
|  | \| \| Miracinonyx (ghepardo americano) \| \| \| \| \| \| Puma (puma) \| \| \| \| |
|  |                                                                                  |
|  | Miracinonyx (ghepardo americano)                                                 |
|  |                                                                                  |
|  | Puma (puma)                                                                      |
|  |                                                                                  |

|  | Miracinonyx (ghepardo americano) |
|  |                                  |
|  | Puma (puma)                      |
|  |                                  |

|  | Herpailurus (yaguarondi)                                                         |
|  |                                                                                  |
|  | \| \| Miracinonyx (ghepardo americano) \| \| \| \| \| \| Puma (puma) \| \| \| \| |
|  |                                                                                  |
|  | Miracinonyx (ghepardo americano)                                                 |
|  |                                                                                  |
|  | Puma (puma)                                                                      |
|  |                                                                                  |

|  | Miracinonyx (ghepardo americano) |
|  |                                  |
|  | Puma (puma)                      |
|  |                                  |

|  | Herpailurus (yaguarondi)                                                         |
|  |                                                                                  |
|  | \| \| Miracinonyx (ghepardo americano) \| \| \| \| \| \| Puma (puma) \| \| \| \| |
|  |                                                                                  |
|  | Miracinonyx (ghepardo americano)                                                 |
|  |                                                                                  |
|  | Puma (puma)                                                                      |
|  |                                                                                  |

|  | Miracinonyx (ghepardo americano) |
|  |                                  |
|  | Puma (puma)                      |
|  |                                  |

|  | Herpailurus (yaguarondi)                                                         |
|  |                                                                                  |
|  | \| \| Miracinonyx (ghepardo americano) \| \| \| \| \| \| Puma (puma) \| \| \| \| |
|  |                                                                                  |
|  | Miracinonyx (ghepardo americano)                                                 |
|  |                                                                                  |
|  | Puma (puma)                                                                      |
|  |                                                                                  |

|  | Miracinonyx (ghepardo americano) |
|  |                                  |
|  | Puma (puma)                      |
|  |                                  |

|  | Herpailurus (yaguarondi)                                                         |
|  |                                                                                  |
|  | \| \| Miracinonyx (ghepardo americano) \| \| \| \| \| \| Puma (puma) \| \| \| \| |
|  |                                                                                  |
|  | Miracinonyx (ghepardo americano)                                                 |
|  |                                                                                  |
|  | Puma (puma)                                                                      |
|  |                                                                                  |

|  | Miracinonyx (ghepardo americano) |
|  |                                  |
|  | Puma (puma)                      |
|  |                                  |

|  | Herpailurus (yaguarondi)                                                         |
|  |                                                                                  |
|  | \| \| Miracinonyx (ghepardo americano) \| \| \| \| \| \| Puma (puma) \| \| \| \| |
|  |                                                                                  |
|  | Miracinonyx (ghepardo americano)                                                 |
|  |                                                                                  |
|  | Puma (puma)                                                                      |
|  |                                                                                  |

|  | Miracinonyx (ghepardo americano) |
|  |                                  |
|  | Puma (puma)                      |
|  |                                  |

|  | Herpailurus (yaguarondi)                                                         |
|  |                                                                                  |
|  | \| \| Miracinonyx (ghepardo americano) \| \| \| \| \| \| Puma (puma) \| \| \| \| |
|  |                                                                                  |
|  | Miracinonyx (ghepardo americano)                                                 |
|  |                                                                                  |
|  | Puma (puma)                                                                      |
|  |                                                                                  |

|  | Miracinonyx (ghepardo americano) |
|  |                                  |
|  | Puma (puma)                      |
|  |                                  |

|  | Herpailurus (yaguarondi)                                                         |
|  |                                                                                  |
|  | \| \| Miracinonyx (ghepardo americano) \| \| \| \| \| \| Puma (puma) \| \| \| \| |
|  |                                                                                  |
|  | Miracinonyx (ghepardo americano)                                                 |
|  |                                                                                  |
|  | Puma (puma)                                                                      |
|  |                                                                                  |

|  | Miracinonyx (ghepardo americano) |
|  |                                  |
|  | Puma (puma)                      |
|  |                                  |

|  | Herpailurus (yaguarondi)                                                         |
|  |                                                                                  |
|  | \| \| Miracinonyx (ghepardo americano) \| \| \| \| \| \| Puma (puma) \| \| \| \| |
|  |                                                                                  |
|  | Miracinonyx (ghepardo americano)                                                 |
|  |                                                                                  |
|  | Puma (puma)                                                                      |
|  |                                                                                  |

|  | Miracinonyx (ghepardo americano) |
|  |                                  |
|  | Puma (puma)                      |
|  |                                  |

|  | Herpailurus (yaguarondi)                                                         |
|  |                                                                                  |
|  | \| \| Miracinonyx (ghepardo americano) \| \| \| \| \| \| Puma (puma) \| \| \| \| |
|  |                                                                                  |
|  | Miracinonyx (ghepardo americano)                                                 |
|  |                                                                                  |
|  | Puma (puma)                                                                      |
|  |                                                                                  |

|  | Miracinonyx (ghepardo americano) |
|  |                                  |
|  | Puma (puma)                      |
|  |                                  |

|  | Herpailurus (yaguarondi)                                                         |
|  |                                                                                  |
|  | \| \| Miracinonyx (ghepardo americano) \| \| \| \| \| \| Puma (puma) \| \| \| \| |
|  |                                                                                  |
|  | Miracinonyx (ghepardo americano)                                                 |
|  |                                                                                  |
|  | Puma (puma)                                                                      |
|  |                                                                                  |

|  | Miracinonyx (ghepardo americano) |
|  |                                  |
|  | Puma (puma)                      |
|  |                                  |

|  | Herpailurus (yaguarondi)                                                         |
|  |                                                                                  |
|  | \| \| Miracinonyx (ghepardo americano) \| \| \| \| \| \| Puma (puma) \| \| \| \| |
|  |                                                                                  |
|  | Miracinonyx (ghepardo americano)                                                 |
|  |                                                                                  |
|  | Puma (puma)                                                                      |
|  |                                                                                  |

|  | Miracinonyx (ghepardo americano) |
|  |                                  |
|  | Puma (puma)                      |
|  |                                  |

|  | Herpailurus (yaguarondi)                                                         |
|  |                                                                                  |
|  | \| \| Miracinonyx (ghepardo americano) \| \| \| \| \| \| Puma (puma) \| \| \| \| |
|  |                                                                                  |
|  | Miracinonyx (ghepardo americano)                                                 |
|  |                                                                                  |
|  | Puma (puma)                                                                      |
|  |                                                                                  |

|  | Miracinonyx (ghepardo americano) |
|  |                                  |
|  | Puma (puma)                      |
|  |                                  |

|  | Herpailurus (yaguarondi)                                                         |
|  |                                                                                  |
|  | \| \| Miracinonyx (ghepardo americano) \| \| \| \| \| \| Puma (puma) \| \| \| \| |
|  |                                                                                  |
|  | Miracinonyx (ghepardo americano)                                                 |
|  |                                                                                  |
|  | Puma (puma)                                                                      |
|  |                                                                                  |

|  | Miracinonyx (ghepardo americano) |
|  |                                  |
|  | Puma (puma)                      |
|  |                                  |

|  | Herpailurus (yaguarondi)                                                         |
|  |                                                                                  |
|  | \| \| Miracinonyx (ghepardo americano) \| \| \| \| \| \| Puma (puma) \| \| \| \| |
|  |                                                                                  |
|  | Miracinonyx (ghepardo americano)                                                 |
|  |                                                                                  |
|  | Puma (puma)                                                                      |
|  |                                                                                  |

|  | Miracinonyx (ghepardo americano) |
|  |                                  |
|  | Puma (puma)                      |
|  |                                  |

|  | Herpailurus (yaguarondi)                                                         |
|  |                                                                                  |
|  | \| \| Miracinonyx (ghepardo americano) \| \| \| \| \| \| Puma (puma) \| \| \| \| |
|  |                                                                                  |
|  | Miracinonyx (ghepardo americano)                                                 |
|  |                                                                                  |
|  | Puma (puma)                                                                      |
|  |                                                                                  |

|  | Miracinonyx (ghepardo americano) |
|  |                                  |
|  | Puma (puma)                      |
|  |                                  |

|  | Machairodus                                                |
|  |                                                            |
|  | \| \| Homotherium \| \| \| \| \| \| Xenosmilus \| \| \| \| |
|  |                                                            |
|  | Homotherium                                                |
|  |                                                            |
|  | Xenosmilus                                                 |
|  |                                                            |

|  | Homotherium |
|  |             |
|  | Xenosmilus  |
|  |             |

|  | Machairodus                                                |
|  |                                                            |
|  | \| \| Homotherium \| \| \| \| \| \| Xenosmilus \| \| \| \| |
|  |                                                            |
|  | Homotherium                                                |
|  |                                                            |
|  | Xenosmilus                                                 |
|  |                                                            |

|  | Homotherium |
|  |             |
|  | Xenosmilus  |
|  |             |

|  | Smilodon gracilis                                                       |
|  |                                                                         |
|  | \| \| Smilodon populator \| \| \| \| \| \| Smilodon fatalis \| \| \| \| |
|  |                                                                         |
|  | Smilodon populator                                                      |
|  |                                                                         |
|  | Smilodon fatalis                                                        |
|  |                                                                         |

|  | Smilodon populator |
|  |                    |
|  | Smilodon fatalis   |
|  |                    |

|  | Smilodon gracilis                                                       |
|  |                                                                         |
|  | \| \| Smilodon populator \| \| \| \| \| \| Smilodon fatalis \| \| \| \| |
|  |                                                                         |
|  | Smilodon populator                                                      |
|  |                                                                         |
|  | Smilodon fatalis                                                        |
|  |                                                                         |

|  | Smilodon populator |
|  |                    |
|  | Smilodon fatalis   |
|  |                    |

|  | Smilodon gracilis                                                       |
|  |                                                                         |
|  | \| \| Smilodon populator \| \| \| \| \| \| Smilodon fatalis \| \| \| \| |
|  |                                                                         |
|  | Smilodon populator                                                      |
|  |                                                                         |
|  | Smilodon fatalis                                                        |
|  |                                                                         |

|  | Smilodon populator |
|  |                    |
|  | Smilodon fatalis   |
|  |                    |

|  | Smilodon gracilis                                                       |
|  |                                                                         |
|  | \| \| Smilodon populator \| \| \| \| \| \| Smilodon fatalis \| \| \| \| |
|  |                                                                         |
|  | Smilodon populator                                                      |
|  |                                                                         |
|  | Smilodon fatalis                                                        |
|  |                                                                         |

|  | Smilodon populator |
|  |                    |
|  | Smilodon fatalis   |
|  |                    |

|  | Machairodus                                                |
|  |                                                            |
|  | \| \| Homotherium \| \| \| \| \| \| Xenosmilus \| \| \| \| |
|  |                                                            |
|  | Homotherium                                                |
|  |                                                            |
|  | Xenosmilus                                                 |
|  |                                                            |

|  | Homotherium |
|  |             |
|  | Xenosmilus  |
|  |             |

|  | Machairodus                                                |
|  |                                                            |
|  | \| \| Homotherium \| \| \| \| \| \| Xenosmilus \| \| \| \| |
|  |                                                            |
|  | Homotherium                                                |
|  |                                                            |
|  | Xenosmilus                                                 |
|  |                                                            |

|  | Homotherium |
|  |             |
|  | Xenosmilus  |
|  |             |

|  | Smilodon gracilis                                                       |
|  |                                                                         |
|  | \| \| Smilodon populator \| \| \| \| \| \| Smilodon fatalis \| \| \| \| |
|  |                                                                         |
|  | Smilodon populator                                                      |
|  |                                                                         |
|  | Smilodon fatalis                                                        |
|  |                                                                         |

|  | Smilodon populator |
|  |                    |
|  | Smilodon fatalis   |
|  |                    |

|  | Smilodon gracilis                                                       |
|  |                                                                         |
|  | \| \| Smilodon populator \| \| \| \| \| \| Smilodon fatalis \| \| \| \| |
|  |                                                                         |
|  | Smilodon populator                                                      |
|  |                                                                         |
|  | Smilodon fatalis                                                        |
|  |                                                                         |

|  | Smilodon populator |
|  |                    |
|  | Smilodon fatalis   |
|  |                    |

|  | Smilodon gracilis                                                       |
|  |                                                                         |
|  | \| \| Smilodon populator \| \| \| \| \| \| Smilodon fatalis \| \| \| \| |
|  |                                                                         |
|  | Smilodon populator                                                      |
|  |                                                                         |
|  | Smilodon fatalis                                                        |
|  |                                                                         |

|  | Smilodon populator |
|  |                    |
|  | Smilodon fatalis   |
|  |                    |

|  | Smilodon gracilis                                                       |
|  |                                                                         |
|  | \| \| Smilodon populator \| \| \| \| \| \| Smilodon fatalis \| \| \| \| |
|  |                                                                         |
|  | Smilodon populator                                                      |
|  |                                                                         |
|  | Smilodon fatalis                                                        |
|  |                                                                         |

|  | Smilodon populator |
|  |                    |
|  | Smilodon fatalis   |
|  |                    |

|  | Machairodus                                                |
|  |                                                            |
|  | \| \| Homotherium \| \| \| \| \| \| Xenosmilus \| \| \| \| |
|  |                                                            |
|  | Homotherium                                                |
|  |                                                            |
|  | Xenosmilus                                                 |
|  |                                                            |

|  | Homotherium |
|  |             |
|  | Xenosmilus  |
|  |             |

|  | Machairodus                                                |
|  |                                                            |
|  | \| \| Homotherium \| \| \| \| \| \| Xenosmilus \| \| \| \| |
|  |                                                            |
|  | Homotherium                                                |
|  |                                                            |
|  | Xenosmilus                                                 |
|  |                                                            |

|  | Homotherium |
|  |             |
|  | Xenosmilus  |
|  |             |

|  | Smilodon gracilis                                                       |
|  |                                                                         |
|  | \| \| Smilodon populator \| \| \| \| \| \| Smilodon fatalis \| \| \| \| |
|  |                                                                         |
|  | Smilodon populator                                                      |
|  |                                                                         |
|  | Smilodon fatalis                                                        |
|  |                                                                         |

|  | Smilodon populator |
|  |                    |
|  | Smilodon fatalis   |
|  |                    |

|  | Smilodon gracilis                                                       |
|  |                                                                         |
|  | \| \| Smilodon populator \| \| \| \| \| \| Smilodon fatalis \| \| \| \| |
|  |                                                                         |
|  | Smilodon populator                                                      |
|  |                                                                         |
|  | Smilodon fatalis                                                        |
|  |                                                                         |

|  | Smilodon populator |
|  |                    |
|  | Smilodon fatalis   |
|  |                    |

|  | Smilodon gracilis                                                       |
|  |                                                                         |
|  | \| \| Smilodon populator \| \| \| \| \| \| Smilodon fatalis \| \| \| \| |
|  |                                                                         |
|  | Smilodon populator                                                      |
|  |                                                                         |
|  | Smilodon fatalis                                                        |
|  |                                                                         |

|  | Smilodon populator |
|  |                    |
|  | Smilodon fatalis   |
|  |                    |

|  | Smilodon gracilis                                                       |
|  |                                                                         |
|  | \| \| Smilodon populator \| \| \| \| \| \| Smilodon fatalis \| \| \| \| |
|  |                                                                         |
|  | Smilodon populator                                                      |
|  |                                                                         |
|  | Smilodon fatalis                                                        |
|  |                                                                         |

|  | Smilodon populator |
|  |                    |
|  | Smilodon fatalis   |
|  |                    |

|  | Machairodus                                                |
|  |                                                            |
|  | \| \| Homotherium \| \| \| \| \| \| Xenosmilus \| \| \| \| |
|  |                                                            |
|  | Homotherium                                                |
|  |                                                            |
|  | Xenosmilus                                                 |
|  |                                                            |

|  | Homotherium |
|  |             |
|  | Xenosmilus  |
|  |             |

|  | Machairodus                                                |
|  |                                                            |
|  | \| \| Homotherium \| \| \| \| \| \| Xenosmilus \| \| \| \| |
|  |                                                            |
|  | Homotherium                                                |
|  |                                                            |
|  | Xenosmilus                                                 |
|  |                                                            |

|  | Homotherium |
|  |             |
|  | Xenosmilus  |
|  |             |

|  | Smilodon gracilis                                                       |
|  |                                                                         |
|  | \| \| Smilodon populator \| \| \| \| \| \| Smilodon fatalis \| \| \| \| |
|  |                                                                         |
|  | Smilodon populator                                                      |
|  |                                                                         |
|  | Smilodon fatalis                                                        |
|  |                                                                         |

|  | Smilodon populator |
|  |                    |
|  | Smilodon fatalis   |
|  |                    |

|  | Smilodon gracilis                                                       |
|  |                                                                         |
|  | \| \| Smilodon populator \| \| \| \| \| \| Smilodon fatalis \| \| \| \| |
|  |                                                                         |
|  | Smilodon populator                                                      |
|  |                                                                         |
|  | Smilodon fatalis                                                        |
|  |                                                                         |

|  | Smilodon populator |
|  |                    |
|  | Smilodon fatalis   |
|  |                    |

|  | Smilodon gracilis                                                       |
|  |                                                                         |
|  | \| \| Smilodon populator \| \| \| \| \| \| Smilodon fatalis \| \| \| \| |
|  |                                                                         |
|  | Smilodon populator                                                      |
|  |                                                                         |
|  | Smilodon fatalis                                                        |
|  |                                                                         |

|  | Smilodon populator |
|  |                    |
|  | Smilodon fatalis   |
|  |                    |

|  | Smilodon gracilis                                                       |
|  |                                                                         |
|  | \| \| Smilodon populator \| \| \| \| \| \| Smilodon fatalis \| \| \| \| |
|  |                                                                         |
|  | Smilodon populator                                                      |
|  |                                                                         |
|  | Smilodon fatalis                                                        |
|  |                                                                         |

|  | Smilodon populator |
|  |                    |
|  | Smilodon fatalis   |
|  |                    |

## Paleobiologia

### Dieta

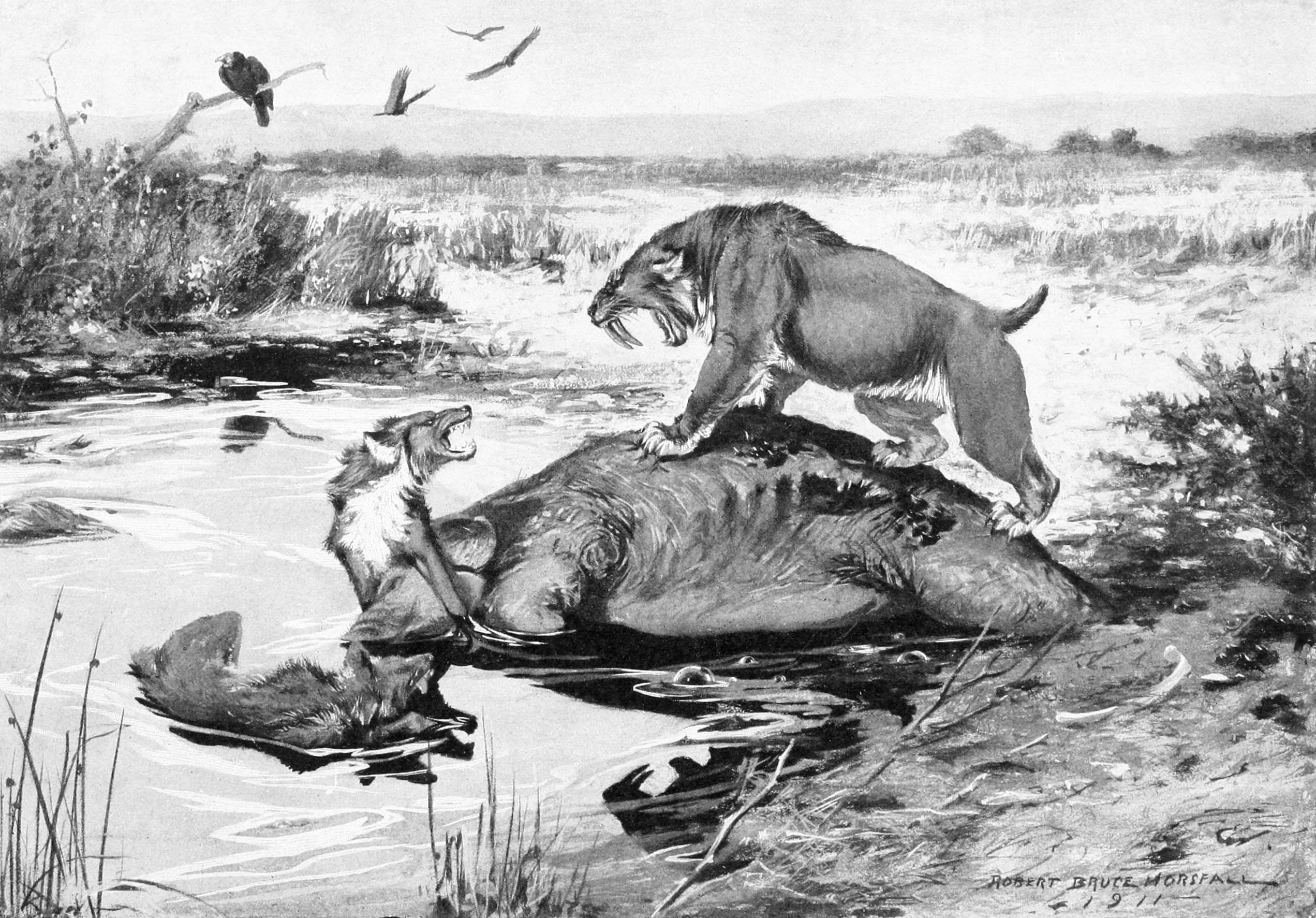
Ricostruzione di un S. fatalis mentre difende la carcassa di un mammut colombiano da dei lupi terribili in un affioramento di catrame a Rancho La Brea, di Robert Bruce Horsfall, 1913

Lo smilodonte era uno dei superpredatori del suo tempo, cacciando principalmente grandi mammiferi. Gli isotopi conservati nelle ossa di S. fatalis a La Brea Tar Pits hanno rivelato che ruminanti come il bisonte antico (Bison antiquus, una specie di bisonte americano molto più grande del moderno bisonte americano) e i cammelli giganti (Camelops) erano tra le prede favorite da questa specie. Inoltre, gli isotopi conservati nello smalto dei denti di esemplari di S. gracilis dalla Florida mostrano che questa specie si nutriva anche del pècari Platygonus e del lama Hemiauchenia. In rari casi, gli smilodonti potrebbero aver attaccato anche i glyptodonti, come dimostrerebbe un cranio di Glyptotherium che reca dei segni di un morso, coerenti con le dimensioni e il diametro dei canini di questi animali. Il cranio apparteneva ad un glyptodonte giovane, il cui scudo encefalico non si era ancora completamente sviluppato, il che fa supporre che gli smilodonti mirassero solo agli esemplari più giovani la cui corazza non si era ancora formata completamente. Studi isotopici delle ossa del lupo terribile (Aenocyon dirus) e del leone americano (Panthera atrox) mostrano che entrambi cacciavano le stesse prede di S. fatalis, il che suggerisce che i tre fossero in competizione. Un'analisi più dettagliata degli isotopi, tuttavia, indica che S. fatalis prediligeva i grandi erbivori che abitavano le aree boschive, come tapiri, cervi e bisonti, mentre i lupi terribili preferivano cacciare nelle praterie aperte. La disponibilità di prede nella zona di Rancho La Brea era, probabilmente, paragonabile alla moderna savana africana orientale.
Quando lo smilodonte emigrò in Sud America, la sua dieta cambiò di conseguenza; in Sud America non vi erano bisonti, i cavalli e i proboscidati erano diversi e gli ungulati nativi come i toxodonti e i litopterni erano completamente sconosciuti all'animale. Tuttavia, la specie S. populator non solo riuscì ad adattarsi a questi nuovi tipi di prede ma prosperò abbondantemente, come i suoi parenti in Nord America. L'analisi isotopica della specie S. populator suggerisce che le sue prede principali includevano: Toxodon platensis, Pachyarmatherium, Holmesina, alcune specie del genere Panochthus, Palaeolama, Catonyx, Equus neogeus ed il caimano dal muso largo. Questa analisi indicherebbe inoltre che S. populator cacciava sia in habitat aperti che in quelli boschivi. Le differenze di dimensioni e morfologia tra le specie nordamericane e quella sudamericana potrebbero essere dovute alla differenza di prede tra i due continenti. È probabile che lo smilodonte non fosse in grado di cibarsi delle ossa delle sue prede, proprio a causa della sua dentatura, potendo nutrirsi solo dei tessuti molli, lasciando molto cibo per gli animali spazzini. È inoltre possibile che lo smilodonte potesse sottrarre le prede di altri carnivori, come i lupi terribili. Lo stesso smilodonte in passato era stato ipotizzato come un animale completamente spazzino, che usava i suoi lunghi canini per spaventare gli altri predatori e sottrargli le prede appena uccise, ma questa teoria non è supportata, poiché nessun mammifero terrestre moderno è completamente spazzino.

### Caccia

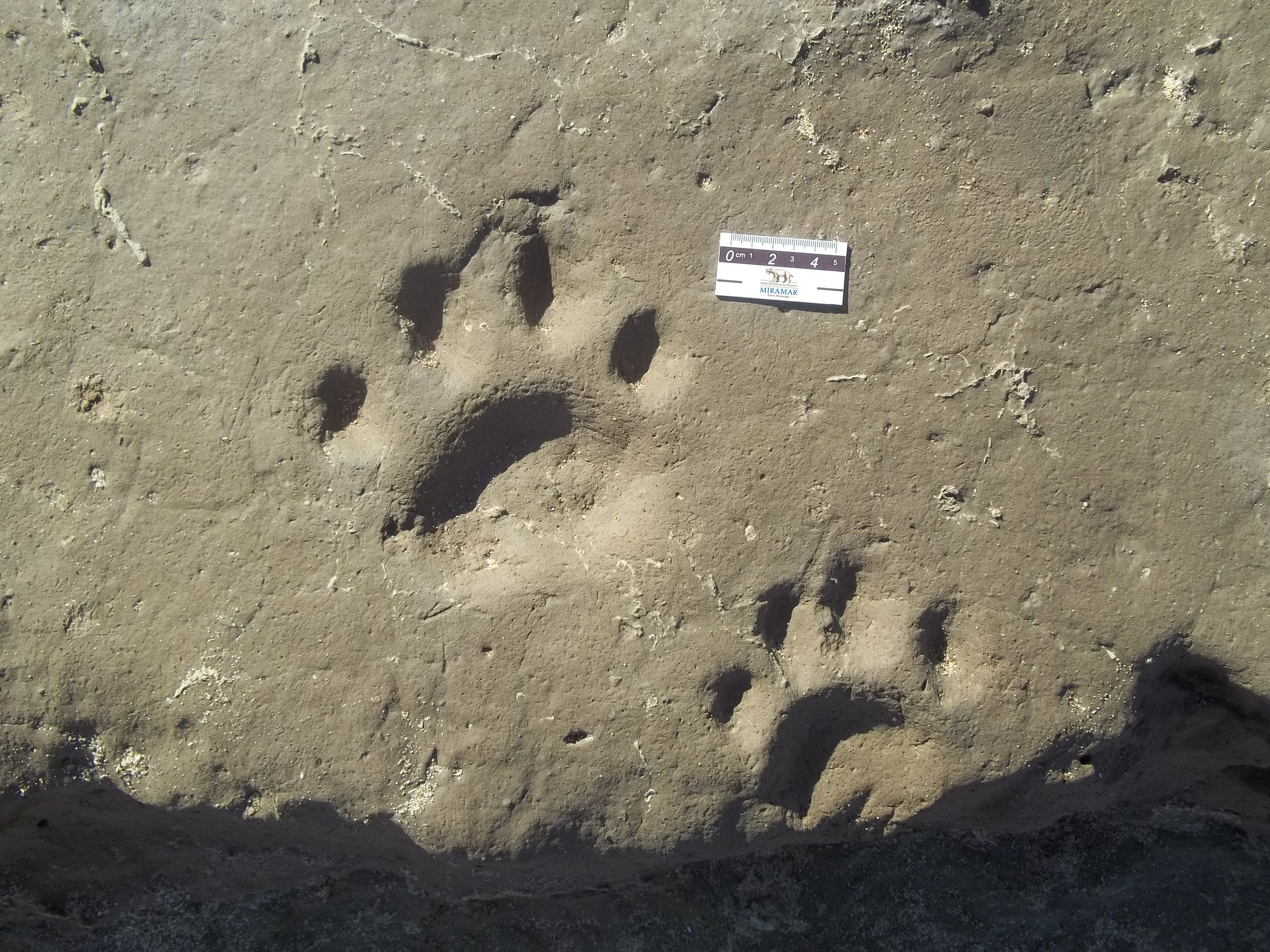
Impronte dall'Argentina che potrebbero appartenere a Smilodon

Il cervello dello smilodonte aveva schemi sulcalini simili a quelli dei felini moderni, il che suggerisce una maggiore complessità delle regioni del cervello che controllano il senso dell'udito, della vista e della coordinazione degli arti. I felini dai denti a sciabola in generale avevano occhi relativamente piccoli che non erano rivolti in avanti come quelli dei felini moderni, che hanno una buona visione binoculare che li aiuta a muoversi sugli alberi e a percepire meglio la profondità. Lo smilodonte era probabilmente un predatore da imboscata che si nascondeva nella fitta vegetazione tendendo agguati alle sue prede. Ciò verrebbe supportato anche dalle proporzioni degli arti, simili a quelle dei felini moderni che vivono nelle foreste, inoltre la corta coda dell'animale non lo avrebbe aiutato a bilanciarsi in una corsa sostenuta. A differenza del suo antenato Megantereon, che si pensa fosse almeno parzialmente in grado di arrampicarsi, lo smilodonte era probabilmente completamente terrestre, per via del maggiore peso e per la mancanza di adattamenti all'arrampicata. Delle impronte ritrovate in Argentina, denominate Felipeda miramarensis nel 2019, potrebbero essere state lasciate proprio da uno smilodonte. Se correttamente identificate, le tracce indicano che l'animale aveva artigli completamente retrattili, piedi plantigradi, mancavano di forti capacità di supinazione nelle zampe, arti anteriori particolarmente robusti rispetto agli arti posteriori, ed era probabilmente un predatore da imboscate.
L'osso del tallone dello smilodonte era piuttosto lungo, il che suggerisce che fosse un buon saltatore. I suoi muscoli flessori ed estensori ben sviluppati negli avambracci probabilmente gli permettevano di tirare verso il basso e di trattenere saldamente le grandi prede. L'analisi delle sezioni trasversali dell'omero di S. fatalis indica che l'osso fosse rafforzato dall'ispessimento corticale a tal punto che sarebbero state in grado di sostenere un carico maggiore di quelle dei grandi felini odierni o dell'estinto leone americano. L'ispessimento dei femori di S. fatalis, invece, rientrava nella gamma dei felidi odierni. I lunghi canini dell'animale erano fragili e non erano in grado di mordere e spezzare ossa; a causa del rischio di rottura dei lunghi canini, questi felini dovevano sottomettere e trattenere la loro preda con i loro potenti arti anteriori prima che potessero usare i loro canini, che, probabilmente, venivano usati per infliggere veloci morsi per aprire profonde ferite, piuttosto che i morsi lenti usati per soffocare, tipicamente usati dai felini moderni. Tuttavia, in rare occasioni, come evidenziato dai fossili, gli smilodonti erano disposti anche a rischiare di mordere le ossa con i canini. Questo comportamento potrebbe, tuttavia, essere stato utilizzato solo in combattimenti intraspecifici o contro potenziali minacce come altri carnivori.

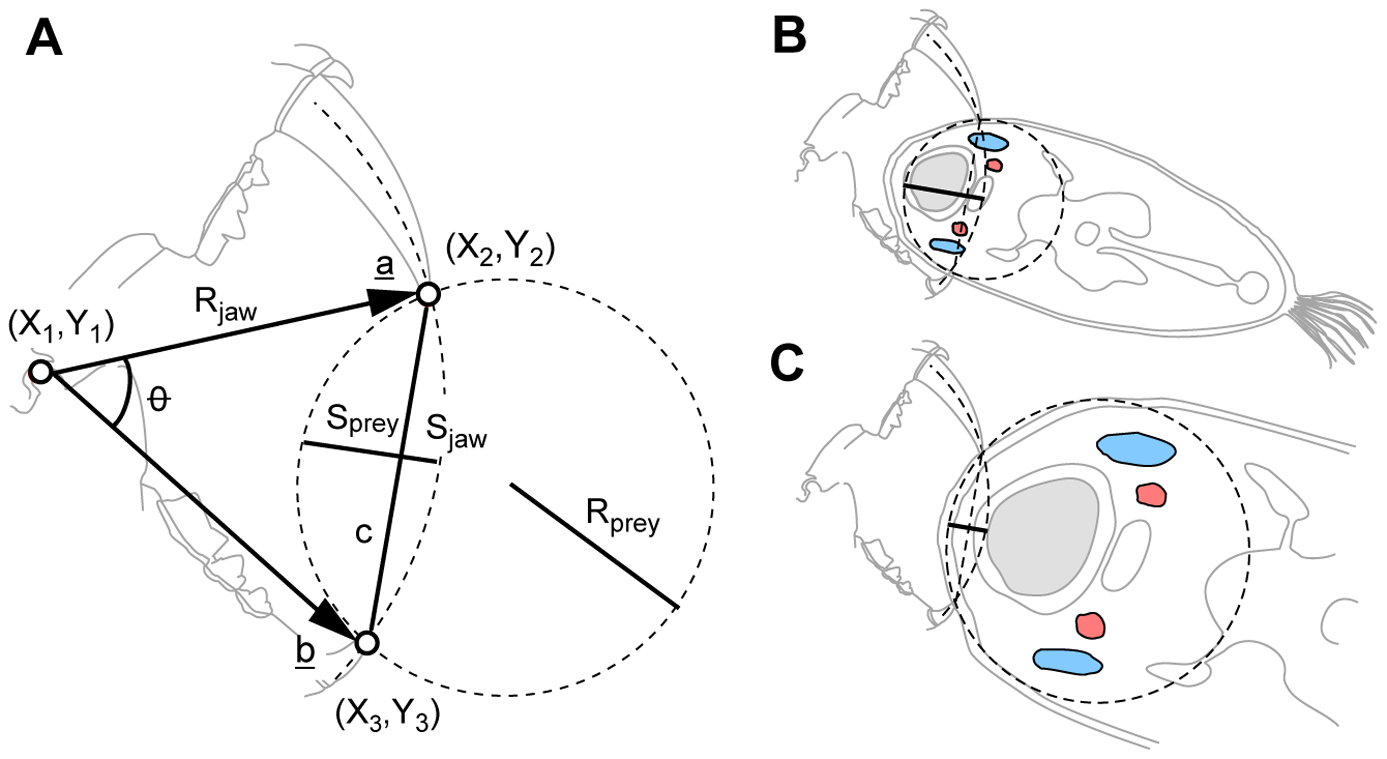
Apertura massima (A) e ricostruzioni del morso al collo di prede di diverse dimensioni (B, C)

È ancora altamente dibattuto come lo smilodonte uccidesse le sue prede. Tradizionalmente, la teoria più popolare è che l'animale infliggesse un profondo morso alla gola della sua preda, recidendo con i lunghi canini la trachea o le vene giugulari dissanguando la velocemente la preda. Un'altra ipotesi suggerisce che lo smilodonte prendesse di mira il ventre delle proprie prede. Tuttavia, tale ipotesi è controversa, poiché la curvatura del ventre delle sue prede avrebbe probabilmente impedito all'animale di avere una buona presa per mettere a segno un morso letale. Riguardo a come lo smilodonte infliggesse il morso, l'ipotesi più popolare è quella del morso "a taglio canino", dove la flessione del collo e la rotazione del cranio avrebbero aiutato nell'infliggere il morso, ma questa teoria potrebbe essere meccanicamente impossibile. Tuttavia, le prove dal confronto con Homotherium suggeriscono che lo smilodonte era pienamente capace di utilizzare il morso a taglio canino come principale mezzo per uccidere la preda. Ciò era reso possibile dal suo cranio spesso e un osso trabecolare relativamente piccolo, mentre Homotherium aveva un osso trabecolare più grande ed un morso più simile a quello di leone odierno. La scoperta, fatta da Figueirido & Lautenschlager et al., pubblicata nel 2020, suggerisce adattamenti ecologici estremamente diversi in entrambi i machairodonti. Le flange mandibolari potrebbero aver contribuito alla resistenza alle forze di flessione quando la mandibola veniva distesa contro la pelle della preda.

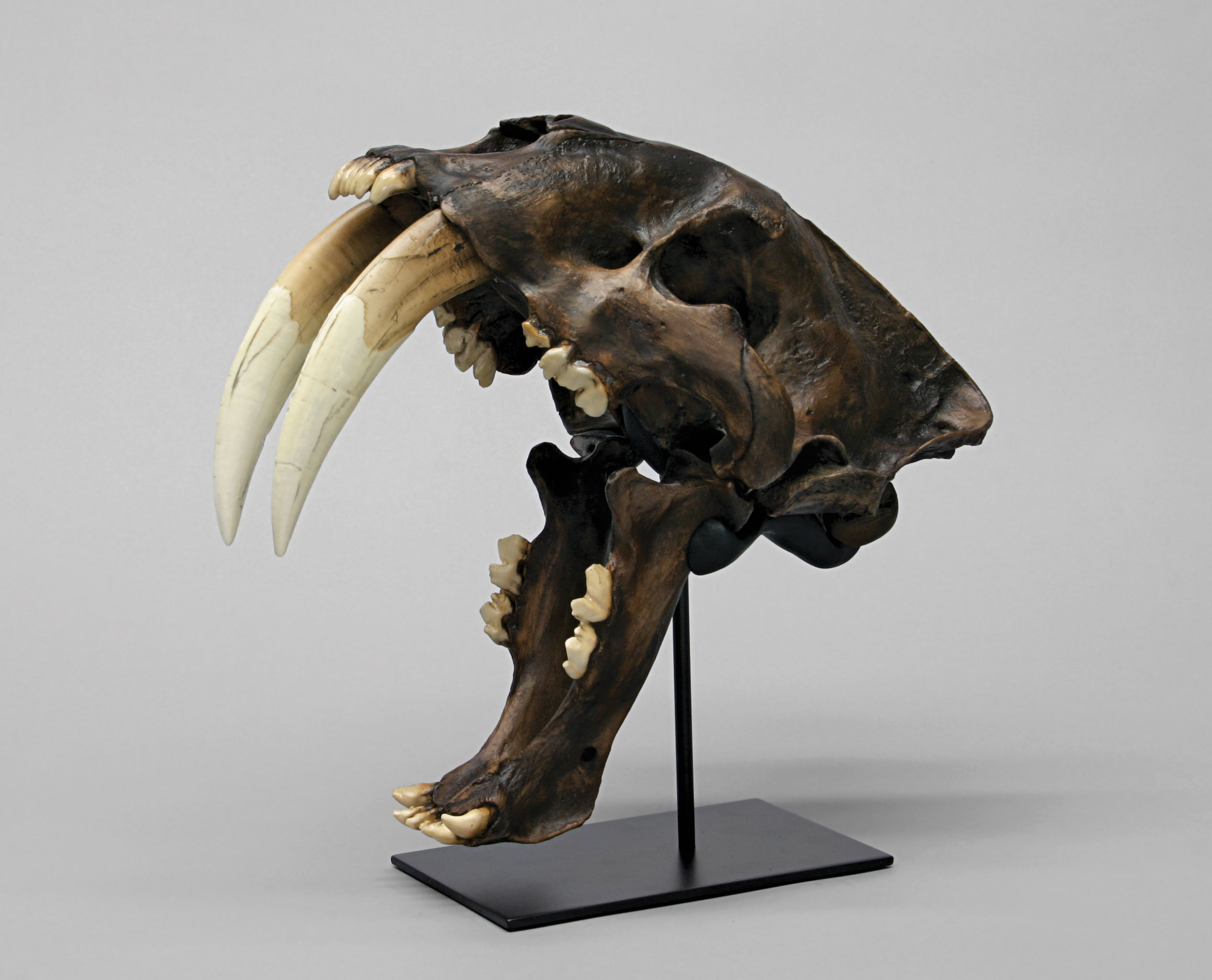
Cranio S. fatalis da La Brea, con la bocca nella sua massima apertura

Gli incisivi sporgenti erano disposti ad arco e servivano per tenere ferma la preda e stabilizzarla durante il morso. La superficie di contatto tra la corona canina e la gengiva era ingrandita, il che contribuiva a stabilizzare il dente e aiutava l'animale a percepire quando il dente era penetrato nella sua massima estensione. Poiché i felini dai denti a sciabola avevano generalmente un forame infraorbitale (apertura) relativamente grande nel cranio, che ospitava i nervi associati alle vibrisse, è stato suggerito che i sensi migliorati avrebbero aiutato la precisione dei felini quando mordevano al di fuori del loro campo visivo e prevenire così la rottura dei canini. I carnassiali, a forma di lama, venivano usati per tagliare la pelle per accedere alla carne sottostante e i molari ridotti suggeriscono che erano meno adatti a schiacciare le ossa rispetto ai felini odierni. Siccome tutti i felini odierni tagliano il proprio cibo con i carnassiali laterali, il cibo entra nella bocca di lato e non attraverso gli incisivi anteriori tra i canini, per questo i felini non hanno bisogno di spalancare la bocca per mangiare. La stessa cosa doveva valere per lo smilodonte, pertanto i lunghi canini non sarebbero stati un intralcio durante l'alimentazione.
Nonostante fosse più ben più robusto rispetto ad altri grandi felini, lo smilodonte aveva un morso relativamente debole. I grandi felini moderni presentano archi zigomatici più pronunciati, mentre nello smilodonte erano più piccoli, limitando lo spessore e quindi la forza, dei muscoli temporali. Da una ricerca si evince che avesse una potenza del morso 1/3 di quella di un leone (il quoziente di forza del morso misurato per il leone è di 112). Sembra esserci una regola generale per cui i felini dai denti a sciabola con i canini più grandi avevano morsi proporzionalmente più deboli. Le analisi sulla resistenza alla flessione dei canini (la capacità dei canini di resistere alle forze di flessione senza rompersi) e le forze del morso indicano che i denti dei felini dai denti a sciabola erano più forti rispetto alla forza del morso rispetto a quelli dei grandi felini moderni. Inoltre, l'apertura delle fauci delle smilodonte potrebbe aver raggiunto quasi i 120 gradi, mentre quella del leone odierno raggiunge appena i 65 gradi. Ciò rende l'apertura delle fauci dell'animale abbastanza ampia da consentire allo smilodonte di afferrare grosse prede nonostante i lunghi canini. Uno studio del 2018 ha confrontato il comportamento predatorio di S. fatalis e di Homotherium serum e ha scoperto che il primo aveva un cranio forte ma dotato di un osso trabecolare piccolo per un'azione del morso atta ad affondare nella carne della preda, mentre il secondo aveva un osso trabecolare più grande e utilizzava un morso più simile ad una pinza, più simile a quello dei leoni. I due avrebbero quindi rivestito nicchie ecologiche distinte.

### Trappole naturali

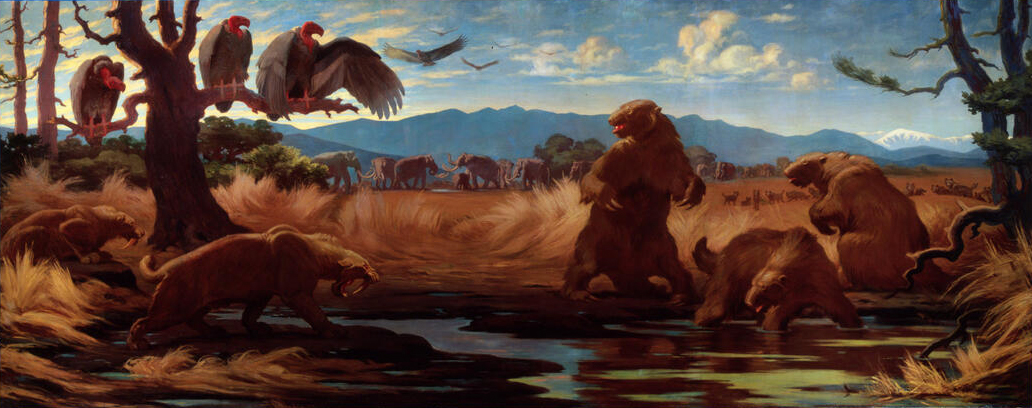
Ricostruzione di Charles R. Knight (1921) della fauna preistorica di La Brea, con, da sinistra verso destra, S. fatalis, Teratornis, Mammut columbiani e Paramylodon

Molti esemplari di smilodonte sono stati estratti da pozzi di catrame, che in età preistorica fungevano da trappole naturali non solo per i carnivori, ma per tutti gli animali della zona. Queste pozze di catrame esposte venivano scambiate dagli erbivori per pozze d'acqua, attirandone in gran numero che rimanevano poi impantanati nel catrame morendo in seguito di stenti o dalla fatica nel tentativo di liberarsi. Le loro carcasse o i loro tentativi di liberarsi attiravano quindi i predatori che rimanevano intrappolati a loro volta. Le più famose di queste trappole si trovano a La Brea a Los Angeles, le quali hanno restituito oltre 166 000 esemplari di S. fatalis che formano la più grande collezione al mondo di questa specie. I sedimenti di queste fosse si sono accumulati da 40 000 a 10 000 anni fa, nel Pleistocene superiore. Gli animali intrappolati venivano seppelliti rapidamente; Il 90% delle ossa ritrovate appartengono a predatori.
Le Talara Tar Filtra in Perù rappresentano uno scenario simile e anch'esse hanno restituito numerosi fossili di smilodonte. A differenza di La Brea, molte delle ossa qui ritrovate sono rotte o mostravano segni di erosione. Ciò potrebbe essere dovuto al fatto che gli strati sono meno profondi, quindi il movimento degli animali rimasti intrappolati potrebbe aver danneggiato le ossa degli animali che vi erano già morti in precedenza. Molti dei carnivori a Talara erano individui giovani, forse indicando che gli animali inesperti e meno in forma avevano maggiori possibilità di rimanere intrappolati. Inizialmente, Peter Wilhelm Lund pensava che il ritrovamento di cumuli d'ossa di smilodonte insieme a quelle di animali erbivori nelle grotte di Lagoa Santa fosse la prova che questi animali usassero le grotte come tane dove trascinavano le carcasse delle loro prede. Tuttavia, oggi si pensa che i resti di questi animali siano stati portati nelle grotte dalle forti piogge, sebbene sia possibile che alcuni animali possano essersi avventurati nelle grotte in cerca di cibo rimanendovi poi bloccati dentro.

### Vita sociale

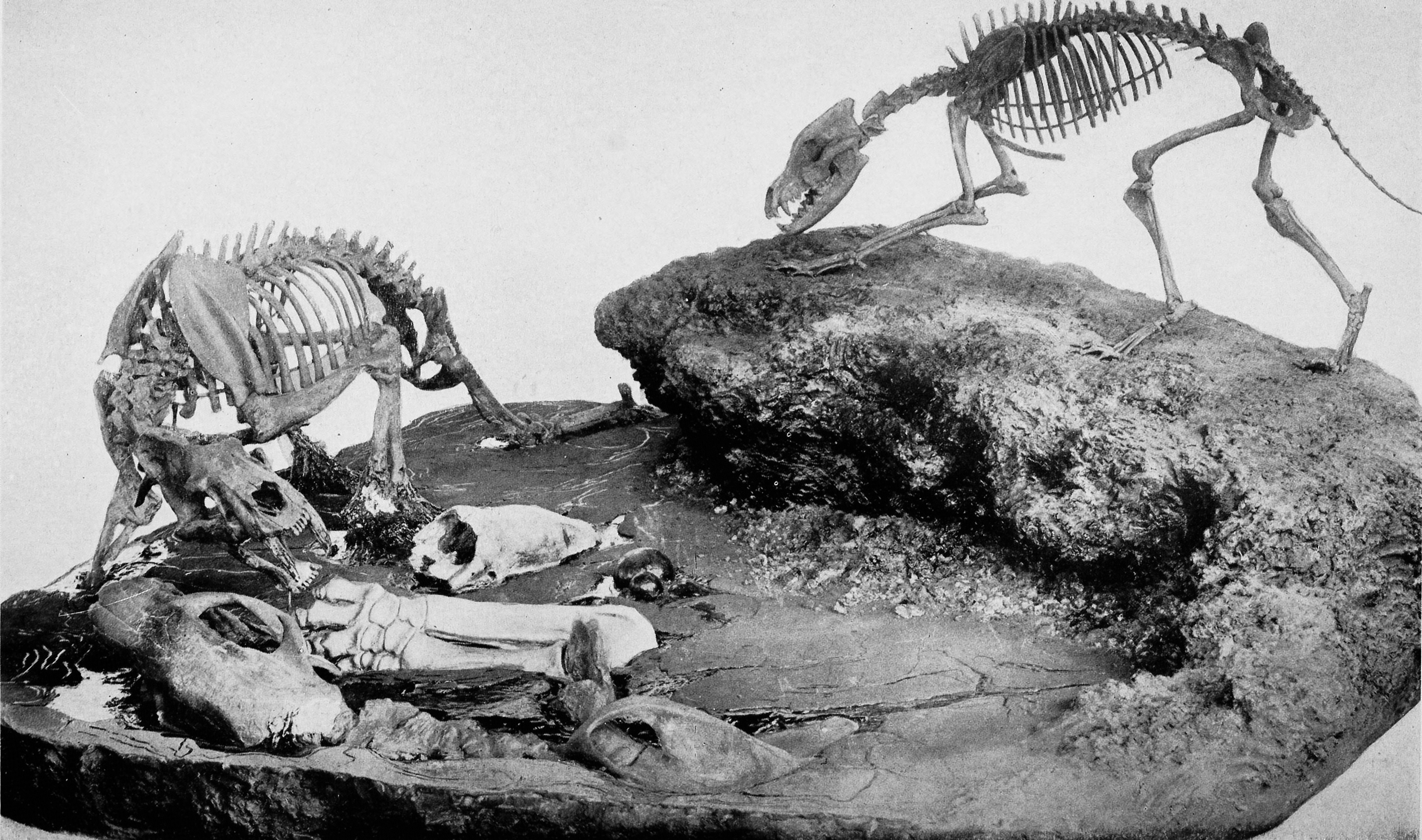
Scheletri di un S. fatalis solitario mentre fronteggia un lupo terribile per la carcassa di un Paramylodon

L'idea che lo smilodonte fosse un animale sociale che cacciava e si muoveva in branchi, è ancora materia di discussione tra gli scienziati. Uno studio condotto sui predatori africani ha dimostrato che i predatori sociali, come i leoni e le iene maculate, rispondono di più ai richiami d'aiuto lanciati dalle prede in difficoltà rispetto alle specie solitarie. Dal momento che i fossili di S. fatalis sono molto comuni nelle pozze di catrame di La Brea e gli esemplari rimasti intrappolati al loro interno erano stati probabilmente attratti dai richiami d'aiuto di prede impantanate, ciò potrebbe significare che anche questa specie fosse sociale. Tuttavia, uno studio contrario afferma che questo studio trascura altri fattori, come la massa corporea (gli animali più pesanti hanno maggiori probabilità di rimanere bloccati rispetto a quelli più leggeri), l'intelligenza (alcuni animali sociali, come il leone americano, potrebbero aver evitato il catrame perché erano più abili nel riconoscere il pericolo), la mancanza di esche visive e olfattive, il tipo di esca e la durata del richiamo d'aiuto (i richiami d'aiuto lanciati dagli animali impantanati sarebbero durati più a lungo dei richiami utilizzati nello studio). L'autore dello studio contrario riflette su come avrebbero risposto i predatori se le registrazioni fossero state riprodotte in India, dove le tigri, altrimenti solitarie, possono talvolta riunirsi intorno ad una singola carcassa. Gli autori dello studio originale hanno replicato che, sebbene gli effetti dei richiami degli animali intrappolati nei pozzi di catrame e quelli riprodotti non sarebbero stati identici, questo non sarebbe stato sufficiente per ribaltare le loro conclusioni. Inoltre, hanno affermato che il peso e l'intelligenza non avrebbero probabilmente influenzato i risultati poiché all'interno dei pozzi di catrame i carnivori più leggeri sono molto più numerosi degli erbivori più pesanti, difatti sono stati rinvenuti centinaia di esemplari di lupi terribili, ben più leggeri di uno smilodonte e quasi sicuramente sociali. La struttura dell'osso ioide suggerisce che lo smilodonte comunicasse ruggendo, come i grandi felini moderni. La capacità di ruggire potrebbe avere implicazioni per comprendere la loro vita sociale.

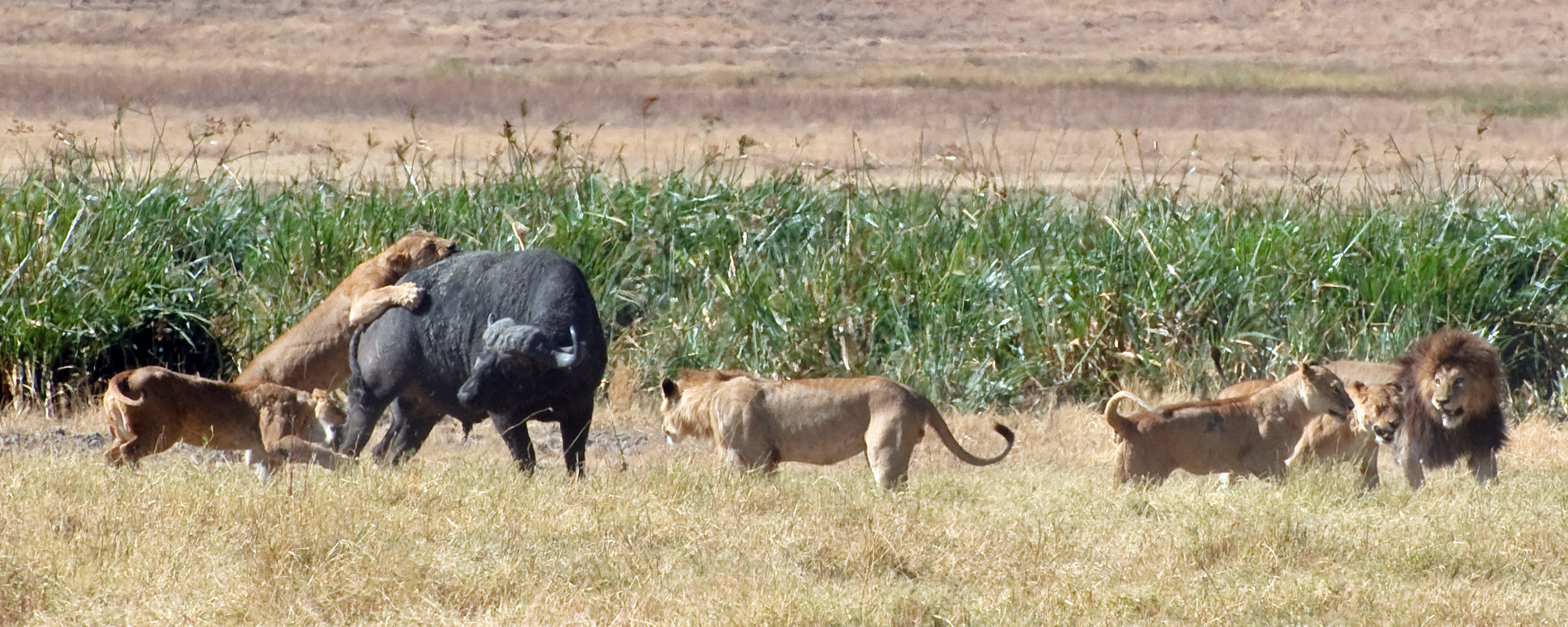
Un branco di leoni mentre attacca un bufalo cafro, in Tanzania; lo smilodonte potrebbe aver cacciato in gruppo in modo analogo

Un altro argomento a favore della socialità di questa creatura è il ritrovamento di diversi esemplari fossili che esibiscono ferite guarite, il che suggerisce che gli animali venissero aiutati da altri membri del branco che provvedevano per il cibo. Questo argomento è stato messo in dubbio, poiché i felini in generale sono in grado di riprendersi rapidamente anche da gravi ferite alle ossa e uno smilodonte ferito sarebbe sopravvissuto a patto che avesse accesso all'acqua. Il cervello dello smilodonte era relativamente piccolo rispetto ad altre specie di felini. Alcuni ricercatori sostengono che il cervello dello smilodonte sarebbe stato troppo piccolo per un animale sociale. Tuttavia, un'analisi delle dimensioni del cervello nei grandi felini odierni non ha trovato alcuna correlazione tra le dimensioni del cervello ed il loro comportamento sociale. Un altro argomento contro l'idea della vita in branco, è che essere un cacciatore da imboscate in un habitat boscoso chiuso e fitto avrebbe probabilmente reso superfluo la presenza di un branco, come nella maggior parte dei felini moderni. Tuttavia è stato anche proposto che essendo il più grande predatore in un ambiente paragonabile alla savana africana, lo smilodonte potrebbe aver avuto una struttura sociale simile ai moderni leoni, che vivono in gruppi principalmente per difendere il proprio territorio da altri leoni (i leoni sono gli unici grandi felini sociali).
Se lo smilodonte fosse stato sessualmente dimorfico, ciò avrebbe avuto delle implicazioni sul suo comportamento riproduttivo. Sulla base delle loro studi, secondo cui S. fatalis non presentava alcun dimorfismo sessuale, Van Valkenburgh e Sacco hanno suggerito, nel 2002, che se questi animali fossero stati gregari avrebbero probabilmente vissuto in coppie monogame (insieme alla prole), evitando un'intensa competizione tra i maschi per le femmine. Allo stesso modo, Meachen-Samuels e Binder (2010) hanno concluso che le lotte tra i maschi per le femmine era meno pronunciata in S. fatalis rispetto al leone americano. Christiansen e Harris (2012) hanno riscontrato che, se S. fatalis fosse stato sessualmente dimorfico, vi sarebbe stata una selezione evolutiva più accentuata per la competizione tra i maschi.[29] Alcune ossa fossili mostrano dei chiari segni di morso inflitti da un altro smilodonte, forse il risultato di combattimenti per il territorio, per il diritto di accoppiarsi o per il possesso di una preda. Due crani di S. populator, ritrovati in Argentina, mostrano ferite apparentemente fatali, non rimarginate che sembrano essere state causate dai canini di un altro smilodonte (sebbene non si possa escludere che queste ferite siano state causate dal calcio di una preda). Se tali ferite fossero riconducibili a combattimenti intraspecifici, potrebbero indicare che le lotte intraspecifiche di questi animali potevano essere mortali, come avviene in alcuni felini odierni (oltre a indicare che i canini potevano penetrare le ossa). È stato suggerito che i lunghi canini dei felini dai denti a sciabola si fossero evoluti come display sessuale per attrarre le compagne ed intimidire gli altri maschi. Tuttavia, uno studio statistico sulla correlazione tra la lunghezza dei canini e la taglia corporea di S. populator non ha trovato alcuna differenza nel ridimensionamento tra corpo e lunghezza dei canini, concludendo che i canini dell'animale si fossero evoluti esclusivamente per una funzione venatoria.
Nel 2021, sono stati descritti tre scheletri associati di S. fatalis dall'Ecuador, da Reynolds, Seymour e Evans et al. che suggeriscono che lo smilodonte fornisse cure parentali prolungate. I tre scheletri sembrano formare un nucleo famigliare composto da due esemplari subadulti e un adulto: i due subadulti condividono un tratto ereditario unico nella loro mandibola, suggerendo che fossero fratelli; un raro esempio di relazioni familiari ritrovate nella documentazione fossile. Si ipotizza anche che i due esemplari subadulti fossero rispettivamente un maschio ed una femmina, mentre l'esemplare adulto associato potrebbe essere la madre. Si stima che i due esemplari subadulti avessero circa due anni di età al momento della loro morte, ma stavano ancora crescendo. L'esame dei resti di questi individui suggeriscono che lo smilodonte avesse un tasso di crescita unico e veloce simile a quello di una tigre, ma che vi fosse anche un periodo di crescita prolungato nel genere simile a quello che si riscontra nei leoni e che i cuccioli dipendessero dai genitori fino alla fine di questo periodo di crescita.

### Crescita

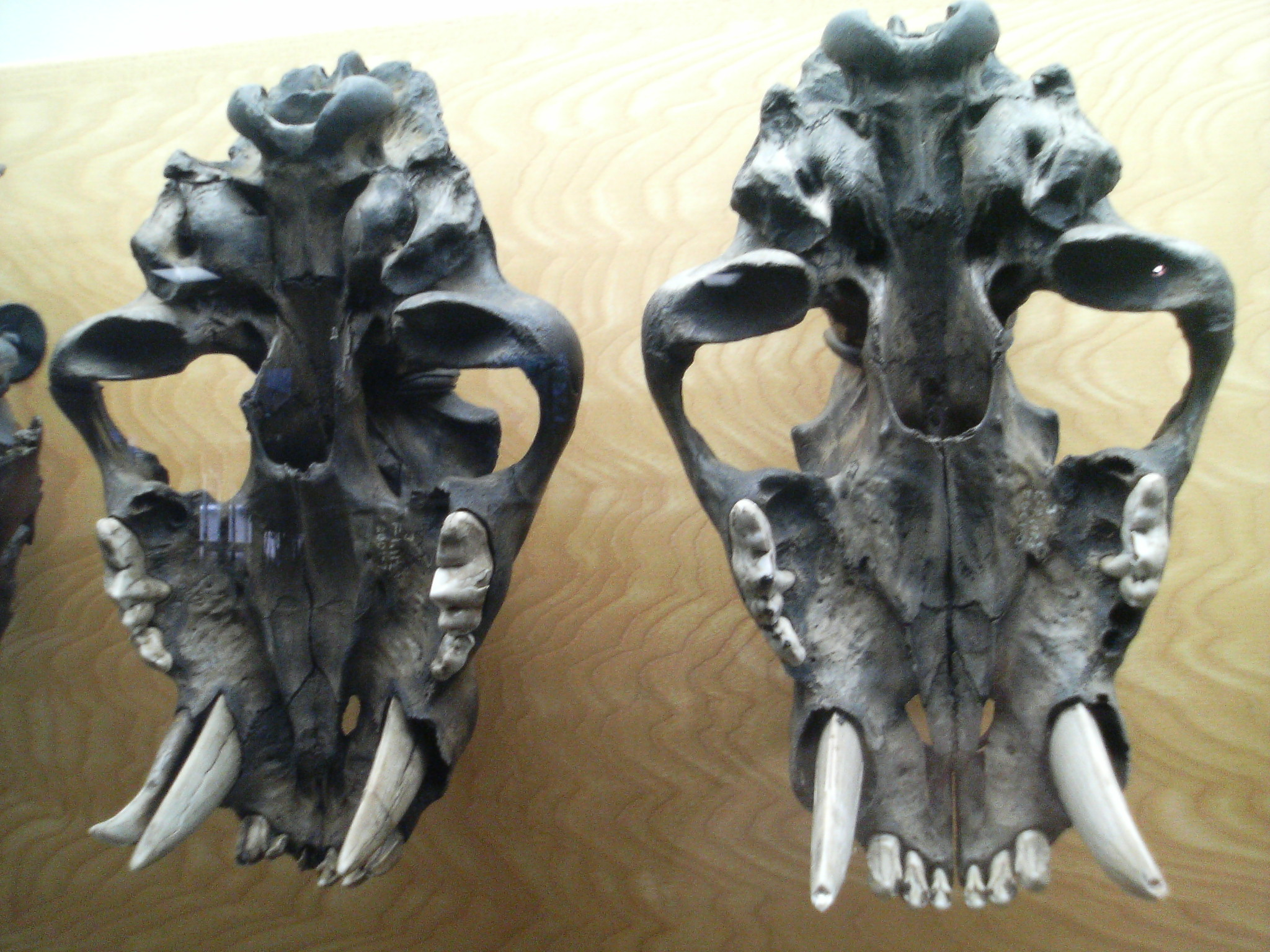
Vista ventrale di due crani di S. fatalis; l'individuo a sinistra è un giovane che mostra sia il canino da latte che quello definitivo, George C. Page Museum

Gli smilodonti iniziavano a sviluppare i loro iconici denti a sciabola tra i 12 e i 19 mesi di età, poco dopo la completa eruzione dei denti da latte. I canini da latte non venivano sostituiti immediatamente e, per un periodo di 11 mesi, i canini da latte e quelli definitivi rimanevano fianco a fianco nella bocca dei giovani, mentre i muscoli utilizzati per infliggere il morso si sviluppavano a circa un anno e mezzo di vita (otto mesi prima che in un leone odierno). Una volta raggiunti i 23-30 mesi di età, i canini da latte cadevano, lasciando completamente spazio ai canini definitivi che crescevano ad un tasso di crescita medio di 7 millimetri (0,3 pollici) al mese durante un periodo di 12 mesi, raggiungendo le loro massime dimensioni intorno ai 3 anni (più tardi rispetto alle specie moderne di grandi felini). I resti fossili di esemplari giovani o adolescenti sono estremamente rari a Rancho La Brea, dove è stato eseguito lo studio, il che indica che i giovani rimanevano nascosti nelle tane durante la caccia, dipendendo dalle cure dei genitori durante lo sviluppo dei canini.
Uno studio del 2017 indica che i giovani nascevano con una corporatura robusta simile a quella degli adulti. Il confronto delle ossa di esemplari giovanili di S. fatalis di La Brea con quelle del contemporaneo leone americano ha rivelato che i due gatti condividevano una curva di crescita simile. Lo sviluppo degli arti anteriori nei felini durante l'ontogenesi (cambiamenti durante la crescita) è rimasto strettamente limitato. La curva è simile a quella dei felini moderni, come tigri e puma, ma si sposta più verso la robusta direzione delle asse rispetto a quanto si vede nei felidi moderni.

### Paleopatologie
Diversi fossili di smilodonte mostrano segni di spondilite anchilosante, iperostosi e traumi; alcuni esemplari avevano anche l'artrite, che risultava in vertebre fuse. Uno studio condotto su 1 000 crani ha rilevato che il 30% di essi aveva ossa parietali erose, l'area dove si attaccano i muscoli della mascella più grandi. I crani mostravano anche segni di microfratture, di indebolimento e assottigliamento delle ossa, probabilmente causato dallo stress meccanico della costante necessità di eseguire movimenti lancinanti con i canini. La presenza di escrescenze ossee dove il muscolo deltoide si inseriva nell'omero è una patologia comune per un esemplare di La Brea, probabilmente dovuta ai ripetuti sforzi dell'animale quando doveva trattenere la preda con gli arti anteriori. Anche le lesioni dello sterno sono comuni, probabilmente dovute alla collisione con la preda durante l'agguato. La frequenza di traumi negli esemplari di S. fatalis era del 4,3%, rispetto al 2,8% dei lupi terribili, il che implica che il comportamento predatorio ad imboscata dello smilodonte portava ad un maggiore rischio di lesioni rispetto al comportamento predatorio da inseguimento del lupo terribile. I resti dello smilodonte mostrano, inoltre, più lesioni alle spalle e alle vertebre lombari.

## Distribuzione e habitat

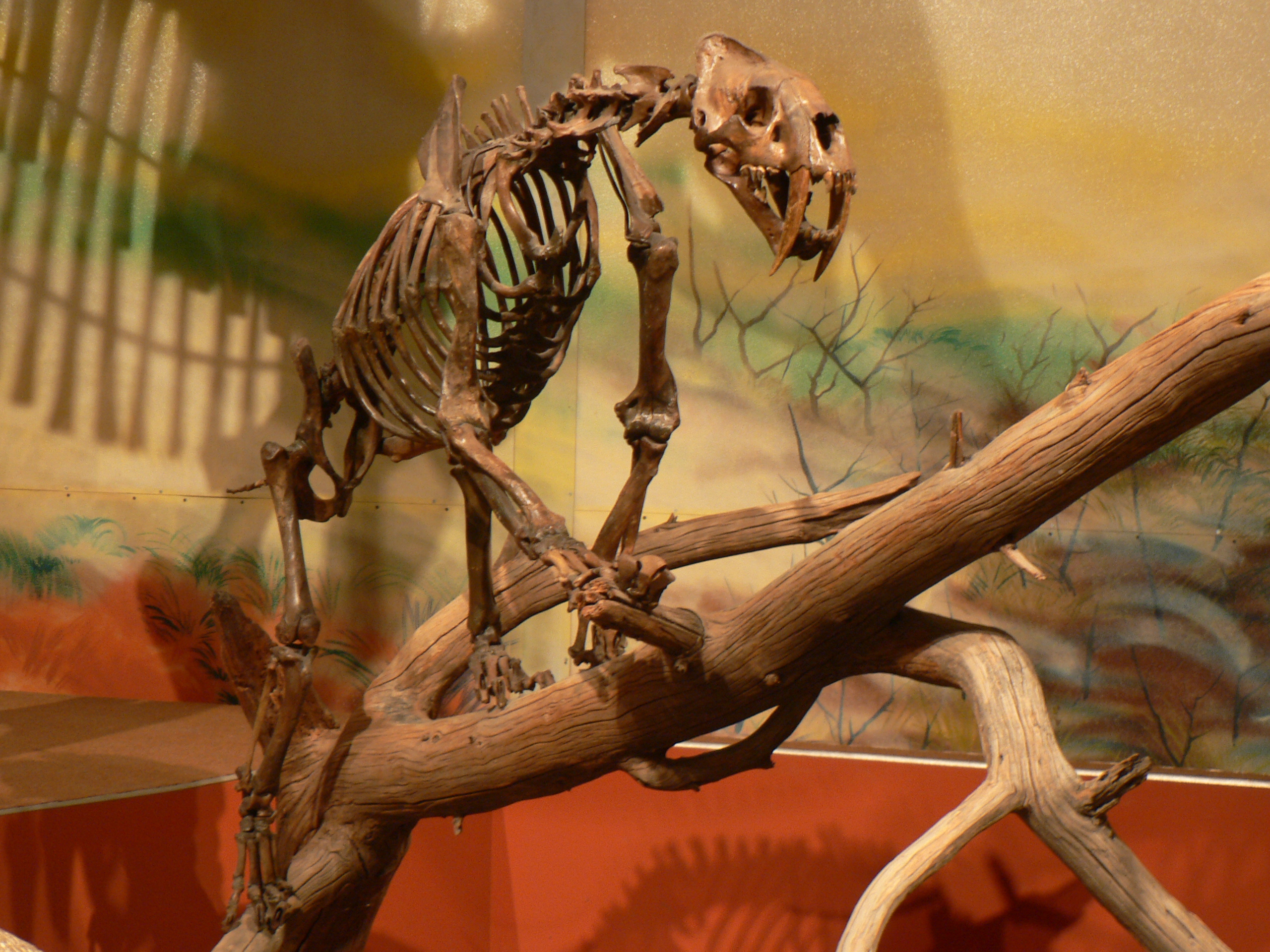
Scheletro di uno S. fatalis mentre si arrampica, al Cleveland Museum of Natural History, Cleveland, Ohio

Lo smilodonte visse durante il Pleistocene (2,5 milioni di anni fa-10 000 anni fa), rappresentando, forse, il più recente felino dai denti a sciabola conosciuto. Il suo habitat consisteva in ambienti dalla fitta vegetazione ricchi di alberi e/o cespugli, ideali per un predatore d'agguato. I resti di questo animali sono stati ritrovati in entrambe le americhe. I fossili più a nord sono attribuiti alla specie S. fatalis proveniente dall'Alberta, Canada. Durante il Pleistocene, l'habitat del Nord America variava dalle foreste subtropicali e savane al sud, alle steppe dei mammut senza alberi al Nord. La vegetazione a mosaico dell'ambiente ricca di boschetti, arbusti ed erbe alte nel sud-ovest del Nord America forniva cibo ai grandi erbivori dell'ultima era glaciale, come: cavalli, bisonti, antilopre, cervi, cammelli, mammut, mastodonti e bradipi terricoli. Il Nord America ospitava anche altri felini dai denti a sciabola, come Homotherium e Xenosmilus, così come altri grandi carnivori tra cui il lupo terribile, l'orso dalla faccia corta e il leone americano. Si suppone che la presenza di questi grandi predatori e la pressione che avrebbero esercitato sullo smilodonte, potrebbe aver impedito alla specie nordamericana, S. fatalis, di raggiungere le dimensioni della specie sudamericana, S. populator. La somiglianza nelle dimensioni di S. fatalis a quelle del leone americano suggerisce una sovrapposizione di nicchia e una competizione diretta tra queste due specie, che sembrerebbero essersi nutrite delle stesse prede.

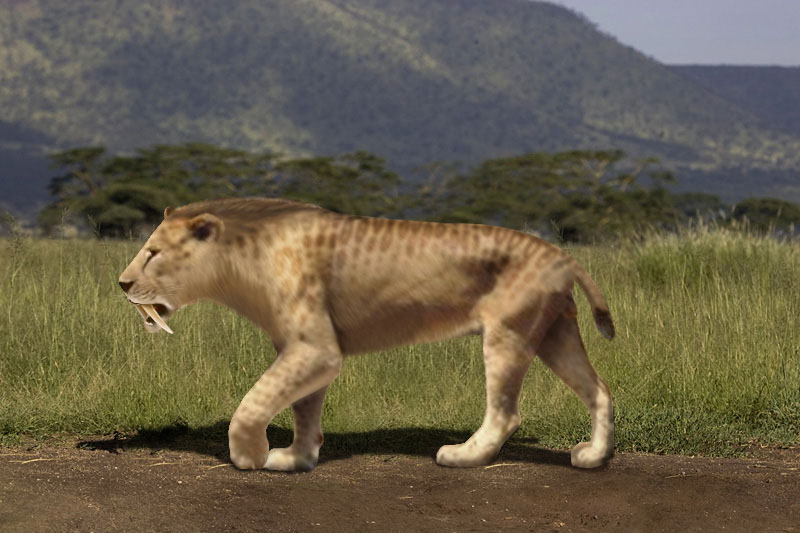
Ricostruzione di S. populator nel suo habitat in Sud America

S. gracilis arrivò in Sud America durante il Pleistocene medio-inferiore, dove probabilmente diede origine alla specie sudamericana S. populator, che prosperò nella parte orientale del continente. Anche S. fatalis espanse il suo areale all'America meridionale, stabilendosi però nella parte occidentale del continente, durante il Pleistocene superiore. In passato si credeva che le due specie fossero divise dalle cordigliera delle Ande, tuttavia, nel 2018, è stato segnalato un cranio di S. fatalis trovato in Uruguay a est delle Ande, il che mette in dubbio l'idea che le due specie fossero allopatriche (geograficamente separate). L'interscambio americano ha portato alla creazione di una fauna composta da un mix di specie autoctone ed invasive che condividevano le praterie e i boschi sudamericani; gli erbivori arrivati dal nordamericani includevano proboscidati, cavalli, camelidi e cervi, mentre gli erbivori sudamericani includevano: toxodonti, litopterni, bradipi terricoli e glyptodonti. I predatori metatherini nativi (compresi i thylacosmilidi dai denti a sciabola) si erano già estinti dal Pliocene e vennero sostituiti dai carnivori nordamericani, come canidi, orsi e grandi felini.

Animali che hanno partecipato al grande scambio americano, con migratori nordamericani come S. populator (in basso a destra in blu)

S. populator ebbe un grande successo in Sud America, mentre Homotherium non si diffuse mai al sud. L'estinzione dei thylacosmilidi è stata attribuita alla competizione con lo smilodonte, ma ciò probabilmente non è corretto, poiché sembrano essere scomparsi ancor prima dell'arrivo dei grandi felini. Fino all'arrivo dello smilodonte, il ruolo di superpredatore del continente era probabilmente occupato dai phorusrhacidi o "uccelli del terrore", che durante l'interscambio americano fecero il viaggio inverso stabilendosi in Nord America. Si pensa che S. populator possa aver raggiunto dimensioni maggiori di S. fatalis proprio per la mancanza di concorrenza nel nuovo continente; S. populator arrivò in Sud America dopo l'estinzione di Arctotherium angustidens, uno dei più grandi carnivori in assoluto, assumendo quindi il ruolo di mega-carnivoro. S. populator preferiva prede di grandi dimensioni che cacciava in habitat aperti come praterie e pianure, sulla base delle prove raccolte dai rapporti isotopici che determinavano la dieta dell'animale. In quest'ottica, la specie sudamericana era probabilmente più simile ad un leone moderno. In questo nuovo habitat S. populator si sarebbe conteso le stesse prede, probabilmente, con il canide Protocyon, ma non con il giaguaro, che si nutriva principalmente di prede più piccole.

## Estinzione

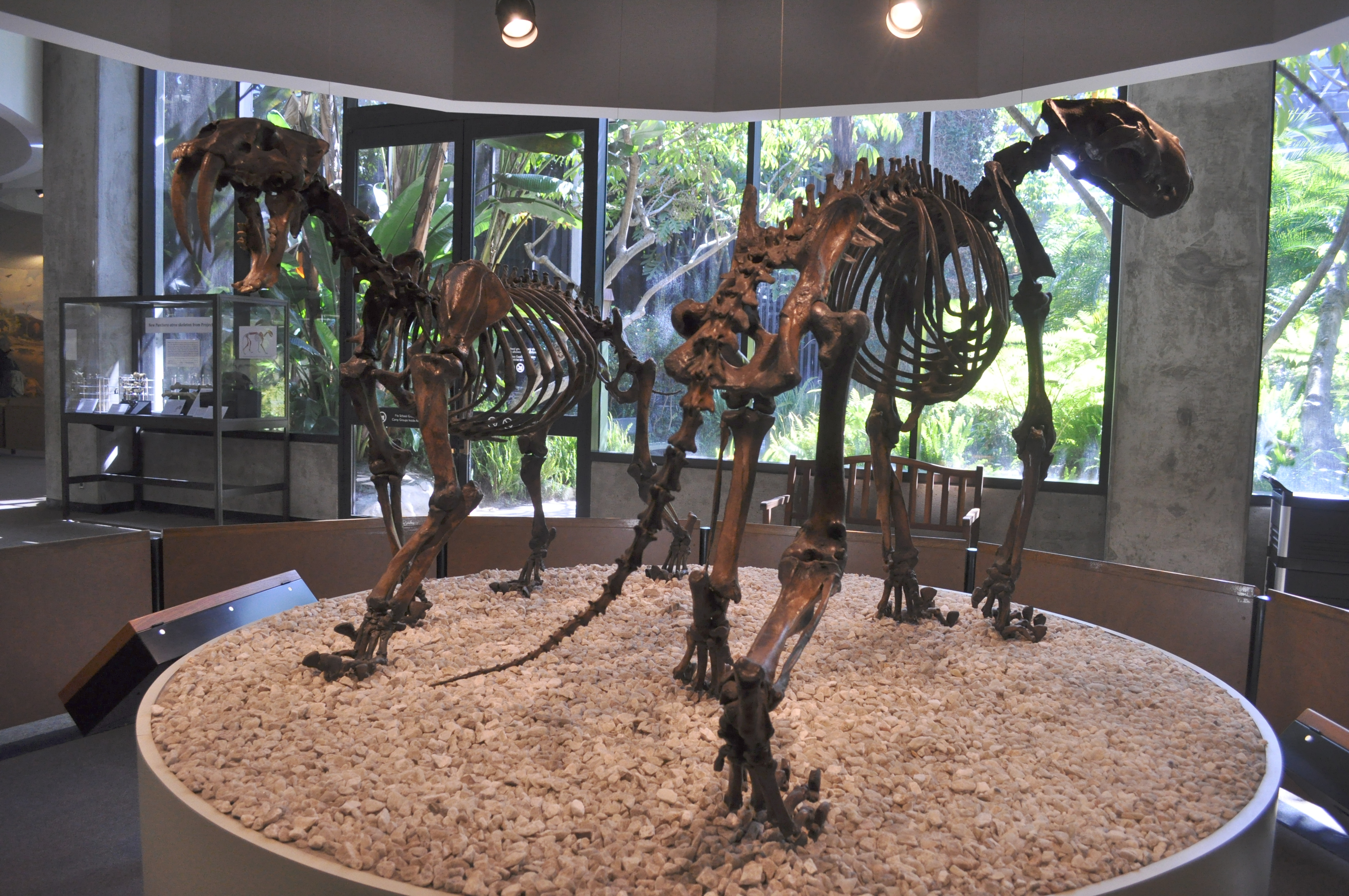
Scheletri di S. fatalis (a sinistra) e del leone americano, due grandi felidi nordamericani che si estinsero durante il Pleistocene superiore, al George C. Page Museum

Lo smilodonte si estinse insieme alla maggior parte della megafauna del Pleistocene, circa 10 000 anni fa nell'evento di estinzione del Quaternario. La sua estinzione è stata collegata al declino e all'estinzione dei grandi erbivori di cui l'animale si nutriva, sostituiti da erbivori più piccoli e più agili, come i cervi, portando all'estinzione dello smilodonte troppo specializzato nella caccia a grandi animali ed incapace di adattarsi alle nuove prede. Tuttavia, uno studio del 2012 sull'usura dei denti dell'animale non ha trovato alcuna prova che lo smilodonte non fosse realmente in grado di predare le prede più piccole e agili. Altre ipotesi sulla sua estinzione includono i cambiamenti climatici e la competizione con gli esseri umani (il cui arrivo nelle Americhe coincide con la scomparsa dello smilodonte dal record fossile) o una combinazione di diversi fattori, che si applicano tutti all'evento di estinzione generale del Pleistocene, piuttosto che specificamente all'estinzione dei felini dai denti a sciabola.
Alcuni dei primi studiosi teorizzarono che gli ultimi felini dai denti a sciabola, come Smilodon e Homotherium, si estinsero a causa della competizione con i felidi più veloci e generalizzati che li sostituirono. È stato persino proposto che i felini dai denti a sciabola fossero predatori inferiori ai felini moderni, poiché si pensava che i canini in continua crescita impedissero a questi animali di nutrirsi correttamente. Eppure anche felini veloci e generalizzati dell'epoca, come il leone ed il ghepardo americano, si estinsero durante il Pleistocene superiore. Il fatto che i denti a sciabola si siano evoluti più volte in lignaggi non strettamente imparentati mostra inoltre il successo di questa caratteristica.
L'esemplare più recente di S. fatalis venne recuperato dai pozzi di catrame di Rancho La Brea ed è stato datato a 13.025 anni fa. I resti più recenti di S. populator ritrovati nella grotta di Cueva del Medio, vicino alla città di Soria, a nord-est della provincia di Última Esperanza, nella regione di Magellano e dell'Antartide Cilena nell'estremo sud del Cile, sono stati datati a 10.935–11.209 anni fa. L'esemplare più recente di S. fatalis, ritrovato nella First American Cave nel Tennessee, nel 1971, relativo alla datazione al carbonio-14, è stato stimato risalire a 10.200 anni BP; tuttavia, la data "credibile" più recente è stata stimata a 11.130 BP.

## Nella cultura di massa

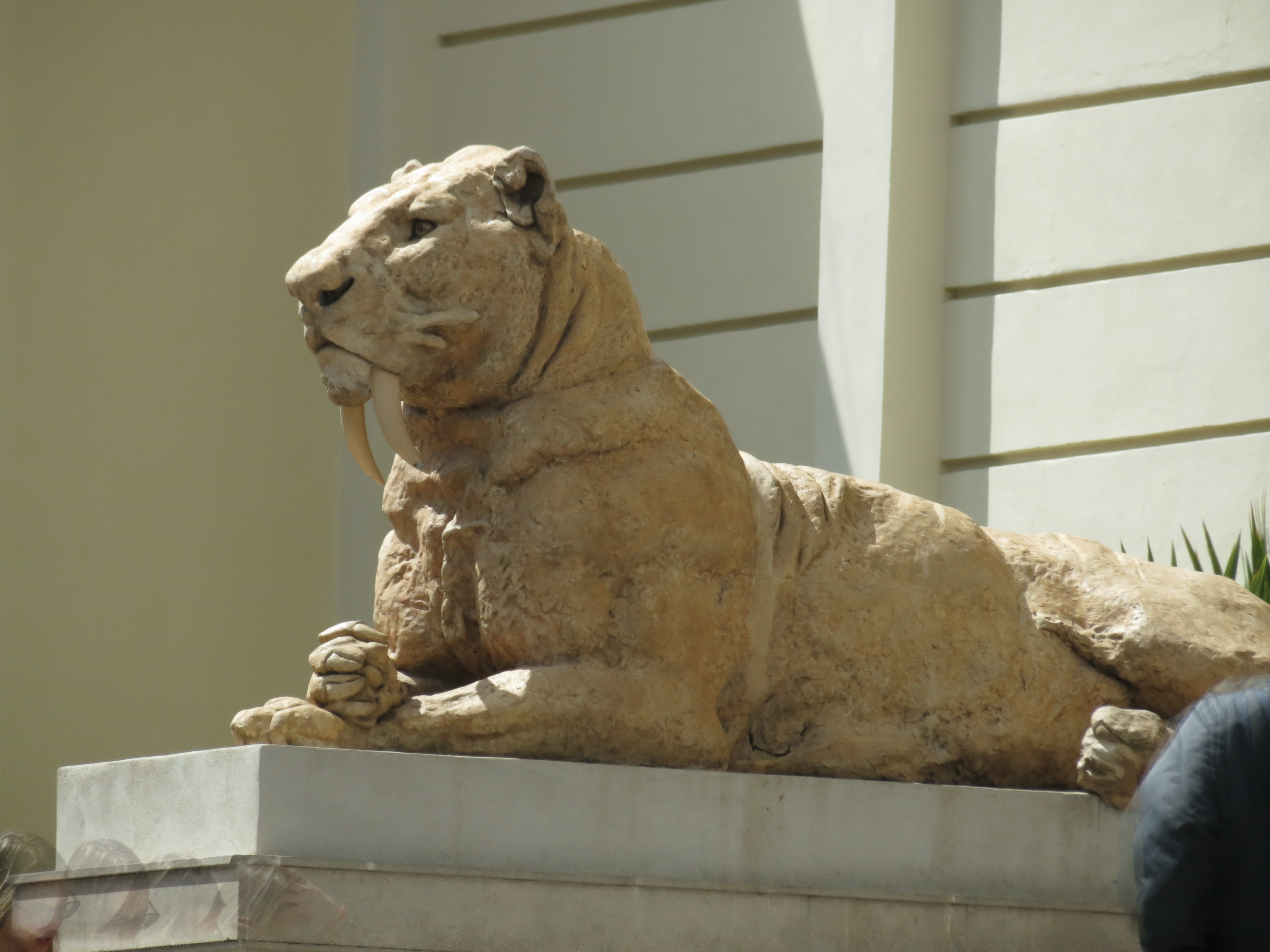
Statua di uno smilodonte, alle porte del Museo de La Plata, Argentina

Lo smilodonte, comunemente noto come "tigre dai denti a sciabola", è una figura ricorrente nella cultura di massa, dove viene spesso rappresentato come uno dei predatori preistorici più iconici. Le sue zanne lunghe e ricurve lo rendono facilmente riconoscibile e simbolicamente associato alla ferocia e alla potenza della natura primordiale. Sebbene l'immagine dello smilodonte sia spesso basata su una certa libertà artistica, essa è diventata parte integrante dell'immaginario collettivo legato alla preistoria.
Lo smilodonte ha avuto una notevole presenza in produzioni cinematografiche e televisive, soprattutto nei generi fantasy, fantascientifico e d'avventura. Uno degli esempi più noti è il film 10.000 AC (2008), diretto da Roland Emmerich, in cui un grande felino simile a uno smilodonte viene rappresentato come una creatura leggendaria e minacciosa. In L'era glaciale (2002), il personaggio di Diego, doppiato nella versione originale da Denis Leary, è uno smilodonte antropomorfo che ha contribuito alla diffusione della figura presso il pubblico infantile.
Lo smilodonte è stato adottato come simbolo o mascotte da squadre sportive, istituzioni accademiche e musei, in particolare in Nord America. L'esempio più celebre è lo Smilodon fatalis, il cui fossile è esposto al pubblico presso i La Brea Tar Pits di Los Angeles, divenuto uno dei simboli della paleontologia americana.